# Черничин
Черничин (пол. Czerniczyn) — село в Польщі, у гміні Грубешів Грубешівського повіту Люблінського воєводства.
Населення — 692 особи (2011).
Розташоване на українському Закерзонні (в історичній Холмщині).

## Історія
В межах села Черничин знайдено 31 археологічне місце. Відкрито могили, які містили крім перепалених людських костей також глиняний посуд, оздоби або частіше їх фрагменти. Найстарішою знайденою пам'яткою був глиняний кухоль, якого можна поєднати з культурою волинсько-любельською (4300-3400 рік до н. е.).
Дещо молодші пам'ятки пов'язані з серединою епохи неоліту, до якої належить лійковий кубок (4200-2900 роки до н. е.). Невеликі знахідки уламків глиняного посуду, кам'яної сокири, кісткової голки та двох кременевих шкребків походять з кінця доби неоліту та зараховані до кочівної культури шнурової кераміки (2900—2200 рік до н. е.).
Археологічні розкопки, проведені працівником музею в Грубешеві В. Команом у 1981—1985 роках від імені університету Марії Кюрі-Склодовської у Любліні, під керівництвом доктора Анджея Коковського, відкрили поселення і могильники так званої черничинської групи. Античні матеріали походили з 6 поховань, приурочених до ранньої бронзової доби, пов'язаних з межановицькою культурою і з 26 середньовічних поховань. Крім того, в межах ділянки було зареєстровано 11 об'єктів поселень середньовічної хронології.
Відкрито в околицях Черничина набагато більше знахідок в могильних ямах доби ранньої бронзи, між іншим 3 кременеві наконечники до стріл та кілька наконечників списів (2200—1600 рік до н. е.), які слід зарахувати до межановицької культури.
Населення виробляло характерну кераміку; посуд, миски, горнята, глечики, тарілки. Посуд оздоблювали нігтьовим орнаментом, за допомогою втиснутих ліній на шорсткій поверхні, а також карбування виливів. Поселення утворювали хати — навіть до 35 м — будовані з дерева і обліплені глиною. Група черничинська проіснувала до початків н. е.
Людність східнослов'янських племен дулібів, бужан, волинян зайняли ці терени в III ст., до н. е. Ймовірно, що від V до IX століть терени Черничина не були заселені. Тільки в X ст. з'явилися тут слов'янські племена. Черничин належить до складу Червенських городів, що виникли як укріплені поселення в ході формування феодальних відносин у східнослов'янського племінного об'єднання на чолі з дулібами.
На XI—XIII ст. можна датувати скелетові захоронення на терені Черничина. В похованнях знайдено кілька прикрас у вигляді кульчиків, бронзових браслетів та срібного персня.
Першу згадку про Червенські городи зустрічаємо в Літописі Руському за Іпатським списком під роком 981: «Пішов Володимир до Ляхів і зайняв городи їх — Перемишль, Червен та інші городи, які є й до сьогодні під Руссю.» (до 1132 року входять до складу Київської Русі).
В 1018 році після битви над Бугом 22-23.07.1018 р. Черничин враз з усіма Червенськими городами захоплює польський князь Болеслав I Хоробрий. Великий князь київський Ярослав Мудрий з тмутороканьським князем Мстиславом у 1030—1031 роках відвойовують усю Холмську Русь разом з Черничином, садять на Волинсько-Червенський престол Ігоря Ярославича, який і залишився там господарювати після поділу держави Ярославом Мудрим у 1054 році.
Перший спогад про Черничин знаходимо в 1142 року в Київському літописі. Середньовічний літописець згадує : «Зима 1142/3. У ту ж зиму послав Всеволод сина свого Святослава та Ізяслава Давидовича з Володимиром [Володаревичем], з галицьким, у поміч свату своєму, [князеві лядському], Володиславу на братів його на менших, на Болеславичів. І зібралися вони всі коло [города] Чернечська, і, пустошивши, вернулися, узявши більше мирних ляхів, аніж ратних.»
1188 року Володимирський князь Роман Мстиславич, об'єднавши майже всю південно-західну Русь (Галичину, Холмщину, Волинь, Підляшшя), створює могутнє Галицько-Волинське князівство.
1420 року король Владислав ІІ Ягайло видав декрет, у якому підтверджувалось, що вся Холмщина разом з Черничином була Руським краєм і тут діяло Руське право. Черговий раз згадка про цю місцевість походить з 1424 року, коли на з'їзді духовенства латинської Холмської єпархії в Грабовці був Петро, ректор костелу з Черничина. На той час Черничин з навколишніми землями був власністю короля Владислава ІІ Ягайла.
Вже в 1429 року село входить до складу Грубешівського негродового староства, до якого належало до кінця XVIII ст.
1429 року в документах грубешівського земського повітового суду згадується про деякого Петра Сокільника з Черничина, натомість в роках 1443—1465 в судових документах виступає Добєслав, війт з Черничина.
В 1436 році Львівщина, Перемищина, Галичина, Надсяння, Холмщина з Черничином входять до складу новоутвореного Руського воєводства.
В 1451 році орендатором малого Черничинка була Олександра з Хожова Тенчинська, вдова по Миколі, грубешівському старості. В цьому часі село входить до складу грубешівського староства.
В 1474 році війтом Черничина був Петро Квачала, котрий згідно записів з 1470 року позичив Миколі з Черничинка 12 гривень з вярдункім, що посвідчив його брат Яків з Черничинка.
1477 рік — У Красноставі видано Холмський земельний Статут, який регулював маєткові права селян в Черничині і в усьому Грубешівському, Холмському, Красноставському і Щебрешинському повітах.
В 1505 року Черничин разом зі всіма навколишніми селами попадають під заставу до Павла Ясіньського гербу Ґоздава.
Від 1550 року Черничин належить до Якуба Бучацького, воєводи подільського та руського.[джерело?]
В поборовому (податковому) реєстрі з 1564 року занотовано в Черничині 8 і 1/4 лана земельних угідь, 10 загородників без землі, корчмаря з 1/4 лана земельних угідь та церкву.
Згідно люстрації 1564—1565 роках було в Черничині аж 38 кметів на чвертьланках та 9 загородників, а також церква і корчма. Дохід з села становив 30 злотих 15 грошів. У 1569 році в селі було аж 3 корчми.
Від 1576 року король Стефан Баторій дає грубешівське староство разом з Черничином у довічне користування Анджею Тенчинському та його дружині Софії з Денбовських. Реєстр 1578 року вказував на приналежність до села 8,25 лана орних земель.
В 1588 році король Сигізмунд III Ваза надає в довічне користування грубешівське староство гетьману Станіславу Жолкевському. 15 березня 1627 року Сигізмунд III Ваза віддає синові Владиславові IV Ваза Грубешівське староство разом з Черничином та навколишніми селами. Згідно реєстру в 1627 року в селі було 31 кметь та 22 загородників.
У 1633 році власником Черничина стає белзький воєвода Рафал Лещинські, а після його смерті — коронний маршалок Лукаш Опалінський з Бніна.
У 1635 році війтом Черничина є Петро Хохоль.
XVII століття — це період Козацько-польських воєн 1648—1657, Московсько-польських воєн 1654—1667, Шведського потопу, воєн з Османською імперією, які вела Польща. Війни принесли велике спустошення та руйнування на Холмську землю. Внаслідок цього в реєстрах з 1661—1665 року в Черничині віднотовано лише 3 кмети та 3 загородники. В люстрації села був зазначений ще один загородник, який пильнував ліс, була також церква і корчма. Також «поп тут був, тепер уже немає, тільки церква пустою стоїть».
За люстрацією 1765 та 1772 років була в селі корчма з броваром. Занотовано в цей час відсутність лісу на терені села, росли тільки кущі. Відсутність лісу була наслідком бездумності лісового господарства, оскільки в XVI ст. в Черничині росли гаї.
Під час Шведського потопу власником місцевості є Данилович Микола гербу Сас, підстолій коронний. За панування короля Яна ІІІ Собеського власником став Марек Матчинський — воєвода руський і більський, Великий підскарбій коронний.
Від 5.03.1705 року Черничин знаходиться у власності старости грубешівського Станіслава Потоцького, який в 1729 році підписав трирічний контракт заставний з Анною Потоцькою, дружиною волинського каштеляна і за позику 200 тисяч злотих віддав в оренду Черничин, Богородицю (пол. Brodzica) та Побережани.
В 1744 році наступний староста — Франц Салезій Потоцький орендував на три роки Станіславу Курдвановському гербу Півкозиць Грубешів з передмістям та фільварком, Богородицю (пол. Brodzica) і Черничин.
05.06.1772 року — після першого поділу Польщі між Королівством Пруссії, Росією та Австрією північна сторона Холмської Русі залишилась під владою Польщі, а південна (разом з Черничином) перейшла під протекторат Австрії. Після смерті Франца Салезія Потоцького грубешівське староство разом з Черничином переймає австрійський уряд. У грудні 1773 року австрійський уряд провів новий адміністративний поділ. У результаті нього був створений Замостський округ (циркул), до якого належав Черничин.
В роках 1790—1793 місцевість була орендована сохачевським підчашим Яном Терлецьким. А в роках 1794—1798 орендували її Ян Муканський та Мартин Літинський.
1795 року після Третього поділу Речі Посполитої до Російської імперії відійшла частина Холмщини на правобережжі Бугу, а лівобережна Холмщина (включаючи Черничин) перейшла під протекторат Австрії.
В роках 1798—1802 орендує Черничин Михайло Радзієвський. У документах від 22.12.1803 року зазначено, що Ян Цєсєльський стає орендатором ключа грубешівського, включаючи Черничин. Від 1.05.1802 року весь маєток ключа грубешівського переходить до Степана Єдлінського (в роках 1806—1808 власник всього маєтку Рубешева — назва Грубешева до 1802 року).
В 1799 році уряд австрійський замінив з Ігнатом Цетнерем, воєводою белзьким весь маєток Грубешівського повіту, разом з Черниченим, на соляні маєтки, що затверджується цісарським декретом в 1802 році. Але раніше, 30.03.1800 року, Ігнат Цетнер у Львові продає Грубешів разом з кількома навколишніми селами (серед яких був і Черничин) князівській родині Олександра Сапіги та Анни Ядвіги Сапіги з Замойських за 700 000 злотих.
В 1801 Станіслав Сташиць купляє маєток Грубешівського повіту площею 12000 моргів на прізвище Анни Ядвіги Сапіги з Замойських (колишньої його учениці), а від 1811 року весь маєток переписує на власне прізвище.
Від 1809 року Черничин входить до складу Варшавського князівства, стаючи частиною утвореного в 1810 році Люблінського департаменту.

Мапа Черничина 1812р.

Після Віденською конгресу в 1815 році Черничин у складі всієї Холмщини було передано під протекторат Російської імперії, до якої належав до 1915 року.
В 1837 році після утворення Люблінської губернії Черничин входить до її складу.
09.05.1912 року Черничин включений російським царським урядом до Холмської губернії.
Під час першої світової війни від моменту окупації Черничина вся територія Холмської Губернії знаходиться під безпосереднім управлінням німецької та австро-угорської військової влади, але 15.06.1916 року зона австро-угорської окупації за наказом головнокомандувача австро-угорської армії, що розповсюджувалася в Холмшині (Білгорайський повіт, Грубешівський повіт, Замостський повіт та Томашівський повіт), відійшла під відомство Люблінського військового генерал-губернаторства.
У міжвоєнний період Черничин входить до складу гміни Дяконів (пол. Dziekanów) (пол. Dziekanów) Грубешівського повіту, Люблінського воєводства.
В роках 1936—1954 Черничин належить до Меняни. А в роках 1945—1954 Черничин є центром гміни Меняни.
Від 1973 року Черничин перебуває в межах гміни Грубешів і Грубешівського повіту.
У 1975—1998 роках Черничин належав до Замойського воєводства, а після адміністративної реформи в 1999 році знаходиться в межах Любліньського воєводства.

## Мешканці села в Грубешівському Аграрному Товаристві Ст. Сташиця
Черничин разом з селами Білоскури (пол. Białoskóry), Богородиця (пол. Brodzica), Бусенець (пол. Busieniec), Дрогічани (пол. Drohiczany), Путновичі (пол. Putnowice), Шпиколоси (пол. Szpikolosy), Ярославець (пол. Jarosławiec) і правлінням в Дяконові (пол. Dziekanów), а також передмістями Грубешева — Побережани, Підзамче, Вуйтовство входять до заснованого Станіславом Сташицем в 1812 році в фільварку Ярославець (пол. Jarosławiec) Грубешівського Аграрного Товариства біля Уханє.
Була утворена Господарча Рада, яка складалася з президента (на цю посаду Станіслав Сташиць призначив Юзефа Гроттхуса) і 6 радних: Леон Саноцкі з Дяконова (пол. Dziekanów), Мартин Василевський з Ярославця (пол. Jarosławiec), Гнат Космей з Богородиці (пол. Brodzica), Гриць Сава з Черничина, Пилип Тарас з Побережан, обов'язки касира виконував Вінцент Сендзімір, обов'язки надлісничого виконував Фрацішек Ланг.
04.04.1816 року підписує умови з селянами, на підставі яких звільняє їх від панщини і наділяє землею в межах утвореного ним товариства.
В 1822 році Станіслав Сташиць робить зміни в умовах на довічне звільнення від кріпосної залежності й обдарування на довічно селян наділом землі.
В Черничині особливу увагу надавали лісовому господарстві. Першим гайовим був Михайло Біда. З року 1800 походить інформація про наступних гайових: Василь Собчук та Іван Дацюк. В 1828 році на посаді гайового були Семен Сокіл та Іван Ліборський, а в 1830—1831 Василь Яскульський та Прокіп Ярославець.
Кількість господарств з Черничина, що входили до Грубешівського Аграрного Товариства в роках 1822—1864 :
1822 рік — 76 господарств;
1858 рік — 111 господарств;
1864 рік — 128 господарств;
1915 рік (перед біженьством) — 170 господарств.
Під поглядом віросповідання, а що за цим іде — і під поглядом національним, діляться члени Товариства на православних та католиків. Так в 1915 році (перед біженством) до складу Товариства з Черничина входило 160 родин православної віри і тільки 10 родин — римо-католицької віри.
Кількість моргів землі, що належала селянам, які входили до Товариства з Черничина становила в 1864 році 2482 морги. Мешканці Черничина мали також найбільші громадські пасовища в Товаристві. Найменш заможними в Товаристві були селяни з Черничина, а найзаможнішими були селяни з Дяконова (пол. Dziekanów) та Ярославця (пол. Jarosławiec). Черничин та Шпиколоси (пол. Szpikolosy) були найгустіше заселеними селами, тому земельні наділи селян були найменші.

## Населення
Під кінець XVIII ст. Черничин був найбіднішим містечком в цілому маєтку ключа грубешівського, що видно з чисельного складу двірських слуг. За часів Ігната Цетнера в Черничині було: 37 господарів на чвертьланках, 18 господарів на півланках, 3 загородники, 5 халупників 1-го класу, 6 халупників 2-го класу, 1 халупник 3-го класу, двірських слуг — 70 штук конів та 79 штук волів. З оренди шинкової черничинської та богородицької припадало на рік 2300 злотих.
Згідно з переписом з 1827 року в селі Черничин разом з Черничинком нараховано 90 будинків і 718 мешканців.
Черничин, як і багато інших сіл Королівства Польського, постраждало від епідемії холери в 1831 та 1855 роках.
Під час цих епідемій гинули цілі родини, а їхні господарства пустошіли.
В 1845 році існувала в Черничині корчма, яка отримала патент на подальшу торгівлю алкоголем. В селі стояв також недалеко від школи та дороги Холм — Грубешів — Львів дерев'яний вітряк з XIX століття, котрий після пожежі був розібраний у 60-х роках XX століття.
Після Січневого повстання 1863-1864 років на теренах колишньої Речі Посполитої, почали, що року рекрутувати до російської імперської армії. Рекрутський набір проводився по 5 чоловік з тисячі душ кожен. Рекрути служили 12 років. Кандидатури рекрутів визначала селянська громада. Так у 1866 році з Черничина взято до 2 Дивізії Гренадєрів, що стаціонувала у Варшаві - жонатого селянина Булас Степан (1845 р.н.), син Івана.
За даними етнографічної експедиції 1869—1870 років під керівництвом Павла Чубинського, у селі проживали греко-католики, які розмовляли українською мовою.
За польським переписом 1921 р. в Черничині було 165 хат і 946 жителів (465 чоловіків і 481 жінка). З них 876 записано як поляків, а 70 як русинів (українців). Серед них було 218 римо-католиків, 688 православних, 3 юдеїв та 37 євангелистів.
За німецьким переписом 1943 р. в селі була 451 хата, де проживали 1 215 осіб (579 чоловіків та 636 жінок). За національністю 1 124 записано як українця та 91 як поляка.

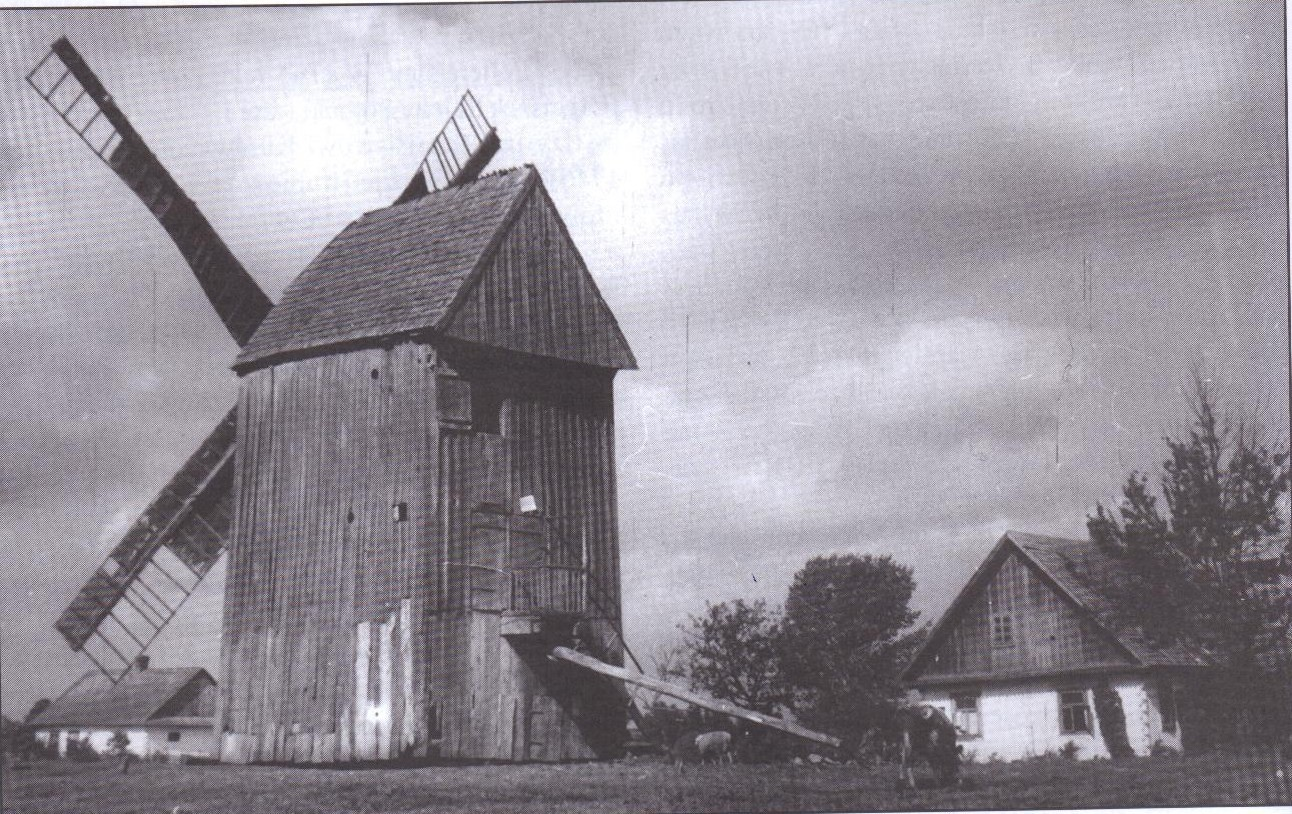
с. Черничин. Дерев'яний вітряк з ХІХст.

В Книзі Адрес Польських з 1928 року зазначено, що в селі Черничин послуги ковальські свідчив Кнап Теодор, послуги шевські надавав — Пира Ю., в кооперативі товарами споживчими торгував Возняк Є., збіжжям — Лакс І., вітряк мав Сніговський Ф., молов тільки разівку, тобто грубий помел, як корм для свиней та худоби, а також було дві моторові молотарки — власником однієї був Марчук Михайло, якими селяни користувалися дуже вигідно, як члени кооперативу.
Забудови сільські були розміщені вздовж «Шуму», який плинув від Метеліна з заходу до села Городок (пол. Gródek — стара назва Волині) на сході. Забудова була компактна. Будинки були дерев'яні, розташовані вздовж дороги з Метеліна до Городка, вкриті стріхою й огороджені плетеним плотом із гілок ліщини. На межах іноді робили перелаз, щоб ходити до сусіда: тут пліт був нижчим, а внизу прибивали дошку або колоду, щоб зручніше було перелазити. На північ і південь від забудов розлягався вигін, на якому випасали худобу та коней.
Односельчани не закривали своїх обійсть, оскільки крадіжки були рідкістю. Соботніми вечорами люди збиралися на вечорниці на свіжому повітрі або в хаті Марчука Степана та співали народних пісень Холмщини. Кілька таких пісень були записані в 1909 році працівниками Львівської консерваторії від д. Стейського побутова пісня «Пішла би я по оріхи» та весільна «Вийди, батеньку, вийди рідненький». А від М. Лукасюка була записана побутова пісня «Ой під терном під терном».
Ще одна з яких була записана в селі Черничин та надрукована у Варшавському Українському тижневику «Наш Світ» 1925 року:

А ти дівчино, зарученая!
Чого ти ходиш засмученая?
Чого ти ходиш, чого ти нудиш?
Чом ти не скажеш, кого ти любиш?
Ой знаю, знаю кого кохаю;
Тільки не знаю з ким жити маю.
В Черничині був організований сільський оркестр, котрий грав на вечорницях та на весіллях. Грали в ньому: скрипка — Францішек та Бернард Сьнег, кларнет — Сивак та Станіслав Мажець, контрабас — Михайлина Лисаковська.
На Різдво Христове ходили колядники по селі, а на Щедрий вечір — ходила молодь щедрувати.

Місцевість була поділена на чотири частини. В селі був один солтис і 3 заступники, котрі відповідали за свої частини села. До початку другої світової війни солтисом в Черничині був Василь Гіль. Під час війни і до самого виселення, на посаді солтиса був Вашкевич Антін. 

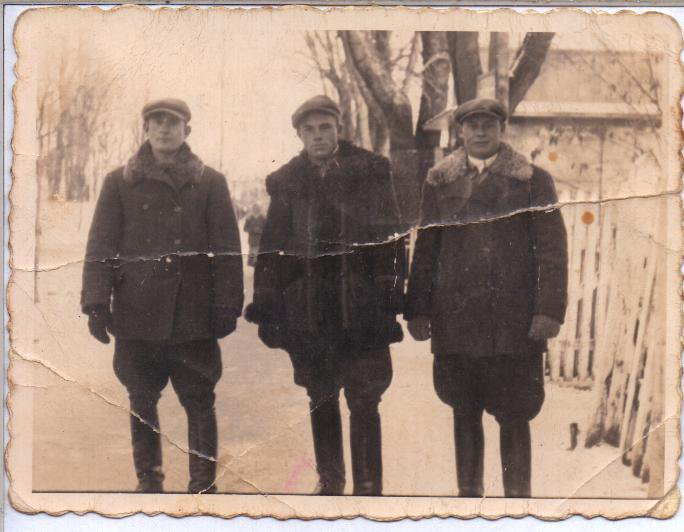
Поч. 30-х XX ст. По середині А.Вашкевич. Такі кожухи шили в Черничині.

Вирощуванням льону та конопель займалися мешканці сіл Побережани, Черничин, Богородиця (пол. Brodzica), Сліпче (пол. Ślipcze), Метелін, Теребінь (пол. Terebiń), Волиця (пол. Wolica).
В селі були ткацькі, бондарські, столярські майстерні. Існувала в Черничині олійниця та кузня біля православного цвинтаря, а поміж ними стояла криниця з журавлем, до якої ходили по воду.
На півдні знаходилась забудова в формі кола — господарство Івана Адамюка, котрий був агрономом в Метеліні, а правління якого знаходилося в Черничині.
Селяни Черничина передплачували та читали часописи «Сила», «Голос села», тижневик «Народна справа».

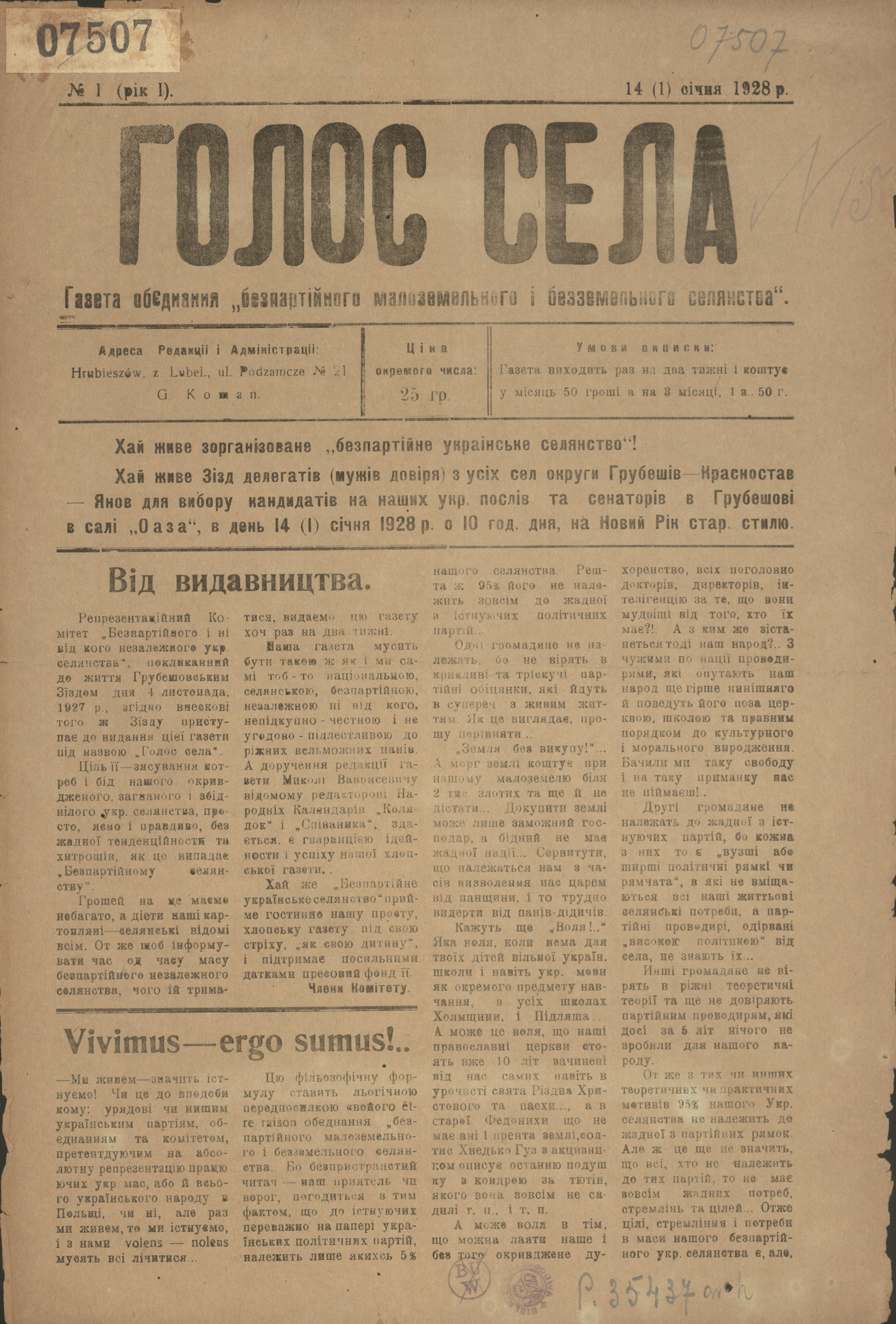
Український часопис «Голос Села» виходив в Грубешеві у 1920 роки. Редактор-видавець Микола Ваврисевич.

Траплялися в Черничині й сімейні розлучення, про що свідчить акт з 1906 р. «O расторжении брака жителя Черничина Михаила Цымборского с Марией рожденной Панасевич по причине ея прелюбодияния».
В лютому-березні 1933 року в Черничині неякий заможний селянин Петро Шмат, що багато років проживав у селі, забив свою молоду дружину Марію. Подружжя жило щасливо та в достатку, поки Петро не зустрівся зі своєю давньою коханкою — Ковальчикувною. Від того моменту селянин почав занедбувати свою дружину та щораз більше приділяти часу коханці. Врешті Шмат вирішив позбутися не вигідної законної дружини і з цією метою заманивши дружину до стодоли, двома ножовими ударами в околицях скроні — позбавив її життя. Внаслідок проведеного слідства та медекспертизи, суд визнав Петра Шмата вбивцею і виніс вирок позбавлення волі на 15 років.
В роках 1936—1937 в Черничині відбулась комасація земель — до цього майже кожен господар мав по кілька клаптиків землі, які тепер були зведені в цілісні ділянки. Тим самим, польський уряд постановляє розпорошити компактно проживаючі українські громади на Холмщині, змушуючи мешканців сіл переносити оселі на своїх орні землі в тих місцях, де вони мали наділи, утворюючи так звані колонії. Черничин було поділено на окремі колонії. Внаслідок цього зникли хати в Черничині з над «Шуму», вигін замінили на луги та орні поля. На будівництво хат товариство Сташица майже безкоштовно давало ліс. Цегла була дорога, каменю не мали, тож дерево різали на бруси 10 см, а дахи робили із бляхи. До того часу більшість хат стояло під стріхою.
Селяни Черничина, вирощували свиней, здавали молоко до молочарні в Модрині, продавали власного виготовлення молокопродукти. Так кілограм живої ваги свинини коштував — 1 злотий, за злотий можна було купити один кілограм масла, сметана коштувала 50-60 грошів. Черевики коштували 6-8 злотих, чоботи 10-15 злотих.
1939 року в Черничині вперше з'явилося радіо. Мешканець села Володимир Лич дозволив собі таку розкіш. Тепер селяни слухали радіо СРСР «Радіо-Комінтер». Це була Київська станція імені Косіора.
Демографічна структура станом на 31 березня 2011 року:
|          | Загалом | Допрацездатний вік | Працездатний вік | Постпрацездатний вік |
| -------- | ------- | ------------------ | ---------------- | -------------------- |
| Чоловіки | 351     | 77                 | 234              | 40                   |
| Жінки    | 341     | 86                 | 185              | 70                   |
| Разом    | 692     | 163                | 419              | 110                  |

### Голови місцевого самоврядування в Черничині
- 1443 - 1465 р.р. - війт Добєслав
- 1470 - 1474 р.р. - війт Петро Квачала
- 1635 рік - війт Петро Хохоль
- 1939 рік - солтис Василь Гіль
- 1940 - 1945 р.р. - солтис Антін Вашкевич
- 2011 - 2023 р.р. - солтис Едвард Валенчік

## Освіта в селі
Перший вчитель розпочав свою працю 1812 року в Черничині у тимчасово винайнятому приміщенні.;
Будинок елементарної школи збудували з дерева в 1822 році і коштував Товариству 1303,23 злотих. Будинок школи складався з великого лекційного залу і помешкання для вчителя. До школи належало 2 морги городу, 6 моргів орної землі. Вчителя наділено, крім житла, ще і 30 корцями жита, виплачуваного щоквартально.
Першим вчителем нової побудованої школи був Антон Циранський, який пропрацював тут 21 рік. Його наступником був Михайло Реквірович, а від 1843 року — Матеуш Вишинський, котрий вчив до 1848 року. Від 1851—1864 рік функціонувала в селі греко-католицька школа, вчителем якої був в 1852 та 1862 роках Петро Рабчук, котрого призначили на цю посаду ще за 2 роки до відкриття школи. До цієї школи ходило в середньому близько 35 дітей.
В 1860 році розпочато ремонт школи, який ймовірно до її закриття в 1864 році так і не був закінчений. Після невеликої перерви в 70-х роках XIX століття відкрилась в Черничині російська однокласова школа. В 1890—1895 роках в ній вчив Станіслав Кжечковський, в 1891 році — Каміла Вежбицька, а в 1897—1914 роках — Елевферій Цішинський, котрий уже був керівником 2 класової школи. Другим учителем учнів у 1914 році була Ніна Єрьоміна.

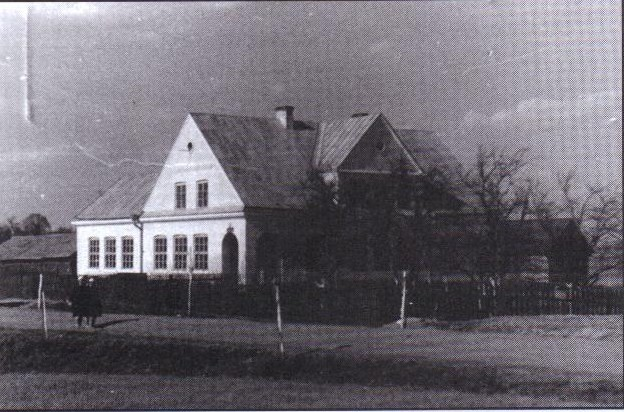
Школа в Черничині. 1970-ті роки.

Царська школа згоріла в 1915 році під час російсько-австрійських боїв за Черничин у першій світовій війні.
Після підписання Ризького миру 1921 року і приєднання Холмщини до Польщі в Черничині відкривається польська школа — вчителем в ній був Гіль, потім Софія Най. Школа мала 4 класи, які містилися в одному приміщенні. Викладалися предмети: польська мова, релігія, математика, історія, природа та географія.

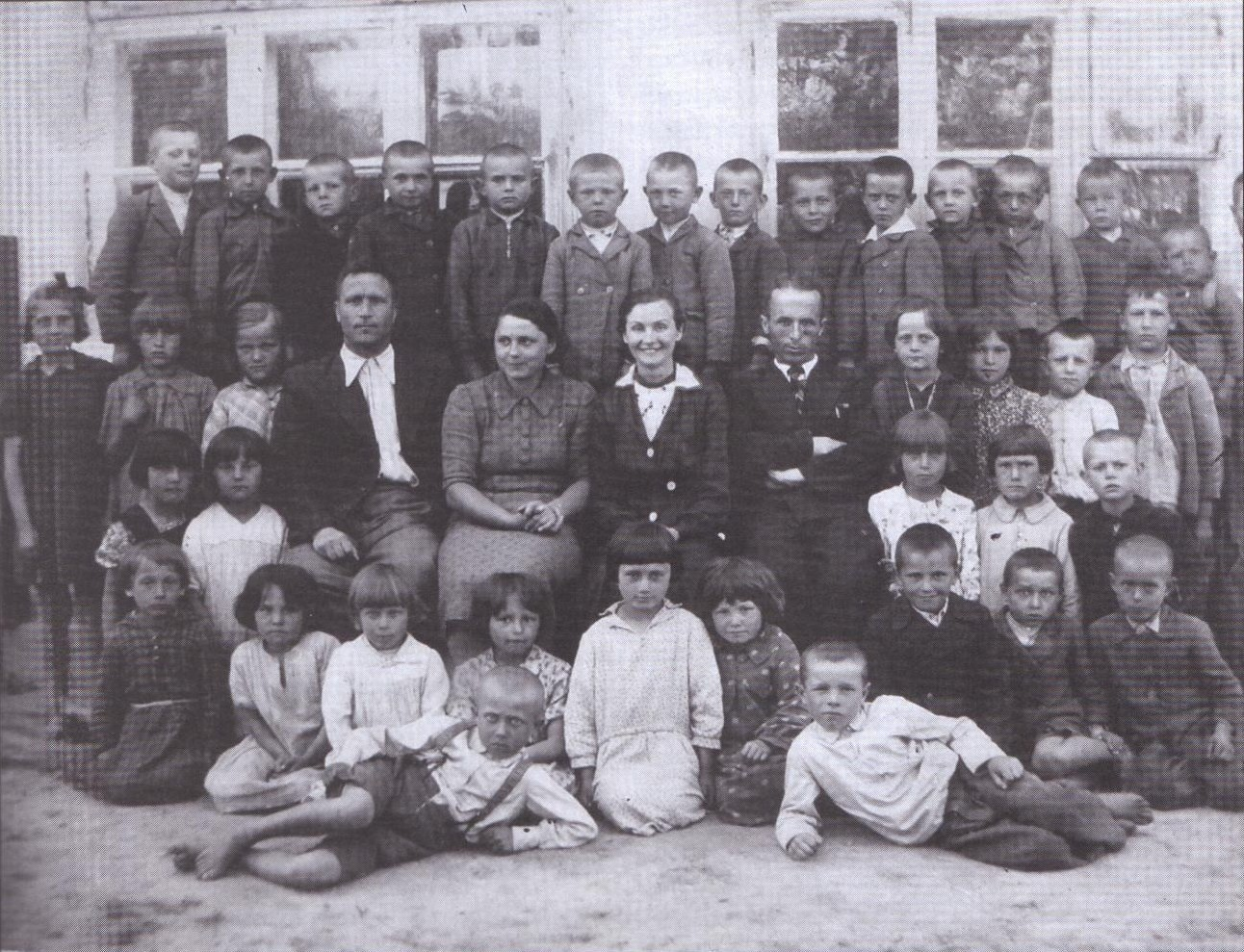
Черничин 30-ті роки. Учні та вчителі біля школи

В 1929 році в Черничині побудували нову двохповерхову школу. Тепер в цій школі вчилося до 6 класу. До школи ходили також діти з Козодав та Метеліна. На першому поверсі були класи для навчання, а на другому жили директор школи А.Кобус (був директором від 1930 року) та дві вчительки К.Замльова і Е. Домбровська.
Згадуючи період свого навчання на початку 1930-х років в цій школі, Володимир Вашкевич, зазначав, що навчання велось цілковито польською мовою. Учням навіть на перерві категорично забороняли спілкуватись українською мовою. Одна з вчительок була затятою шовіністкою. Вартувало їй десь почути українське слово, як одразу вона веліла: «Podaj łapę!» — і 5-10 раз била лінійкою по простягнутій дитячій долоньці. Або на коліна ставила.
В березні-квітні 1926 року в Черничині було відкрито філію українського просвітнього товариства «Рідна Хата», при якій діяли бібліотека з читальнею, хоровий та театральний гурток, кооперативи, навчалося української мови. Членами «Рідної Хати» в Черничині тоді були: Євген Боярський, Андрій Дацюк, Текля Ліборска. Філія проіснувала до 09.10.1930 року, коли було ліквідовано польською владою все товариство «Рідна Хата». В днях 9-10.10.1930 року було проведено ревізію в черничинській філії, арештовано кількох активістів організації, котрих після допитів було звільнено.
Директором в Черничинській школі було назначено Т. Герасимюка, вихідця з південних районів Грубешівщини. Навчання почалося в кінці жовтня, вже українською мовою.
Весною 1940 р., використовуючи будівельний матеріал, що був заготовлений і складений в саді школи, для запланованого ще до війни будівництва приміщення гміни, і перенесення її з села Міняни до Черничина, в короткий термін побудували велику шопу, де проводили зібрання товариства і ставили вистави, потягом 1940—1942 р. Драмгурток славився великою активністю окремих його членів. Ними були: Антоніна Точкова, Володимир Сивак з Черничинка, Віра Макарук, Микола Макарук, Джурило Петро і інші.
Літом 1940 році, під час шкільних канікул, в Черничинський школі, був організований вишкіл членів ОУН Грубешівського повіту, всього було 36 осіб віком 17 — 20 літ. Керівником курсів був повітовий керівник ОУН Петро Балко, директор української книгарні в місті Грубешеві.
Як повідомлялося у Краківських Вістіях з 19.07.1940 року: «…30 червня на святочному закінченні кооперативно-освітнього курсу в с. Черничині біля Грубешова. Його зорганізував грубешівський Союз Коператив „Пробоєм“. Це перший цього роду курс на Холмщині. Тривав він три тижні, від 6-го до 28 червня. І став першою ланкою в планованому лянцугу курсів, що їх має намір зреалізувати „Пробоєм“. В курсі взяли участь 36 хлопців. Святочне закінчення курсу почалось прилюдним іспитом в одній із заль черничинської школи. Викладачі курсу — провідник директор Т.Герасимюк, директор І. Фур, Мірчук, Адам і Бриндзей, які переводили іспит, мали змогу тішитись наслідками своєї тритижневої праці. За цей недовгий час курсанти вспіли присвоїти собі основні відомості з історії та географії України, з науки про кооперацію, з плянового сільського господарства, з української мови й літератури, з методики праці в освітніх товариствах, з книгарства, з історії української політичної думки, та зі співу, руханки й впорядки. Після іспиту відбувся спільний обід. По обіді почалась академія. Всі курсанти, викладачі й гості зібрались на шкільному майдані, де на високій щоглі піднесено жовтоблакитний прапор. Перед прапором зложили курсанти урочисту обіцянку працювати для народу та для добра української національної ідеї, після чого кожного з курсантів удекорував тризубом п. Мирчук. Дальша частина свята відбулась в шкільній залі. Провідник курсу, директор української народньої школи в Черничині п. Герасимюк виголосив до курсантів довшу промову, закликаючи їх до постійної й завзятої праці для народу. Потім відбувся концерт, після якого промовив до курсантів ще й директор Союзу Кооператив „Пробоєм“ Іван Фур. На закінчення відспівали всі курсанти ще декілька пісень та український національний гимн.»
При школі, літом 1940 року в Черничині замість «Рідної Хати» повстало Українське Освітнє Товариство (УОТ), головою якого був обраний Микола Макарук, секретарем вибрали Вашкевича Володимира. Товариство було зареєстроване в Грубешівському Допомоговому Комітеті. Воно організувало драматичний гурток, керівником якого був Микитюк, що мешкав під Метілинським лісом. Одночасно був організований хор при церкві, керівником якого став дяк Черничинської православної церкви Ущук.
Внаслідок атаки на Черничин в 1946 році підрозділів УПА школа була цілком знищена, оскільки в будинку школи станціонували частини польського війська та міліції і тримали в ній оборону.
Від 1947 року навчання проходили в приватному будинку Владислава Бахмачука. Тоді поряд з керівником школи, навчали 3 вчительки Станіслава Осмоловська, Євгенія Занько та Христина Худоба. Заняття відбувалися в об'єднаних класах.

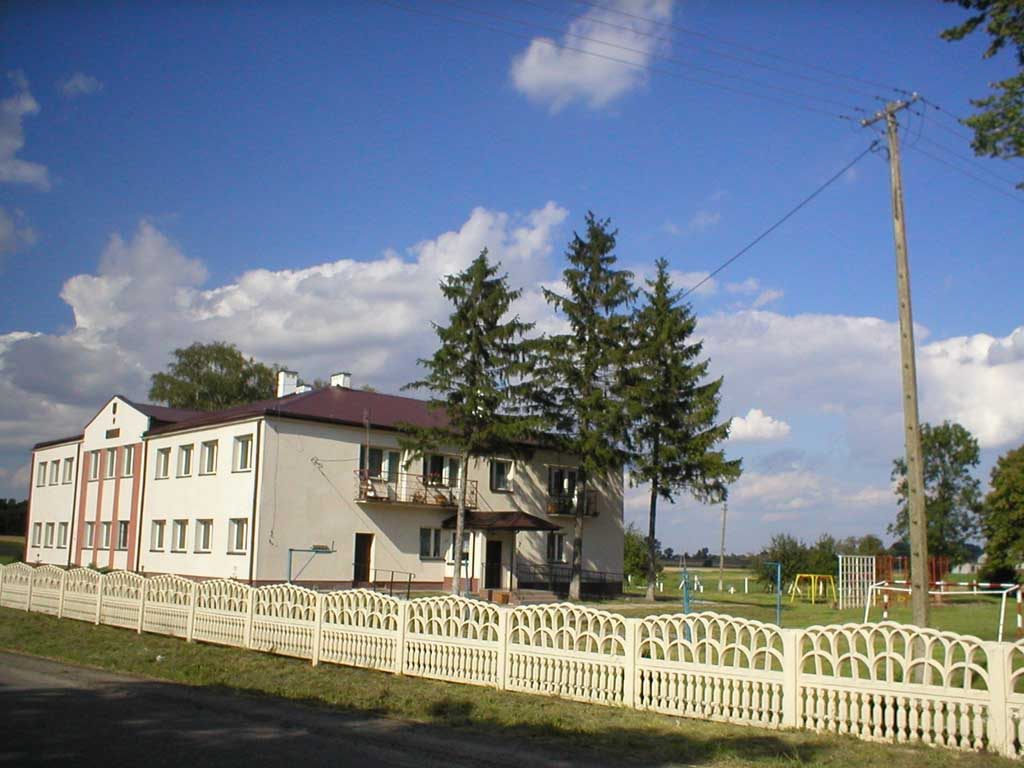
Черничин. Нова школа.

В 1948 році гміна передала одне приміщення в будинку з призначенням під школу. Була це 4-річна школа і заняття проходили в одному класі. В будинку також було помешкання для вчителя.
У вересні 1951 року до ужитку була віддано приміщення відбудованої школи. На поверсі знаходилося 3 мешкання для вчителів. Інші вчителі, що працювали в школі, жили по хатах в Черничині або доїжджали з Грубешева. З часом до школи почали ходити діти з навколишніх містечок: Міняни, Козодави, Масломичі (пол. Masłomęcz), Лотошин, Дуброва, Метелін, Волиці (пол. Wolica), Богородиця (пол. Brodzica). Уроки проходили також у будинку «старої школи» віддаленої 300 метрів від головного будинку школи. Було там тільки приміщення для одного класу, в якому проходили заняття. Заняття в цьому будинку відбувалися до 1970 року, після чого це приміщення було призначено на помешкання для вчителя.
В 1977 році розпочато розбудову школу і на сьогодні початкова школа в Черничені має шість класів.

## Церква, священики, цвинтар

### НаслідкиБерестейської уніїв долях мешканців Черничина
Перша згадка про церкву в Черничині походить з 1430 року.
Оскільки Черничин був селом королівським, то фундатором католицького костелу святого Михайла Архангела в Черничині був Владислав II Ягайло. В 1440 році приєднано цей костел в характері філії до фари грубешівської. Існування костела в Черничині підтверджує документ з 1548 року. В 1589 році зліквідовано парафію католицьку з причин дуже малої кількості вірників. Будинок костелу згорів в 1616 році і на його місці збудовано ще одну церкву, а територію католицької парафії з Черничина приєднано в 1629 році до парафії в Грубешеві.
Люстрація з 1661—1665 років нотує тут пусту церкву без священика.
В 1713 році в Черничині була посвячена дерев'яна церква Богоявлення
В 1760 році існувала в Черничині парафіяльна дерев'яна церква Богоявлення, належала до грубешівського деканату.
Нову дерев'яну церкву збудували в 1771 році. Стояла вона на так званому «бурячаному майдані» — ближче до перехрестя доріг від сучасної святині. Після перевірки занотовано, що до церкви належало 1,5 лана поля, 2 городи та луг на «10 косарів». Біла хата священика мала 3 вікна та веранду, дерев'яні сіни, а також пекарню з 3 вікнами та 2 лавками. Збоку стояла стодола, повітка, стайня, два малі хліви й комора. Всі будинки господарчі були збудовані з дерева та вкриті соломою.
В XVIII столітті була в селі каплиця, про яку згадують джерела в 1726 i 1772 роках.;
4 грудня 1812 року під Грубешовом відбулася битва між російськими козаками царського війська та 6 полком піхоти Варшавського Герцогства під командуванням полковника Юліуша Сєравського у складі військ Наполеона. Після бою російські козаки зайнялися мародерством у Грубешові та околицях. Так греко-католицькому священику з Черничина Михайлу Хилевському забрали: чоловічий халат, полотняні кальсони, перину, гусей, коня, овець, стальні пряжки. Церковне майно, на щастя, не чіпали. В цей період священник втратив багато здоров'я, через свої поневіряння.
В 1816 році парафія в Черничині разом з філією в Масломечах належала до Грубешівського деканату, Холмської дієцезії і нараховувала 1218 вірян, з яких до сповіді надавалося 890 вірян.
Серед міжконфесійних суперечок варто відзначити суперечку між селянами греко-католицької віри сіл: Черничин, Богородиця (пол. Brodzica), Побережани, Дяконів (пол. Dziekanów), Шпіколоси (пол. Szpikolosy), Ярославець (пол. Jarosławiec), Бусенець (пол. Busieniec), Путновиць і парохом костелу римо-католицького в Грубешеві. Суперечка полягала на тому, що селяни греко-католицької віри відмовлялись платити десятину на римо-католицький костел в Грубешеві. Ця справа почалася 12.12.1827 року і пройшла через всі інстанції Люблінської Воєводської Комісії, Комісії Внутрішніх та Духовних Справ, Адміністративної Ради і дійшла до самого намісника російського царя у Варшаві князя Паскевича І. Ф. Після чергового перегляду всієї справи було представлено рапорт Адміністративній Раді від 24.06.1833, який підтримав всі рішення попередніх комісій і зазначив, що вимагання греко-католиків безпідставні і наказував місцевій владі примусити до врегулювання цієї данини або укласти добровільну угоду поміж греко-католицькою громадою і парохом римо-католицьким. Це рішення затвердив сам намісник у липні 1833 року, про що були повідомленні селяни через Державний Секретаріат при Адміністративній Раді.
Але справа на цьому не закінчилася. Тим разом уже римо-католицький парох з Грубешева Фелікс Трущинський почав скаржитися до намісника, що греко-католицька громада і надалі не має наміру виконувати рішення намісника. Через що Адміністративна Рада змушене була 21.11.1833 року знову вернутись до розгляду цієї справи. І 03.12.1833 року після чергового перегляду рішення Комісії Внутрішніх та Духовних Справ від 24.06.1833 року розділила цю справу на два аспекти: 1) чи селяни, котрі належать до громади, мають платити десятину; 2) кому служить право побирати десятину. Якщо до першої половини справи не було ніяких питань щодо сплати податку, то в другій частині Адміністративна Рада ухвалила рішення, що десятина повинна бути віддавана парохам місцевим греко-католицької віри, котрі зобов'язані до релігійного богослужіння в Грубешівській гміні. Але і це рішення не розв'язало остаточно спору і справа тягнулася ще кілька років.
В Черничині деканом греко-католицької церкви був тоді Михайло Хилевський.
В 1840 році до складу греко-католицької парафії входили: Черничин, Козодави, Метелін, Масломичі (пол. Masłomęcz) і Черничинок. Налічувала парафія тоді 1820 віруючих.
У 1862 році Черничинська парафія вже нараховує 1898 вірян.
В 1870 розпочато будівництво в Черничині — нової мурованої церкви Всіх Святих греко-католицького обряду.

### Примусове обернення у православну віру
Щоб зменшити вплив римо-католицької церкви на суспільне життя в Польщі після Січневого повстання 1863—1864 років, царським урядом було ухвалене рішення про примусове обернення у православну віру греко-католиків Холмщини.
16.12.1871 року о. Маркелл (Попель), виконуючи функцію адміністратора Холмської єпархії, видав циркуляр № 32, наказуючи обов'язкове святкування днів св. Миколая, св. Івана Богослова, св. Івана Хрестителя при одночасній забороні згадування св. Йосафата та обходження свят Непорочного зачаття Діви Марії, Свята Тіла і Крові Христових. Надзвичайний комітет до справ Холмської єпархії в червні 1872 постановив, що в місцевостях, де місцеві сили порядку не будуть у стані опанувати ситуацію, — інтервенює військо. На початку 1873 року Попель ухвалив рішення про впровадження протягом 3 місяців до парафій греко-католицьких літургію цілком засновану на російському зразку. Такі рішення адміністратора дієцезії зустріли протест кількох десятків священників, котрі попросили до звільнення їх із займаних посад пробощів. Інші збойкотували постанову циркуляру. Обидві групи в кінцевому випадку втратили свої парафії.

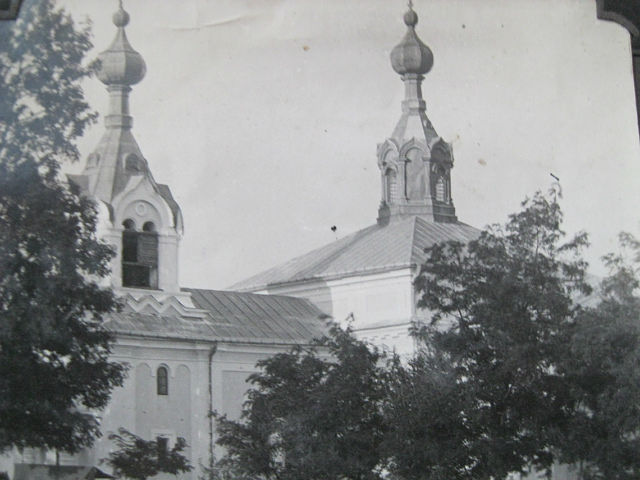
с. Черничин. Церква Всіх Святих з 1870 р. 30-ті роки XX ст.

Така ж ситуація сталася і в Черничині. Після святкування забороненого Свята Тіла і Крові Христових в червні 1872 року пробоща з Черничина Миколу Себовича було звинувачено священиками-москофілами (Маркелл Попель, Йосип Войціцький, Іполіт Криницький, Лаврівський, Цибик, Хойнацький, Гошовський), котрі були членами єпархіального духовного суду, в :
- недотримуванні обов'язків та порядку в проведенні служби божої;
- нерегулярному веденні проповідей та катехизації;
- веденні в парафії церковних молитов не на староцерковнослов'янській мові;
- неправильному веденні церковного співу хору під час служб.

В листі від Холмської єпархіальної консисторії № 1552 від 09.10.1872 року до пробоща парафії Черничина о. Миколи Себовича зазначалося, що «влада отримала відомість, що Ви не звертаючи уваги на розпорядження духовної влади від дня 16.12.1871 року № 32 про обходи в Холмській дієцизії святкових днів, в біжучому році святкували згідно обряду латиського урочистість Свята Тіла і Крові Христових з цілою латинсько-польською церемонією. Внаслідок цього, дієцизіальний консистор дня 27.06.1872 № 1411 наказав грубешівському декану дізнатися про згаданий Ваш вчинок. З Ваших вияснення від 05.07.1872 № 140, представленого деканові разом з рапортом від 10.07.1872 № 148, виявляється, що ви не визнаєте обов'язку підпорядкуванню наказу духовній владі від 16.12.1871 р. № 32; що Ви невірні подвійній присязі, на яку в Вашому поясненні Ви спираєтесь, оскільки не виконуєте розпорядження існуючої влади дієцезиальної; що Ви виходите з засад „священик для парафії, а не парафія для священика“ і готові виконувати всілякі протиправні вимоги своїх парафіян, тому що дозволяєте їм управляти собою, тоді коли Ви повинні управляти ними, навчати та спонукувати до поважання та виконання наказів духовної і цивільної влади; що ви не виконуєте найсвятішого обов'язку пастиря, не навчаючи повірених Вам парафіян наказів віри та моральності при допомозі проповідей та катехизації. Розглянувши все це, дієцизиальний духовний суд на згаданих зборах дня 31.08.1872 року, визнав Вас винним у навмисному і визнаному спротиві розпорядженням духовної влади та невиконанні правових обов'язків пастиря, за що видано вирок — усунення Вас від обов'язків пробоща черничинської парафії і заслання на поправу до Радечниці, з тим, щоб у випадку висловленого каяття і оголошення з Вашої сторони готовності підпорядкуватися постановам духовної та цивільної влади — надати Вам іншу, менш значну парафію. Адміністратор Холмської дієцезії, кафедральний канонік (підписано) Попель. За секретаря (підписано) о. Ф. Троць.»
На таке рішення членів дієцезіального духовного суду — декан грубешівського деканату о. І.Міхайловський направив лист від. 09.01.1873 р., до о. М.Себовича
«Декан грубешівського деканату, село Дяконів, дня 9 січня 1873 р. № 3.
до Його Приподобія пробоща парафії Черничина о. Миколи Себовича.
На підставі рішення влади дієцезіальної від дня 30 грудня 1872 р. № 2709 при цьому передає вирок цієїж влади від дня 9 жовтня 1872 р. № 1552, на силі якого від дня 14 січня 1873 року забороняється Вашому Преподобію виконувати в межах Холської дієцизії всіх обов'язків духовного стану, негайно та без жодного спротиву підпорядкуватися вироку духовної влади і відправитися до Радечниці, де від дня прибуття буде виділено 150 російських рублів на річне утримання. Парафіяльну та церковну власність, а також всі церковні документи віддати пробощові парафії Сліпче о. Ф.Куркевичу, (підписано) о. Міхайловський»..
Люди, свідомі такого вироку, говорили, що він був заснований на сфальшованих доказах та зробив сильне враження на парафіян, котрі як тільки дізналися про зміст вироку, зібралися біля плебанії та обступили її, щоб ще раз побачити свого священика, який протягом 30 років був для них батьком, приятелем і доброчинцем. Обурення в Черничині, викликане несправедливим вироком, протягом кількох тижнів було таке велике, що більшість парафіян грозилася, що не дозволить нікому доторкнутися до свого пробоща і весь час його пильнували. Нічому це не помогло, і не переконування, і не просьби о. М.Себовича, який будучи переконаний, що такі виявлення ознак прихильності зі сторони парафіян, йому самому не допоможуть, а тільки можуть принести невинних жертв, на які російська влада тільки чекає, щоб їх тільки скривдити та обікрасти, і для цього зі страху перед нещасними випадками, вирішив уночі прослизнути тихо, що йому щасливо вдалося. Не згодився перейти на православ'я та виїхав на початку 1874 року до Галичини — отримав там у 1874 році греко-католицьку парафію в Медиці, в Перемишльській єпархії.
Вірники переставали відвідувати церкви, деякі зустрічалися по домах для спільної молитви. Священників, прихильних православній вірі не впускали до святинь або випроваджували з церкви під час богослужіння. Ховано ключі від церкви. Згідно з попередніми інструкціями в таких ситуаціях втручалося військо, примушуючи до відкриття церков і відправлення набоженств згідно православного обряду. Таке втручання військових часто закінчувалося загибеллю мирян і їх священників, до непокірних застосовувалися штрафи, ув'язнення, заслання, покарання різками. Проекти нових греко-католицьких церков поправляли під стиль візантійсько-слов'янський (звідси такий вигляд церкви в Черничині). На перебудову церкви в Черничині було обкладено контрибуцією католицького ксьондза в Грубешеві.
Не звертаючи уваги на репресії, опір греко-католиків ще тривав протягом 1874 року.
Священник Іоанн Міхайловський, що був деканом грубешівського деканату в Дяконові (пол. Dziekanów) і на початку ставився негативно до православ'я та боронив греко-католицьку віру, однак далі був підкуплений і зрадив свою віру, перейшовши на православ'я з початку 1873 року. Пов'язано це з переказом про бунт греко-католиків у філіальній церкві в Шпіколосах (пол. Szpikolosy) в 1875 році, які не впустивши «христопродавця», були побиті козацькими нагайками і засудженні на тюремне ув'язнення до 3-8 місяців та заслання до Сибіру на 30 років. Скопрометованого священика перевели до Черничина. В Черничині Іоанн Міхайловський не мав дужих клопотів з віруючими. Все село смирно прийняло православну віру. Подіяли погрози втрати привілеї, які належали членам Грубешівського Аграрного Товариства Ст. Сташиця.
До лютого 1875 року духовні 7 деканатів (в тому числі і Грубешівський деканат, включаючи парафію з Черничина) з 12 деканатів Холмської єпархії греко-католицького обряду підписали прохання до царя про відновлення православ'я, підписи під якими добувалися російською владою залякуванням, хитрощами та репресіями.
13 травня/25 травня 1875 року в Грубешеві прийнято до православ'я 38 духовних та 49 греко-католицьких парафій з грубешівського та томашівського повітів. В цьому часі до Черничина прибув чиновник в ескорті солдатів, щоб зачитати імператорський указ про приєднання Холмської єпархії разом з парафією села Черничин до Російської Православної Церкви. Отже, ця дата вважається датою ліквідації греко-католицької парафії в Черничині.
За часів керування парафією священиком Іоанном Міхайловським в Черничині 19.10.1905 року, на перехресті доріг Метелін — Городок та Грубешів — Долгобичів поставили придорожний хрест з написом «СПАСИ ГОСПОДИ ЛЮДИ ТВОЯ 19 ОКТЯБР 1905».

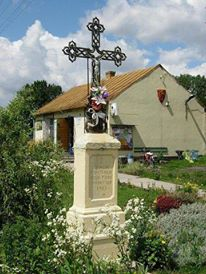
Придорожний хрест в Черничині з написом «СПАСИ ГОСПОДИ ЛЮДИ ТВОЯ 19 ОКТЯБР 1905».

В 1909 році мешканці села написали прохання до Єпархії в Холмі, про призначення в церкві псаломщиком Антонія Грому.

### Акції ревіндикації та полонізація в Черничині
На початку 1919 році надійшов до Біскупської Курії в Любліні лист поляків, що проживали в Черничині, про передачу православної церкви на потреби католицької спільноти. Біскуп Люблінській, попросив про раду декана грубешівського, та відмовив згоди на передачу православної церкви римокатоликам.
В квітні 1919 року біскуп люблінський M. Л. Фулман на конференції деканів, зажадав від священників написання звіту стосовно віросповідання мешканців на терені парафій людей, святинь православних, а також ґрунтів та будинків, що становить економічну інфраструктуру православної церкви. Пізніше цей звіт був направлений до міністерства релігійних конфесій і народної освіти (MWRiOP). Отож, на початок 1919 року, церква в Черничині володіла 92 моргами орної землі, 6 моргами луків, 2 будинками житловими, 7 — будинками господарчими, сервітутами — будівельними матеріалами, матеріалом для опалення будинків, огорожами, пасовищем.
В середині 1921 року існував Грубешівський православний церковний деканат, який діяв на території однойменного повіту і мав парафії у Бересті, Черничині, Матчі, Шиховичах (пол. Szychowice) і Тератині.
В 1921 році, католикі з Черничина скаржилися на православного священика Антона Ярошевіча, що усунув з наділеної йому повітовою владою частини поцерковної землі — двох католиків, що мали її в оренді від 1916 року, водночас віддаючи цю землю православним. На думку поляків, було це зроблено внаслідок того, що орендарі католики — орали поле в день правосланого Нового Року. Зле відношення до православного священика, посилював той факт, що священник проживав в винайнятому будинку в Грубешеві, а будинок в Черничені винайняв православним, ексмітуючи з нього мешканців каталоків.
Внаслідок ведення державної політики уряду Польщі, що до церковного майна, роздавання церковних земель католикам та колоністам, викликало велике незадоволення серед православних віруючих. В 1924 році під час відпусту в Черничені, на тему відібраної та розділеної поміж самих католиків церковної землі виступали посли до Польського Сейму, Семен Любарскі та Сергій Хруцкій.
В 1927 році до православної парафії Черничина належало 3169 віруючих.
Після низки «заходів» з боку польської влади у 1915—1929 рр. по забезпеченню конституційних прав української меншини в ділянці свободи совісті в розпорядженні православних українців у Грубешівському повіті з довоєнних 69 залишилось 13 церков (Берестя, Черничин, Долгобичев, Дубенці, Гостинне, Грубешів, Матче, Монятичі, Підгірці (пол. Podhorce), Стрижів, Шиховичі (пол. Szychowice), Тератин, Конюхи.
Внаслідок дій польського уряду, частини церковних земель була поділена поміж місцевим католицьким населенням та осадниками з інших теренів Польщі або приділена для використання різним державним інституціям. Це привело до того, що вже 1936 році до парафії в Черничині належало тільки 9,5 гектарів землі.
Від половини травня до 16.07.1938 р. урядом Польщі була проведена в рамках полонізаційно-ревіндикаційних дій акція руйнування православних церков на Холмщині та Південному Підляшші. Під час її проведення знищено, за даними Люблінського воєводського управління, 91 церкву, 10 каплиць, 26 домів молитви, тобто загалом 127 храмів. Крім цього, 3 церкви передано Католицькій Церкві, а 4 храми залишили як морги. В цей період у Грубешівському повіті розібрано 24 православних храмів: Богородиця, Верешин, Витків, Голуб'є, Гусинне, Городок, Дяконів, Жабче, Кобло, Копилів, Космів, Крилів, Ласків, Малків, Міняни, Новосілки, Пригоріле, Сліпче, Стрільці, Теребінь, Турковичі, Убродовичі, Чортовичі, Чумів.

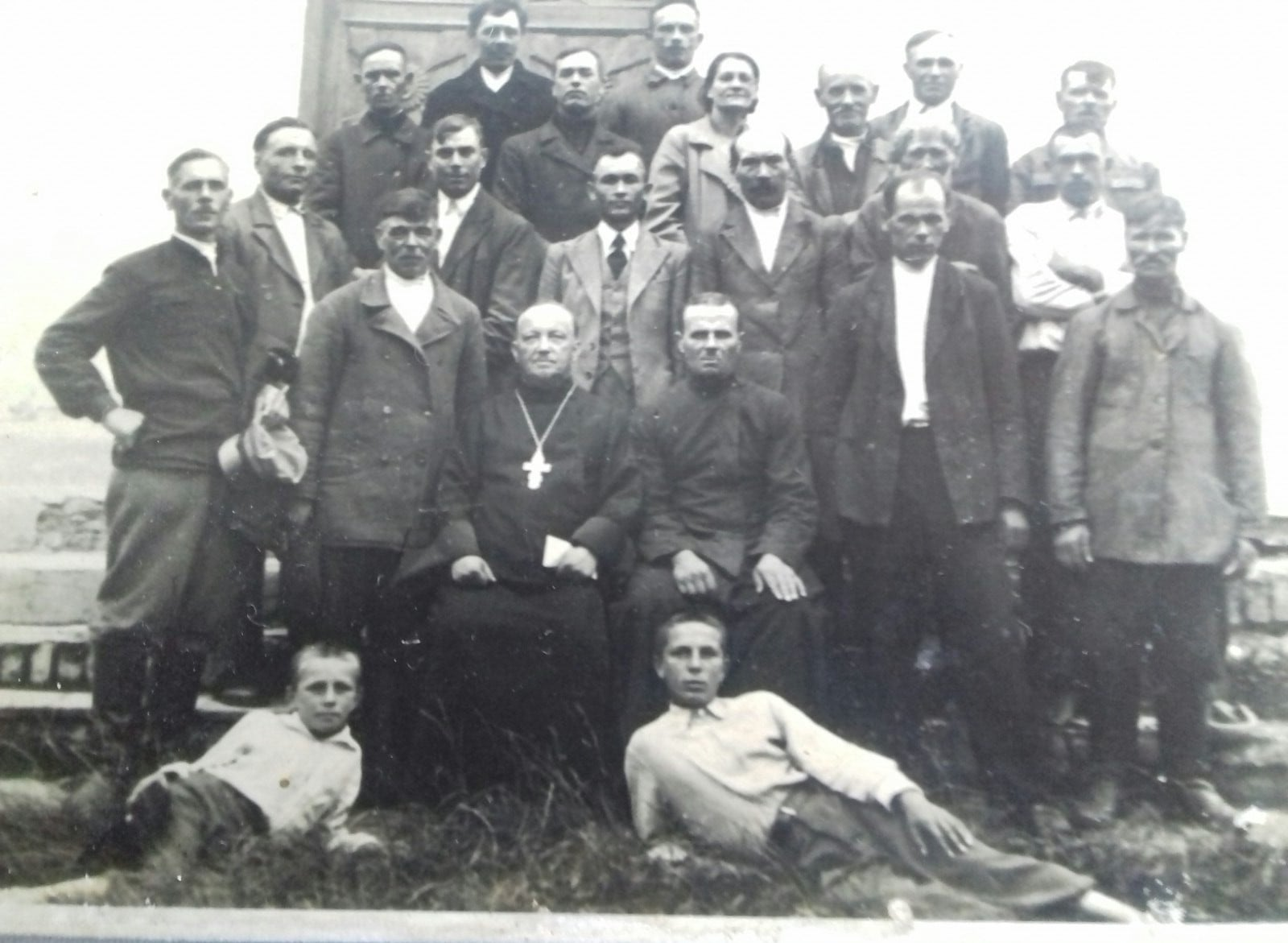
На сходах церкви в Черничині, поч. 1939 р.,о.Роман Гурко та "церковна двадцятка",1 ряд 2 з права -Антон Вашкевич,2 ряд стоїть Михайло Вашкевич,за ним стоїть дружина о.Романа Гурко

Пробощ парафії в Черничині — Роман Гурко в звіті про місійну діяльність в парафії Черничин за березень 1939 року писав про організовувані в селах, зібрання, на яких безуспішно заохочували його парафіян залишити православну віру. Тоді до акції підключали групи, що виводились з різних середовищ: суспільні організації, роботодавці, колоністів чи звичайних сільських «покидьок», організовуючи напади, побиття або насучи доткливих шкод в господарствах православних вірників. Тільки виключно в православних селах Масломечі та Меняни боївки не наважилися на акції вандалізму. Поліція на скарги православних селян була зовсім байдужою, ігноруючи скарги покривджених або також наказуючи їм, щоб самі затримували злочинців. Коли священник Роман Гурко в Черничині почав заохочувати населення, щоб у разі нападу затримувати нападників та передавати їх владі, отримав за це сувору нагану від влади повіту. Внаслідок цього перестав говорити в церкві що-небудь крім казання, а і те обмежив до мінімум, зосереджуючись на молитві: «… відправляючи з людьми Молебінь та Акафіст, прошучи Бога про співчуття та милосердя над нами християнами, яких кращі християни в так культурний спосіб на християнство вирішили навернути». Деякі мешканці Менян отримали анонімові поштівки зі словами, що до кінця березня всі мешканці даної хати мають стати католиками. Описаний випадок має доповнення в рапорті поліційного відділення в Менянах, вказуючи на причини кількох переходів на католицьку віру.
З невеликими наслідками такого типу акцій весною 1939 року, здавали собі справу майже всі, кого це стосувалося. Пробощ православних з Черничина, оцінював, що не дивлячись на утиски, на перехід на католицьку віри рішилися тільки одиниці, найчастіше для того, щоб утриматися на посадах. Серед кількох тутешніх родин, що залишили православ'я, одна в короткому часі повернулась. Родина Панасів (Panasów) з Черничина прийняла католицизм — бо була зацікавлена в отриманні земельної ділянки, а родина Гресів (Grzesiów) — пенсії інвалідної. В стосунку до позосталих родин з Менян та Черничина зазначено, що їх перехід на католицизм пов'язаний доконаний під впливом працівників гміни, що рівнозначно якійсь формі примусу. Свідчить про це факт, що в стосунку до трьох осіб подано, що вони перейшли з власного переконання.
Напруга викликана руйнуванням церков, зросла ще більше, коли весною 1939 року почалася акція ревіндикації душ. Пробощ православної парафії в Черничені — Роман Гурко, писав до митрополиту як проходить католицька «місія» на його терені, одночасно стверджуючи, що між віруючими обох релігій наростаєсильно ворожнеча, навіть серед сусідів, що жили до цього часу в слагоді та дружбі. Священник передбачав, трагічні наслідки, цієї ситуації, якщо держава не зліквідує причини розпалення православного населення, в яких терпіння починає добігати кінця.
Дякуючи тому, що православна парафія в Черничині була досить чисельна, налічувала на ті часи 3014 вірних та об'єднувала віруючих з навколишніх сіл, церкву з Черничина не спіткала трагічна доля, яку вготував польський уряд іншим правосланим храмам на Холмщині, а, можливо, за підступними планами польської влади святиня з часом мала стати католицьким костелом…
В період 1940—1943 рр. повсталий Грубешівський деканат на чолі з протоієреєм Михайлом Широцьким об'єднував парафії Модринь (пол. Modryń), Монятичі, Городля, Неледів, Підгірці (пол. Podhorce), Сліпче (пол. Ślipcze), Стрижів, Теребін (пол. Terebiń), Турковичі, Шпиколоси (пол. Szpikolosy), Черничин та Грубишів.
На вимогу старости Грубешівського повіту настоятель православної парафії Василь Ляшенко від 30.10.1945 р. повідомляв староство, що на території повіту залишилися діючими церкви і православні парафії в Грубешеві, Черничині, Долгобичеві, Голуб'ї та Павловичах, а церкви та парафії у Матчі, Монятичах, Пригорілому, Тератині, Гостинному, Шиховичах (пол. Szychowice), Модрині (пол. Modryń) та Верешині припинили свою діяльність.
Передчуваючи надходження важких часів для православ'я, парафіяни Черничина зберігали церковні речі по своїх домівках, щоб зберегти частинку своєї віри перед крадіжками та в разі виселення — забрати їх з собою, туди де занесе їх доля.
Так, ще 25 лютого 1947 р. до Варшавської православної духовної консисторії направлено подання з Люблінського деканату з проханням про відновлення діяльності окремих парафій, окрім наявних у Холмі, Люблині, Грубешеві, та Влодаві, яких було недостатньо для українського православного населення, що залишилося після репатріації. Відновленню пропонувалися парафії в Угруську, Голі, Гороститі Володавського повіту, Бердищі, Сичині, Боньчі Холмського повіту, Лащові, Черничині, Довгобичові, Павловичах Грубешівського повіту, та містах Томашові, Замості, Тарногороді,.
На лист № 293/53 і 294/53 стосовно справи використання православних церков і нерухомостей костелом римсько-католицький до Призидіуму Воєвудської Народної Ради Реферат Справ Визнань в Любліні — Управління в Справах Визнань, повідомляло, що без жодного порозуміння з керівництвом Автокефальної Православної Церкви в Польщі, на підставі права без господарського майна, було занято в 1949 році будинок православної церкви Всіх Святих та землю яка належала до парафії в Черничині, змінено його на католицький костел Св'ятого Івана Хрестителя.

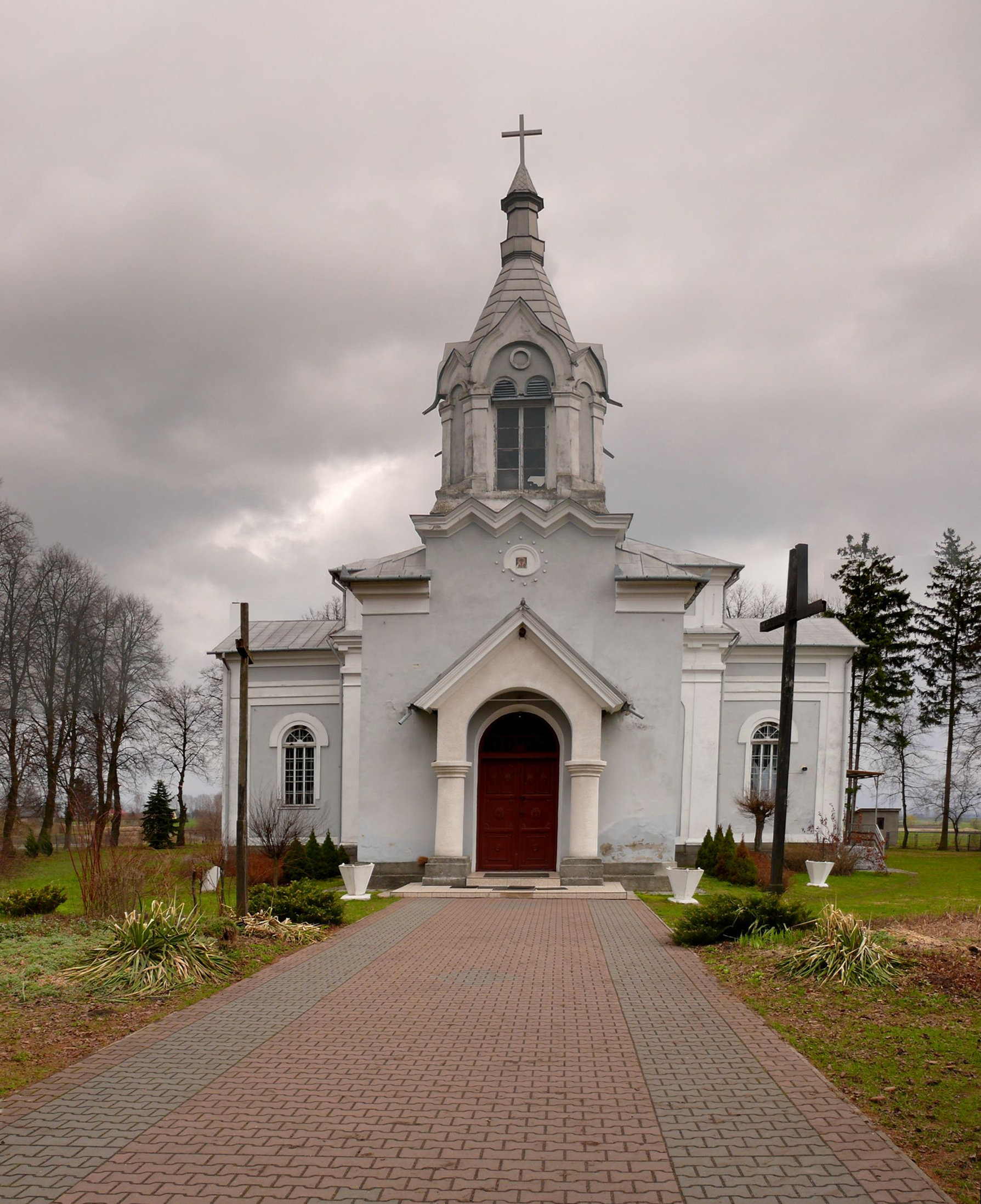
с. Черничин. Вигляд святині римокатолицької віри Св. Івана Хрестителя після ремонту.

Тепер після 1953 року костел католицький почав оформляти папери на законне використання будинку церкви в Черничині враз з поцерковним майном. Була підписана умова оренди поміж римокатолицьким костелом а Варшавською духовною консисторією (православним митрополитом варшавським.
В Черничині, всупереч досягутим раніше домовленостям, римокатолицький пробощ зробив ремонт святині без згоди з Варшавсько-Радоською єпархією. Після інтервенції Відділу в справах Визнаньових в Любліні, справу залагодили полюбовно, підписуючи нову умову оренди.
На початку 1957 року було підписано умову продажі православної святині Всіх Святих католицькій парафії, про що світчить запис в іпотечній книзі. Натомість старе православне кладовище приділили до православної парафії в Грубешеві.
В 1957 році зроблено ремонт елевації та змінено вигляд типових для архітектури візантийсько-російської веж святині. Щодо настінного розпису церкви, то фактично всі ікони після перейняття церкви римо-католиками і перероблення її на костел були замальовані. Вежа з 3 дзвонами, посвяченими в 1962 році, знаходиться на фронтоні святині (під час відступу російських військ в 1915 роців за наказом військового відомства було знято та вивезено з Холмщини до Росії 161 церковний дзвін, в тому числі і з церкви в Черничині). Захристя перероблено з презбітерій в 1957. На місці іконостасу сьогодні стоїть вівтар, який колись стояв при східній частині святині, доля черничинського іконостасу досі не відома. З церковного майна святині в Черничині на сьогоднішній день збереглося старе розп'яття, ще з часів коли святиня була греко-католицького обряду та велика ікона Увінчання Марії Богом Отцем і Ісуса Христуса.
До церкви привезли в 1957 році музичні рококові дев'ятиголосі органи (ІІ пол. XVII ст.) з костела в Терещанах (пол. Trzeszczany) і помістили на хорах. Оскільки місця там було замало, потрібно було поширити та зміцнити хори. В 1969 році проведено ремонт фасаду святині (вирівняно стовпи, що знаходяться перед входом до церкви).

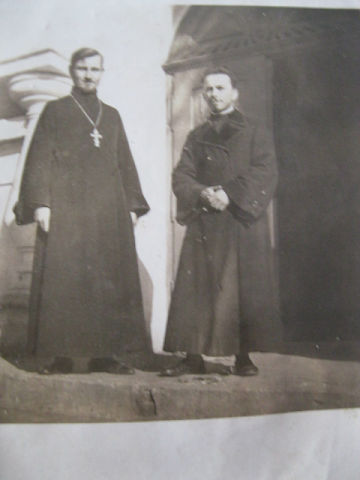
Православні священники на ґанку церкви в Черничині, 30-ті роки ХХ ст.

При черговому ремонті інтер'єру святині в 1976 році — 12 Апостолів та 4 Евангелістів було відслонено. Залишили також образ Бога Отця у святині, а також два образи на склепінню бокових каплиць і в притворі. За переказами старих мешканців Черничина, коли святиня, ще була православною, серед намальованих Апостолів був Юда Іскаріот, але потім його перемалювали на Апостола Якова Молодшого.

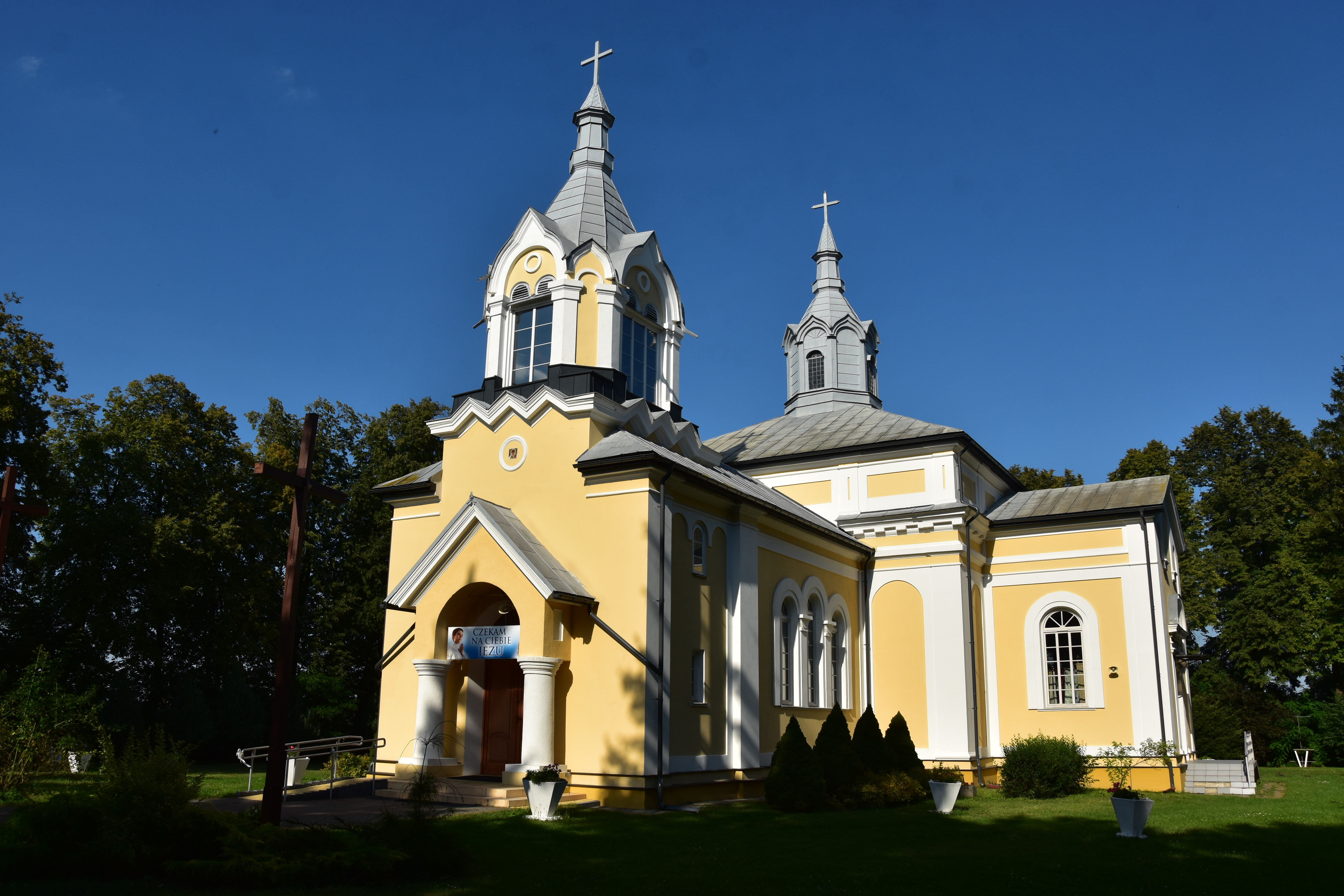
Колишня церква Всіх Святих у Черничині. Фото 2020 р.

Мотивів рослинних не відновили, бо були в поганому стані і їх відновлення було би досить коштовне — тому знову замалювали. Ґрунтовний внутрішній ремонт святині пройшов у 2007 році: заміна дерев'яної підлоги на бетонну, зліквідовано бетонний постумент в центрі захристії в православній святині, а також місце, де колись був вівтар, ліквідовано крипту під притвором, а також півничку під захристя.
Під час проведення ремонту знайшли стару дерев'яну ікону (частково написану, частково у формі барельєфу), яка пролежала 50 років у комірчині біля ґанку церкви. Після віднайдення, ікону повісили на церковних хорах.
Під час цього ремонту, було віднайдено вхід до крипти під ґанком.
Збериглоися в церкві з часів греко-католицького обряду: рококовий феретрон Святого Миколи Чудотворця та Святого Івана Хрестителя, а також вівтар з зображенням Святого Івана Хрестителя, який є в дуже поганому стані, нікому не потрібний тліє на дзвіниці.
Всі настінні образи були відновленні, мотиви рослинні, як і елементи поліхромії не відновлювали, а замалювали. Також замалювали 8 образів під куполом святині, тому що вони були в дуже поганому стані. Натомість не замалювали тим разом постаті св. Кирила та Мефодія, які понад півстоліття були замальовані і дякуючи тому чудово збереглися.

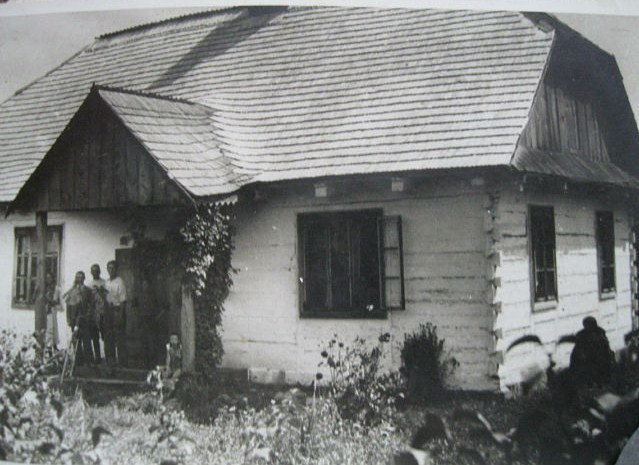
Плебаня в Черничині. 130-ті р. ХХ ст.

Нова плебаня для римо-католиського священика була збудована в 1959 році.

### Священики в Черничині

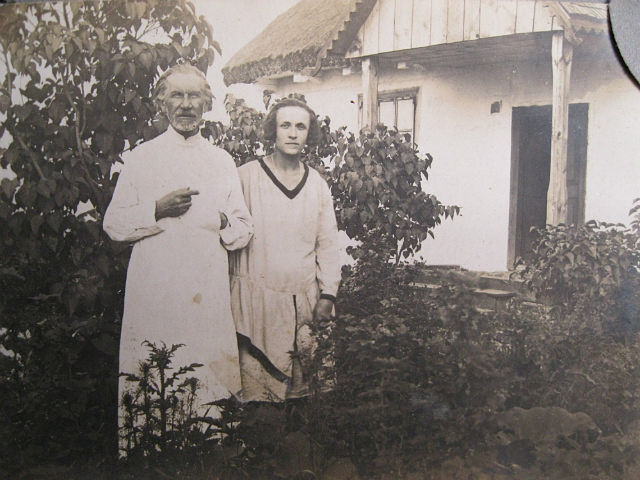
Черничин. Плебаня. Священник П. Куркевич 1923—1930

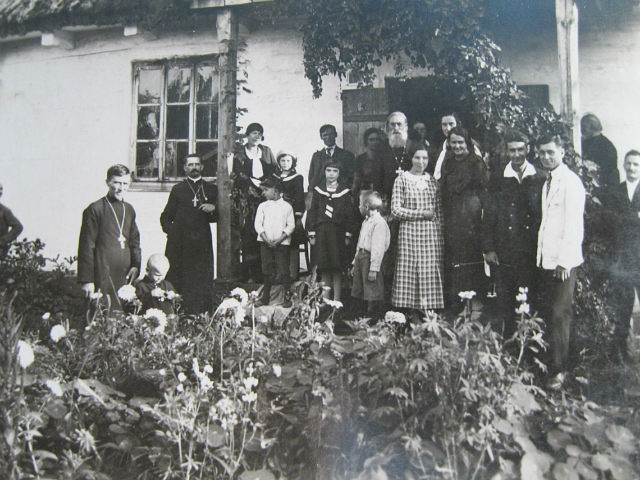
Черничин плебаня 30-ті р. ХХст. Православні священники І. Сегеда з тестєм А. Денисевичем

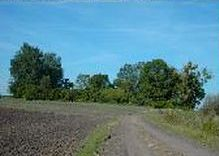
Цвинтар парафіальний з 1909, недіючий, під метелінським лісом.

- 1635 - греко-католицький священник Григорій Басараб.
- 1782—1802 — греко-католицький священник Андрій Юркевич
- 1802—1844 — греко-католицький священник канонік Холмської консисторії, декан Грубешівського деканату Михайло Хилевський (1771— 04.12.1844)
- 1844—1873 — греко-католицький священник, колишній грубешівський декан Микола Себович (30.11.1815 в Грубешів — 1887, похований в Медика), висвячений 1842 року, зять прелата Івана Потія[71], в 1860 році отримав від російського імператора Олександра ІІ в нагороду Наперсний хрест.
- 1873 р (був ще в 1911[72] ) — Протоієрей Іоанн Міхаловський, 1839 р.н., місцеве походження з родини чиновника (з колишніх уніатських теренів, закінчив Холмську Духовну Семинарію, 1861—1865 Краснічин, 1865—1873 Деканів, 1872—1874 благочинний грубешівський, нагороджений орденом святої Анни III ступеня, наперсним хрестом, набедреником, камилавка, одружений-3 дітей,[73]
- 1877—1878 роках помічником настоятеля в Черничині був священник Михайло Таратута, (1851 р.н.-після 1905 р.), з Галичини, священник / походження з родини священнослужителя, закінчив Холмську Духовну Семинарію, 1878—1897 Ружанець, з 1897 Новоселки, нагороджений набедреником, скуфія, одружений-7 дітей.[74]
- 1878—1882 роках помічником настоятеля в Черничині був священник Омелян Левицький, (1846 р.н.-після 1905 р.), з Галичина, священник / походження з родини священнослужителя; закінчив Холмську Духовну Семинарію, 1876—1878 Холм Кафедральний собор (диякон), 1882—1886 Тарногород Успінська, 1886—1897 Красноброд, з 1897 Чортовичі, нагороджений набедреником, одружений-2 дітей.[75]
- 1882—1885 роках помічником настоятеля в Черничині був священник Яків Крип'якевич, (1826 р.н.- 1903 р.), місцеве походження (з колишніх уніатських теренів), священник / походження з родини священнослужителя; закінчив Холмську Духовну Семинарію, 1852—1882 Крешів (1852—1857 адміністратор), 1886—1900 Павловичі, одружений-5 дітей, 1900—1903 поза штатний.[76]
- 1886—1892 роках помічником настоятеля в Черничині був священник Михайло Левицький, 1862 р.н. — після 1905 р.), Галичина, священник / походження з родини священнослужителя; закінчив Холмську Духовну Семинарію, 1883—1886 вчитель, 1886—1892 Пнівно (помічник настоятеля), з 1892 Горишів Руський, з 1897 духовний слідчий II грубешівський, нагороджений набедреником, скуфія, камилавка, одружений-4 дітей.[77]
- 1889 році помічником настоятеля в Черничині був священник Іван Гриневецький[78];
- 1891—1894 роках помічником настоятеля в Черничині був священник Стефан Вац, (1854 р.н.-після 1905 р.), з Галичини, міщанське походження, закінчив Львівський університет, закінчив Холмську Духовну Семинарію, 1876—1885 Тернів, 1885—1888 Завалів, 1888—1891 Бранів, 1894—1905 Суховоля, з 1905 Люхів, нагороджений наперсним хрестом, набедреником, вдівець -8 дітей.[79] .

- 1918—1922 — православний священник Антін Ярошевич
- 1922—1923 — православний священник Михайло Грицай
- 1923—1930 — православний священник Петро Куркевич
- 30.06.1930—1937 — православний священник Ілля Сегеда, перейшов до Шлятина в Томашівському деканаті[80]

- 1938—1942 — православний священник Роман Гурко, виходець з Лемківщини[81]
- 1942—1944 — православний священник Василь Ляшенко
- 1957—1976 — римо-католицький священник Владислав Сюдим
- 1976—2006 — римо-католицький священник Мар'ян Ґармоль
- від 2006 — римо-католицький священник Петро Кавецький

### Цвинтарі в Черничині
1. Цвинтар діючий, парафіяльний, закладений в 1957 році, в формі п'ятикутника займає 1,2 гектара поверхні, поділений на сектори, огороджений. Цвинтар знаходиться при дорозі Грубешів-Мірче (пол. Mircze), відразу біля парафіального костелу.
2. Цвинтар православний парафіяльний не діючий, під метелінським лісом, власність Люблінсько-Холмської єпархії польської автокефа́льної правосла́вної це́ркви, у формі чотирикутника на площі 0,76 гектара, без поділу на квартали.
Розташування – 950 м на захід від воєводської дороги № 844 Грубешів – Долобичів, 850 м на південний захід від костелу (колишня православна церква), поза сільською забудовою.
На найстаршій мапі Черничина з 1812 року, що збереглаcя, вже видно, що в цьому місці був цвинтар.
Цвинтар греко-католицький в Черничині згадується в документах 1825 року.
Спочатку цвинтарі розташовувалися поряд з храмами. Ймовірно, під час будівництва в Черничині нової греко-католицької церкви в 1771 році та браку місця для нових поховань, було закладено цвинтар поза сільськими забудуваннями, а територію навколо церкви впорядкували..
Цвинтар парафіяльний православний, закладений близько 1909 року, як продовження греко-католицького цвинтаря.
Цвинтар використовувався до виселення українців в 1947 році під час операції «Вісла». Цвинтар без огорожі, хрести зі всіх пам'ятників позбивані, більша частина пам'ятників перевернута та розбита, сміття, високі зарослі кропиви та кущів малини й ожини відлякують непрошених гостів від відвідин цього місця. До дня 22.11.2021 віднайдено та збереглося 30 надгробків.
Більшість пам’ятників виконана з вапняку в формах характеристичних для майстерень кам’яних виробів з околиць Юзефова.
Більшість написів виконано російською мовою, поодинокі інскрипції виконані на церковно-словянській мові, кілька українською мовою, одна на польській мові. В гіршому або кращому стані збереглися до наших днів пам'ятники: Василя Ліборського, Михайла Рудковського, Анни Пилипчук, Павла Волоха, Степана Грома, Катерини Єремчук, Амалії Михайловської, Магдалени Гресь, дітей Елевферія Цішинського, вчителя початкової школи в Чирничині: Бориса, Віри та Дмитра і ще 3 пам'ятники, в яких не чітко збереглися написи.

## Перша світова війна та доля мобілізованих мешканців Черничина в російській імператорській армії
Від 29 липня 1914 року розпочато мобілізацію у Російській імперії під керівництвом Начштабу Ставки Верховного головнокомандувача Янушкевича М. М. В цей період з Черничина було мобілізовано до російської імператорської армії :
- Бахмачук Іван Васильович — військове звання: рядовий; військова частина: Білгородський 447-й піхотний полк; захворів біля Пінська 05.04.1917 і поступив на лікування з діагнозом ревматизм 20.04.1917 і евакуйований — 27.04.1917.
- Біда Павло Ісидорович — православний; військове звання : єфрейтор; військова частина: Кавказький 4-й стрілковий полк; ранений 11.05.1917 р.; поступив в міський лазарет № 233 20.05.1917.
- Біда Павло — православний; військове звання: рядовий; військова частина: Красноставський 244-й піхотний полк; ранений 08.12.1916 р.
- Вашкевич Михайло Сафатович — військове звання фельдшер-ветеринар, мобілізований до війська в 1911 і мав вертатись в 1914 році, але внаслідок початку війни залишився в полку, котрий був роздислокований в Тирасполі. В 1917 році цей полк був під Петербургом. Після наступу німецьких військ потрапив до полону. Провів 11 місяців в полоні під Берліном, недалеко Бранденбурга. У 1918 році був звільнений з полону і пішки повернувся в Черничин.
- Войтович Адам Михайлович — православний; не одружений; військове звання: рядовий; військова частина: Ладожский 16-й піхотний полк; вбитий 02.12.1916 р.; місце подій с. Юзефівка, с. Аугустувка.
- Войтович Володимир Михайлович — військове звання: рядовий; військова частина: 73-й транспорт Червоного Хреста; ранений 10.07.1917 р. під Радивилів; поступив в госпіталь № 1 Всеросійського земського союзу в м. Мценськ Орловської губернії 17.07.1917.
- Демчук Олександр Феодорович — православний; одружений; військове звання: рядовий; військова частина: Калішський 2-й пограничний полк; зник безвісти 08.07.1915 р.; місце подій с. Вейвери (Литва).
- Дмитрук Михайло Степанович — військова частина: 277-й піхотний полк; ранений в руку 09.11.1914 р.; місце подій під Краковом; евакуований 31.01.1915 р. до тимчасового лазарету в Влодаві.
- Ковальчук Федір — православний; не одружений; військове звання: молодий солдат; військова частина: Луковський 242-й піхотний полк; вбитий 11.02.1915 р.; місце подій с. Горлиці.
- Мазур Кирил Дмитрович — 1879 р.н.; хлібороб; православний; не одружений; військове звання: рядовий; військова частина : 17-й піхотна дивізія (штаб дивізії знаходився в Холмі); був доставлений з 2-го лазарету дивізії в м. Саратова до лазарету в Астрахані 07.12.1915.
- Мазур Павло Дмитрович — військове звання: бомбардир; військова частина: Фінлядська 4-та стрілкова артилерійська бригада; ранений в ногу 29.05.1917 р.; поступив в 2 пересувний лазарет Олексанрівської общини Червоного Хреста 02.06.1917 р, переведений в лазарет № 1 Тамбовського комітету всеросійського міського союзу 27.06.1917.
- Мазур Михайло Іванович — селянин; православний; не одружений; військове звання: старший унтер-офіцер; військова частина: Казанський 64-й піхотний полк; зник безвісти 09.07.1917 в бою біля села Кокутківці, Тернопільська область, Україна.
- Мазур Михайло Васильович — військове звання: єфрейтор; військова частина: Сибірський 51-й стрілковий полк; доставлений в головний евакуаційний пункт № 101 м. Ригі 26.04.1916 р.; поступив в лазарет 01-02.05.1916 р; переведений в лікарню м. Архангельська 01.05.1916.
- Новосад Яким Дем'янович — православний; не одружений; військове звання: рядовий; військова частина: Павлоградський 283-й піхотний полк; поранений 28.07.1917 р.
- Писарчук Євстафій (Остап) Федорович — 1886 р.н.; селянин; православний; одружений; військове звання : підпрапорщик; військова частина: Астраханський 12-й гренадерський полк; поранений в руку під час Люблінсько-Холмської операції під Красноставом 17.08.1914. Евакуований в госпіталь ст. Тучково Москова 14.11.1914.
- Писарчук Омелян Федорович — 1883 р.н.; селянин; православний; одружений; військове звання : гренадер; військова частина: Самогітський 7-й гренадерський полк; поранений в голову в бою за Білгорай і доставлений до польового госпіталю 01.12.1914. Звідки через Бреста був евакуйований в Московську першу міську лікарню 30.01.1915 р.
- Писарчук Іван Михайлович — православний; не одружений; військове звання: рядовий; військова частина: Туркестанський 22-й стрілковий полк; вбитий 03.09.1916 р.; місце подій с. Славентин, Галичина.
- Рабчук Михайло Андрійович — військове звання: рядовий; військова частина: Олександропільський 161-й піхотний полк; ранений 01.08.1916 р. під Кремидів, Івано-франківська область, Україна; поступив в дивізіонний лазарет 41 піхотної дивізії; виписаний з військового лазарету 14.08.1916 р. в м. Черкаси, Київської губернії.
- Сабарна Іван Миколайович — військове звання: рядовий; військова частина: Олександропільський 161-й піхотний полк; ранений і евакуйований 08.07.1916 до польового запасного госпиталя № 79 в м. Курск.
- Сабарна Михайло Миколайович — військове звання: рядовий; військова частина: Олександропільський 161-й піхотний полк; поранений в бою 24.06.1916 і евакуйований 02.07.1916 до Кишинівського міського лазарету № 3 Всеросійського союзу міст.
- Семенюк Петро — православний; військове звання: рядовий; військова частина: Красноставський 244-й піхотний полк; зник безвісти 21.12.1917 р.
- Стасюк Михайло Михайлович — православний; не одружений; військове звання: рядовий; військова частина: Московський 65-й піхотний полк, полк стаціонував в Холмі; зник безвісти 18.08.1914 р., місце подій Янів.
- Цимборский Іван Петрович — 1896 р.н.; коваль; православний; грамотний; не одружений; військове звання: рядовий; військова частина: Кавказская 4-та обезброєна робоча дружина; хворий на малокрів'я, доставлений з Батума до Єкатеринодарського лазарету № 98 13.09.1917.

Під час першої світової війни, воєнні дії на території Грубешівського повіту велись в серпні та вересні 1914 року і також в липні 1915 року. Бої в 1914 році мали характер переважно рухомий, а знищення, хоча і значні, не набирали ніколи таких диких форм, які в пізнішому періоді мали місце. Відділи 4 австро-угорської армії зайняли на коротко південно-східні межі повіту і під натиском російських військ були змушені їх залишити.
Після відновлення наступу, в 13.07.1915 року військові дії на території Грубешівського повіту вела німецька армія Бугу, якою командував генерал піхоти Лінзінген Олександр разом з Перщою австро-угорською армією. Обороняла цю територію 13 російська армія, під командуванням генерала Володимира Горбатовського. Вперті російсько-німецькі бої продовжувались на території повіту від половини до кінця 19.08.1915 року. В німецьких планах було закладено протягом перших днів атаку Грубешів, Черничин, Ухані на височині на півчіч від Войславіц — не були зреалізовані. Прорвати відразу російську лінію оборони не вдалося і німці змушені були впертим натиском витісняти росіян на північ повіту. 19.07.1915 року лінія фронту дійшла до Черничина та Грубешева, а 21.07.1915 лінія фронту була вже на півночі за Грубешевом.
В місцевому лісі, де свого часу виднілися залишки двох дубових хрестів, знаходиться старий військовий цвинтар загиблим солдатам під час боїв в першій світовій війні. В часі Другої світової війни жителі околиць були зобов'язані доглядати за цвинтарем. Цвинтар є цілком закинутий та недоглянутий, визначає його тільки насипаний вал в формі квадрату 25×20 м.

## Біженство 1915 рік
Ще до вторгнення австро-угорських військ на Холмщину, царський уряд вже в червні 1915р, розпочав на небачену до цієї пори по своїм масштабам акцію примусової евакуації цивільної людності Холмщини — звану «біженством». Щоб заохотити до виїзду, населення лякали мордуванням, ґвалтами, грабунками, спаленнями домівок та іншими окрутними репресіями які мали би дізнати з рук німецьких військ місцева православна людність. Православний священник Іоанн Міхайловський з Черничина також активно агітував селян виїжджати до Росії, бо «будуть німці знущатись над руськими людьми».
02.07.1915 примусово виселили з Черничина 154 родини православної віри, 12 родинам вдалося залишитися, з чого тільки 2 родини були православної віри. Покидали з плачем рідне обійстя, цілували землю, пороги будівель, дерева. Від'їжджали з надією повернутись. Очолював валку — процесію православний священник Іоанн Міхайловський з церковним хрестом, хоругвами, іконами. По дорозі зупинялись у населених пунктах, в неділю і святкові дні відправлялась служба Божа. Це була Христова дорога Холмщаків, яка була встелена їх кістками, частина людей не витримувала такої виснажливої дороги та гинула, інші народжувалися в дорозі — даючи надію на повернення як не своє, то своїх дітей на землю своїх предків — Холмщину.

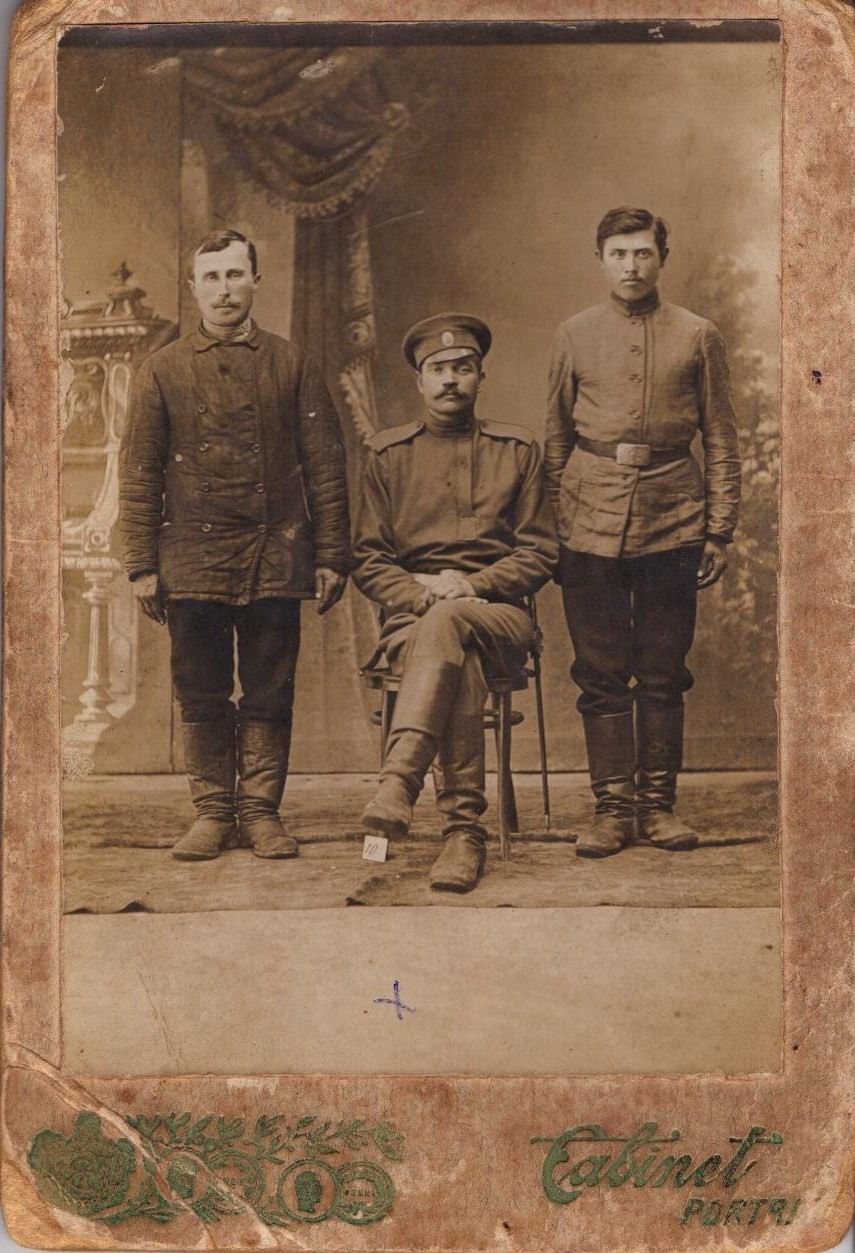
Рязань(Росія)26.04.1917 р. Біженці з Черничина. Зліва П. Ліборський.

Серед виселених мешканців Черничина, були Прокіп Возняк з родиною, Текля Павлюк з родиною, Новосад з донькою Ніною, Анна Собчук з родиною, Семен з братом Хомою Ліборським та Ксенією Рабчук, Данило Ліборський з родинами, родина Лич, родина Боярских, родина Вашкевичів (серед яких був Пилип з дружиною та дітьми), Василь Грома з родиною тощо.
Загальний напрямок руху біженців проходив через міста Влодава, Кобрин, Береза Картузька, Івацевичі, Барановичі, Бобруйськ. У Бобруйську біженьців вантажили до вагонів та везли в Самарську, Рязанську, Уфімську та Томську губернії (за переписом на початку червня 1916 року в Томській губернії перебувало 42701 біженців, скупчення біженців з Черничина та інших населених пунктів Холмщини були в Бійську, Кемерово, Новомиколаївську, Барнаулі, Томську). Біженців розселяли по баракам, а яким родинам на вистачало місця — розвозили підводами по навколишнім селам і підселяли до осель місцевим жителям. Селяни з Черничина працювали в Росії здебільша на ріллі, зокрема у тамтешніх селян. Завдяки своєму вищому хліборобському рівню культури, вони дійшли до деякого добробуту.
Повалиха — село в Первомайскому районі Алтайського краю.
Війна привела до великих знищень в Черничині, але вони не були наслідком тільки безпосередніх військових дій, а також цілеспрямованої тактики російських військ, так званої «тактики спаленої землі». Чого не можна вивезти — було знищене. Також великі знищення, як в Черничині, були в Ярославцю, менші страти зазнали місцевості : Дяконів (пол. Dziekanów), Шпіколоси (пол. Szpikolosy), Богородиця (пол. Brodzica) загалом 1/4 будинків, а найменше пошкоджено будинки було в Побережанах. Розмір знищень в цих місцях після проведення огляду на місці в повіті в вересні 1915 року, представив делегат Центрального громадського комітету К. Сінкевич, в своєму звіті:
«Нагірше враження робила навколишня пустота: … на відстані кількох верств, зустріли тільки одну блукаючу по попілищах жінку, яка верталась з базару в Грубешові. Залишені халупи з вікнами без шиб, сморід розкладаючих кінських трупів, і як розказують, навіть людських та бігаючи по попелищах здичавілі коти — одні живі створіння, які тут залишились — почорнівше та обсипаюче вже збіжжя на пні…Теребінь спалений повністю, вціліла тільки церква, людей не має; протягом всієї дороги, аж до Тишовець не бачили ми, а ні жодної корови, а ні коня, а ні курей (…) всюди по дорогах зустрічаються табори біженців, які поверталися переважно з-під Кобрина, і були завантажені домовим речами, перинами та дітьми, часто хворими на холеру та дизентерію, фіри тягнуть ледве живі шкапи, часто корови, а часом мати з батьком (коні були реквізовані), вигнаних російською армією родин. Прямують ці люди до своєї землі, до своюї вітчизни — застаючи там переважно тільки попілище. В селах та містах за будь-яку ціну не можна дістати солі, цукру, сала, масла, молока, яєць. Парадоксально це звучить на селі, де тепер їжею для віх є хліб без жодної прикраси та смальцю».
Ті біженці, що затрималися в центральних районах Росії чи на сході України в Дніпропетровській області, почали вертатись під кінець 1918 року — до літа 1919 року. Так до серпня 1919 року до Черничина повернулося 74 родини. Тих, що доля загнала до Сибіру, тепер від грудня 1919 року Радянська влада почала створювати Комісії по евакуації населення, які могли видати реєстраційні картки або білети. Така комісія почала діяти в Барнаулі, яка складала списки також з ціллю контролю за всіма іноземними громадянами, в тому числі і біженцями, які мають бажання виїхати з Росії, треба було зареєструвати та поставити «на особый учет под надзор милиции Отделов Управления и Губчека». Повернення Холмщаків з біженства продовжувалося ще до 1922—1924 років. Є великою ймовірністю того, що більшість родин так і ніколи не вернулась до Черничина, оскільки або загинули з нензи під владою більшовиків, або оселилась уже на стале, достосовуючись до російських умов.
Ті, що повертались з центральних районів Росії чи Сибіри, їхали поїздами по 2 місяці через Москву, Смоленськ та Бобруйськ. Тут ще на радянському кордоні проходили детальний карантинний огляд, після чого біля Слуцька перетинали радянсько-польський кордон, далі біля Берестя переправлялись через Західний Буг і опинялись на Холмщині..
Війна досить відчутно відбилася на чисельності населення Черничина, так на 86 господарств — 39 господарств складалося з 2-4 осіб.
Не дивлячись на те, що повоєнна чисельність жителів Черничини поступово збільшувалася, земельні наділи на господарства в селі розподілені були таким чином:

до 2 моргів поля — 9 господарств;
від 2-5 моргів поля — 17 господарств;
від 5-10 моргів поля — 23 господарства;
від 10-20 моргів поля — 34 господарства;
від 20-50 моргів поля — 3 господарства.

## Доба визвольних змагань та наслідки Берестейського миру для Черничина
Незважаючи на тяжкі умови біженства, серед Холмщаків розвинулось громадське життя, в різних місцях постали допомогові комітети. Ще більше вплинула на їхню нац. свідомість укр. нац. революція 1917. Вже на весні 1917 відбувся ряд нарад і з'їздів Холмщаків в багатьох губерніях Росії (так мешканці Метеліна та Черничина Грубешівського повіту на зборах які відбулися 4.05.1917 в с. Полтєво Рязанської губернії під керівництвом сільського вчителя Семена Любарського, в резолюзії зборів написали про те, що «наша країна не Польща, а споконвіку руська земля і ми не поляки, а руські і уважаємо неможливим, щоб нашу Холмщину залишено в складі Польщі. Наш край є частиною України і ми по мові, звичаям і по всьому складові життя є близькі і споріднені з українським народом.» й України (Київський з'їзд Холмщаків 12. 4. 1917) і Всехолмський з'їзд (7—9. 4. 1917), який був яскравим доказом національної свідомості холмщан. В його резолюціях висунено гасло: «Геть з Польщею, ми є українці і хочемо належати до України й Києва». З'їзд відвідав голова Центральної Ради Грушевський М. С. і підтримав вимоги холмщан.
З ініціативи холмських делегатів, Українська Центральна Рада ухвалила 27. 11. 1917 резолюцію, що Холмщина й Підляшшя є складовою частиною УНР. Відповідно до цієї резолюції в Берестейському мирі 9. 2. 1918 між УНР та Центральними державами визнано Холмщину разом з Черничиним, складовою частиною УНР. Молода українська держава створює на Холмщині свою адміністрацію.
Приєднання Холмщини до України викликало польські протести. На початку грудня 1918 року польськими військами ліквідується українська адміністрація по всій Холмщині, а її представників на чолі зі старостою Холмщини інтерв'юють до табору в Калішу (Польща). А тим часом біженці з Черничина вже з 1918 року почали повертатися на рідні землі.
30 кілометрів на південь від Черничина, на початку травня 1919 року проходив фронт між військами ЗУНР та польськім військом.
21.04.1920 року уряд Симона Петлюри підписує так званий Варшавський договір з польським урядом Пілсудського. Це означало зречення від великих етнічних українських територій Холмщини (разом з Черниченим), Галичини, Західної Волині, частини Полісся, Лемківщини, Підляшшя і Посяння, в обмін за військову підтримку та спільні польсько-українських військові дії проти більшовицьких військ на території України.
22.08.1920 року війська РСЧА атакували зі сторони Козодав, Черничина, Теребіня і після шестигодинного бою здобули Грубешів.

## Діяльність Комуністична партія Західної України у селі
Ідеологія КПЗУ 20-х роках XX століття була близькою до націонал-комунізму, КПЗУ висувала гасла з'єднання всіх українських земель у єдиній соціалістичній державі — УРСР. Найбільш активно КПЗУ проявляла себе на терені Грубешівського повіту, виникало це з факту, що в Грубешівському повіті проживала найбільша кількість українського населення в Люблінському воєводстві.
Членам КПЗУ залежало, щоб зібрання були відкриті та щоб на них збиралося якнайбільша кількість людей і при цьому, щоб вони бути incognito, не наражаючи себе на інтервенції поліції. З цієї ціллю використовувалися легально діючі організації, такі як Незалежна Селянська Партія чи товариство Рідна Хата, де проводилась пропаганда та розповсюдження комуністичної літератури. Така ситуація була в Черничині на зламі 1926—1927 років. В місцевій філії «Рідної Хати» багато її членів підозрювались поліцією в підривній діяльності і те що всі вони є членами КПЗУ.
У Грубешеві 1.05.1930 відбулась очолювана секретарем Холмського окружного комітету КПЗУ С.Бойко маніфестація, в якій взяли участь 200 осіб, учасниками маніфестації переважно була молодь сіл Метелин, Модринь (пол. Modryń), Модринець (пол. Modryniec), Черничин. Цього ж дня в Черничині Грубешівського повіту організація «Сельроб-Єдність» провела конференцію за участю 350 членів партії.
Основним ланцюгом зовнішньої діяльності КПЗУ на теренах Грубешівського повіту були пропагандові акції. Особливе посилення розвішування транспарантів припадало при нагоді різних свят, таких як 1 Травня, річниці більшовицької революції, 8 березня, дня паризької комуни, річниці смерті Карла Маркса і не тільки.
Так хвиля розвішування траспарантів припадає на початок вересня та жовтень 1931 року, коли на терені цілого повіту викрито 24 такі випадкі. Розвішені вони по селах: Черничин, Метелін, Масломичі(пол. Masłomęcz), Міняни, Малице, Стрижовіце, Гоздів, Ярославець(пол. Jarosławiec), Мідники, Космів, Молодятичі, Терещани (пол. Trzeszczany), Берестя, Которів, Гостинне, Конопне, Переславіце, Дяконів (пол. Dziekanów), Стільце.
Зміст транспарантів був наступний: «Хай живе світова комуністична революція! Хай живе уряд селян та робітників!», «Геть з урядом голоду, нензи та безробіття! Хай живе КПЗУ!», «Геть з війною проти СРСР! Жодного гроша податку на озброєння! Геть з окупацією Західної України! Хай живе СРСР!»
В ночі з 16-17.01.1932 було розвішано транспаранти українською мовою в селах Метелін та Черничин. В ціх селах зміст лозунгів на транспарантах закликав до Славлення революції, Леніна, пролетаріату, протесту проти уряду.
В ніч з 30.04 на 01.05.1932 року розвісили транспаранти з нагоди свята 1-го Травня в селах Ухані, Скрихічин гміни Білополе, зі змістом «Хай живе 1 Травня! Хай живе КПЗУ! Геть з катом Пілсудським!».
В цьому ж часі, на території гміни Міняни в селах Тихобіж (пол. Cichobórz) та Городок (пол. Gródek), в селі Черничин гміни Дяконів (пол. Dziekanów) вивісили 4 транспаранти.
Люди котрі, свідомо протистояли діяльності КПЗУ, зривали комуністичні траспаранти, доносили на поліцію — еліміновуввались членами партії. 30.01.1932 року такий випадок був в Черничині гміна Дяконів (пол. Dziekanów). До Михайла Цимборського, який перебував в своїй хаті, стріляли з револьвера. Як написано в поліційному звіті — спроба вбивства носила характер політичний. Цимборський — зняв повішений в Черничині комуністичний прапор. Це привело, до того, що на його хаті повісили листівку з погрозами підпалення або замордування, яку він відніс до поліції. Викликало це зі сторони партії бажання помсти і спроби його забиття.
В Черничині була досить сильна підпільна комуністична організація, яка нараховувала 12 членів партії КПЗУ і 50 членів МОДРу.
В звіті про стан безпеки люблінського воєводи за січень 1938 року написано, що при кооперативі «Єдність» в Черничині створено культурно-просвітній гурток. Ініціатором його створення був Андрій Дацюк, а до правління гуртка вибрали Михайла Рабчука, Михайла Ліборського і Анастасію Гіль. Андрій Дацюк був караний за діяльність комуністичну 4 річним ув'язненням. Остальні були членами КПЗУ.
За політичну діяльність сидів у в'язниці в Любліні також мешканець Черничина — Владислав Волох, 1939 року був звільнений.
Кілька днів по приходу Червоної Армії до Черничина, почали створювати в селі Революційний комітет. Головою першого ревкому став Федір Огонь. Але це тривало не довго, через два тижня згідно Пакту Молотова — Ріббентропа Червона Армія повернулася на терени які передбачалися пактом, невдовзі з'явилась німецька адміністрація.
Тоді в 1939 році з Черничина виїхало разом з Червоною Армію за річку Західний Буг кілька родин, в тому числі і родина Федора Огня та Бахмачуків. Їх там не сприйняли за своїх, майже всіх членів КПЗУ які опинилися на території СРСР були репресовані слідчими органами НКВС, як ворожих агентів.

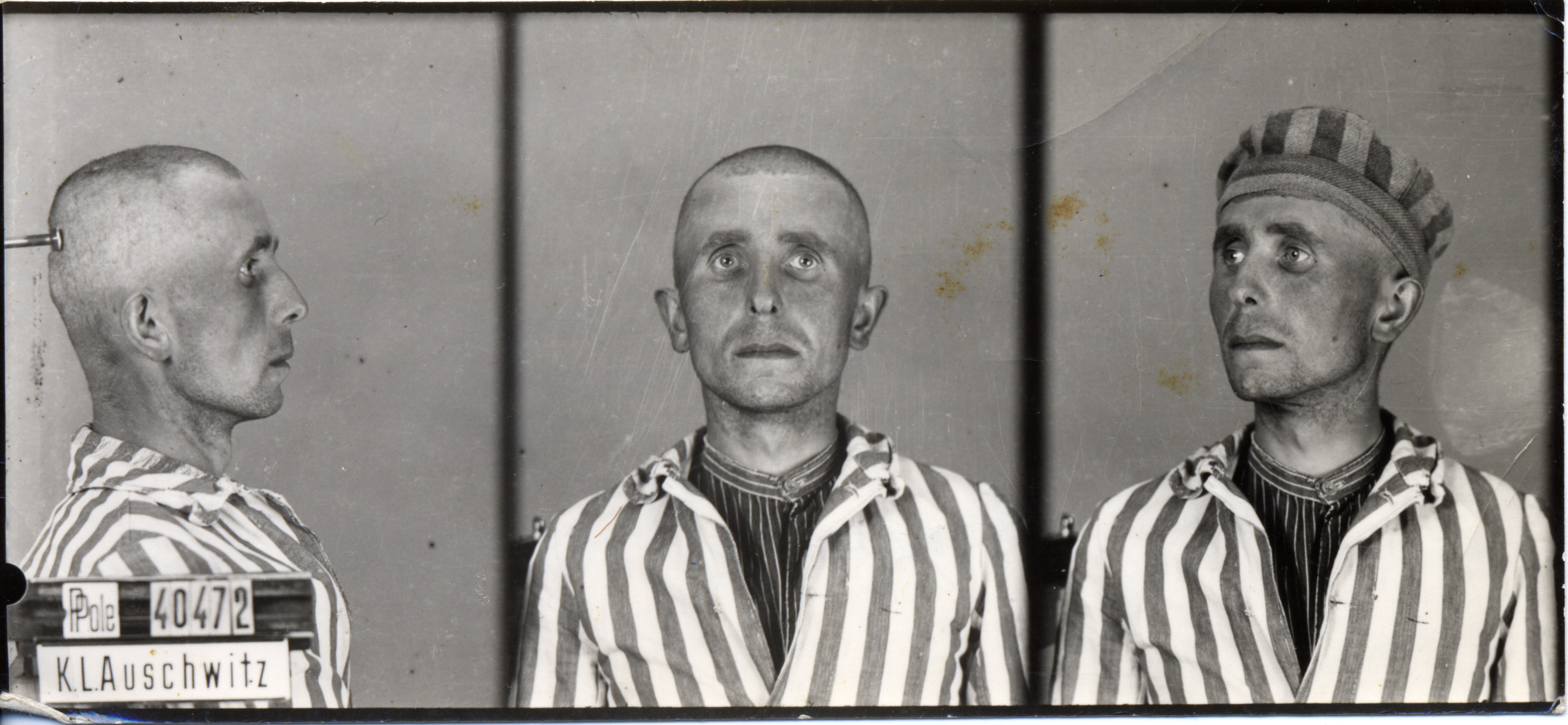
Мешканець Черничина М.Ліборський в'язень концтабору Аушвіц

Після приходу німецьких військ до Черничина, списки колишніх членів КПЗУ в Черничині, польська допоміжна поліція передала гітлерівській службі безпеки. В 1940 році їх більшість була арештована :
— Михайло Ліборський (14.09.1914 р. місце народження Черничин — 15.08.1942 р.) після арешту був відправлений до гітлерівської в'язниці яка знаходилась на замку в Любліні, а після завершення допитів та слідства, був висланий 21.06.1942 до концентраційного табору Аушвіц де і загинув, № в'язня 40472.;
— Василь Грома (10.09.1912 р. місце народження Черничин — ?) син Гната, після арешту був відправлений в концентраційний табір Майданек.
В німецькому концентраційному таборі Аушвіц загинув також житель села Черничин: православний Семенюк Кирил (нар.1915.05.11 Черничин — 1942.03.28).
В період 1939—1941 рр. в Черничені була маленька групка молоді інтеркомуністичних поглядів і керував нею Іван Адамюк. Збирались вони таємно, майже кожної неділі, закінчували день організованою випивкою, сюди входили безідейні хлопці, з бідних родин.

## Друга світова війна
Згідно плану мобілізації «W» Війська Польського, вже 14.08.1939 року з Черничина вийшли перші резервісти до своїх військових частин, серед них бул також українці:

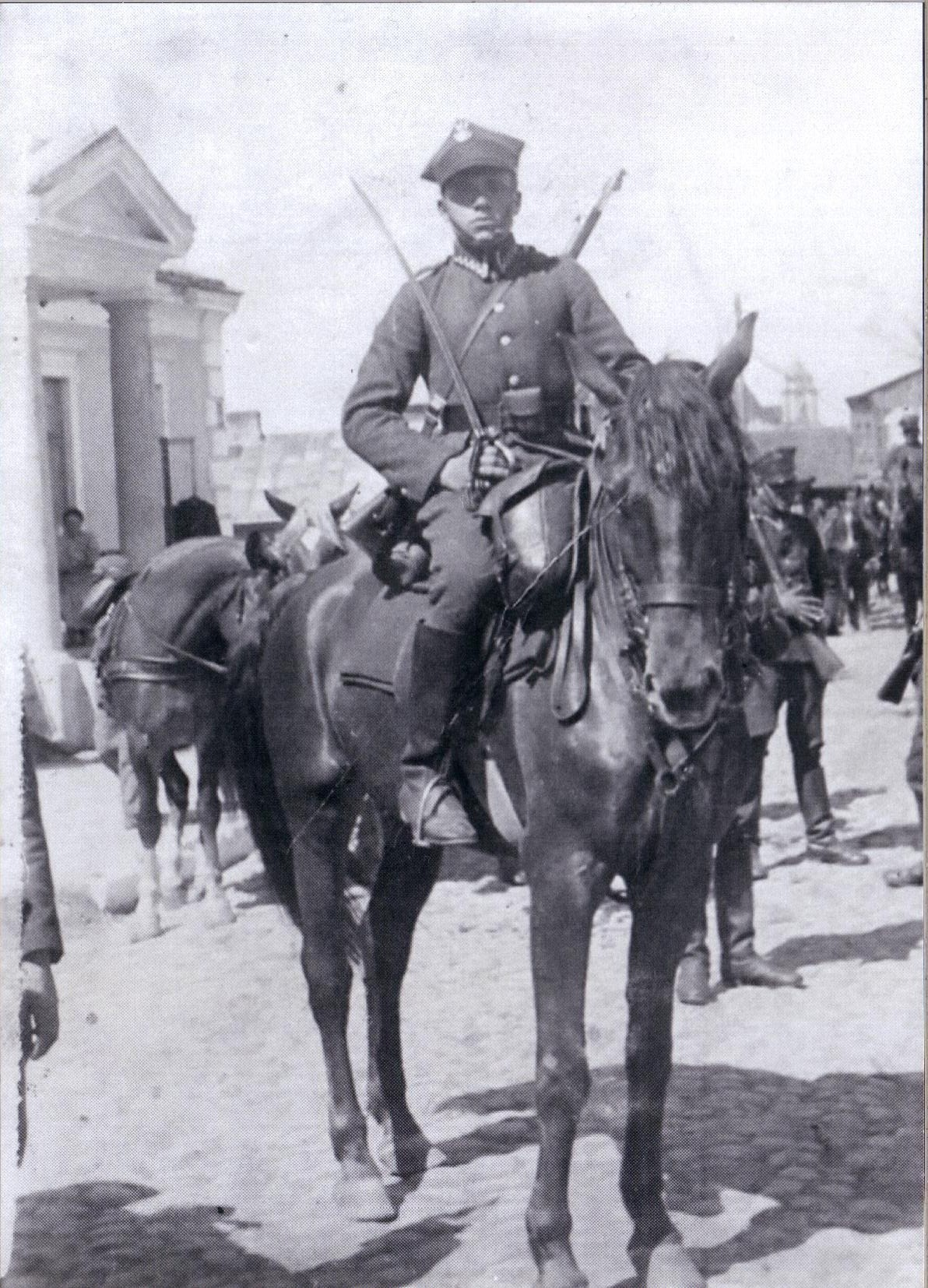
Мешканець Черничина А.Вашкевич. 2 полк важкої артилерії Війська Польського. Парад в Холмі 1937 р.

— Вашкевич Антін (14.08.1915 — 14.08.2002) брав учась в польський оборонній війні 1939 р., канонір в 2 полку важкої артилерії Холмщини, ім.великого гетьмана коронного Яна Замойського, 3 батарея, остання битва на Бзурі коло Сохачева, попав до полону 18.09.1939 р. біля Ілова, пройшов 3 німецькі військові концентраційні табори (пересильний табір в Westwalenhof, Шталаг II-B Hammerstein-Schlochau до 24.05.1940, № полоненого 13764, потім був перенесений до Шталаг VIII-B в Ламбіновіцах).
— Боярський Леонід.
Через тиждень, після нападу Німеччини на Польщу, появились в Черничині перші біженці. До родини Личів приїхала підвода заможних поляків. Тут їх і фронт застав.
Вечером 14.09.1939 році зі сторони Сокаля до Черничина війшов 22 моторизований корпус Вермахту під командуванням генерал кавалерії Евальд фон Кляйст, спочатку мотоцикли, далі автомобілі, трактори з гарматами. Селянин Черничина, що був 3 роки в німецькому полоні, знав мову, підійшов до них, а німці запевнили його, що вони тут залишаться.
17.09.1939 року німецькі війська на коротко залишають Черничин, а 23.09.1939 після двухгодинного бою здобувають Грубешів, та входить до Черничина зі сторони Городка піхота та гусенична техніка 8-го стрілецького корпусу 5-ї РСЧА під командуванням Тимошенко С. К.. Радянські трактори ЧТЗ тягнули важкі гармати. Радянські солдати виглядали гнітюче: всі засмальцьовані, в брудній уніформі, замість чобіт — черевики, що ніколи пасти не бачили та обмотки. Червону армію після 17 вересня сильно чекали, люди прикладали вуха до землі — слухали чи не йдуть. Червоноармійці, що входили до села питали місцевих: «Что это за город?» Селяни на то, що це село. «Как село, всё под серебром?!» Під «серебром» малося на увазі, що всі хати були під оцинкованою бляхою. «Значит, сдесь живут все куркули?!».
Восени 1939 року в Черничині Червону армію дуже гарно зустріли — з хлібом, сілью, квітами та обіймами.
07.09.1939 року згідно укладеному договору про дружбу та кордони між СРСР та Німеччиною 28.09.1939 р. — радянські війська відходять за річку Західний Буг де мала проходити демаркаційна лінія між Третім Рейхом та СРСР.
Весною 1940 р. в Черничині був створений осередок Організації Українських Націоналістів в складі 5-ти осіб, а саме Володимир Мазур, Микола Макарук, Степан Гресь, Іван Гресь. Збори станиці проходили раз на тиждень влітку, і раз на два тижні в зимовий період. Це тривало до літа 1941 р., до наступу Німеччини на Совєтський Союз.
В 1940 році німці силами євреїв з грубешівського гетта вибудували дорогу мощену щебнем з Грубешева через Черничин до Мірче (пол. Mircze).
Німецька окупаційна влада наклада на селян так званий «контингент» — примусовий продуктовий податок. Для німецького війська треба було здати кожному, хто мав корову, протягом року — не менше 800 кг молока або не менше 25 кг масла, сіна, зерна, м'яса, шкіри, сільськогосподарських продуктів. За це черничинці отримували мізерні гроші у вигляді польських злотих або так звані «пунти»— талони на придбання маргарину, масла, горілки, повидла, мила та інших необхідних товарів. Розміри цих контингентів були такі непомірно великі, що населення в більшості не в силі було їх виконати. Хто не сплачував (грішми чи натурою) накладеного продуктового «контингенту» — карався, часто смертю або вивезенням на примусову працю до Рейху.
Літом 1941 року окупаційні німецькі війська створюють в Черничені пересильний табір для радянських військовополонених.
В другій половині серпня 1941 року в містечках Генеральної Губернії Грубешівського окружного староства розміщується відділ Української допоміжної поліції : Бусно(пол. Buśno), Вербковичі(пол. Werbkowice), Грабівець(пол. Grabowiec), Голуби(пол. Hołubie), Гостинне(пол. Hostynne), Грубешів(пол. Hrubieszów), Дибинка(пол. Dubienka), Долгобичів(пол. Dołhobyczów), Крилів(пол. Kryłów), Лащів(пол. Łuszczów), Любича Королівська(пол. Lubycza Królewska), Міняни(пол. Mieniany), Мірче(пол. Mircze), Модринь(пол. Modryń), Монятичі(пол. Moniatycze), Потуржин(пол. Poturzyn), Сагринь(пол. Sahryń), Телятин(пол. Telatyn), Тучапи(пол. Tuczapy), Ухані(пол. Uchanie), Черничин(пол. Czerniczyn), Шиховичі (пол. Szychowice), Щепятин(пол. Szczepiatyn).
На весні 1942 році посилюються акти розправи польським підпіллям на активістах українських організацій, урядовцях, мужах довіри, вчителях українських шкіл, православних священиках на Холмщині.
За важких обставин протистоянь між польськими партизантами та українським мирним населенням, на нараді 16.06.1942 року в Грубешеві було створено Українську народну самооборону, чисельність якої до кінця 1943 року зросла до 500 бійців. Організатором та командиром самооброни був колишній полковник Армії УНР Гальчевський Яків Васильович. Її бійці охороняли в Черничині приміщення УДК та місцеву управу.
В 1943 році з Черничина та Метеліна(пол. Metelin) польське населення виїхало до Грубешева, хоча до Черничина деякі сім'ї приїжджали обробляти землю і вирощувати овочі.
02.09.1943 року в Грабіцях від рук польських партизанів загинув двадцятирічний уродженець Черничина — Володимир Сивак, військовий Української допоміжної поліції.

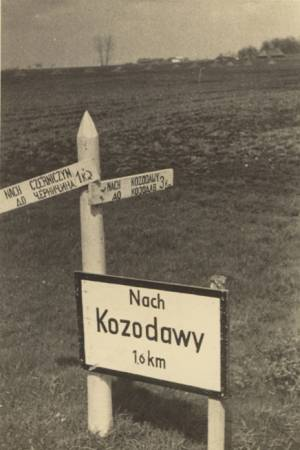
Придорожні вказівки. 1939—1944 p.

В листі Грубешівського українського допомогового комітету до Українського Центрального комітету від 4.03.1944 р. Говорилося про те, що в лютому місяці 1944 року польські нападниками був замордований Петро Демчук з Черничина..

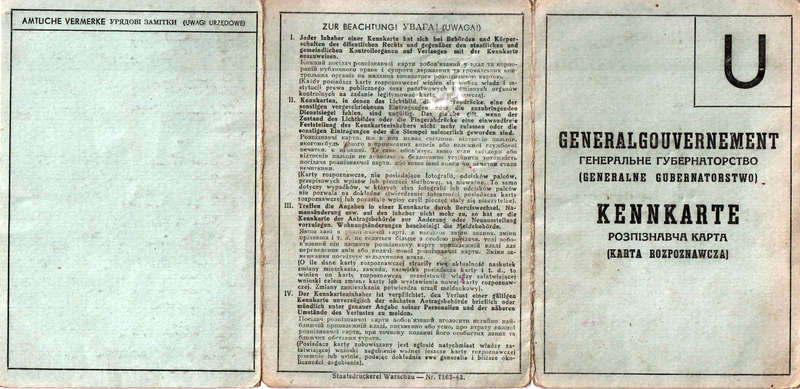
Українська розпізнавча карта жителів с. Черничин. 1943 р.

Основна хвиля протиукраїнських акцій на Холмщині з боку грубешівського і томашівського відділів Армії Крайової, підтримана Батальйоном Хлопським Станіслава Басая-«Рися» відбулася 9-11 березня, а остання хвиля — 21 березня 1944 р. Після зламання опору української самооборони, справи доходили до мордів цивільного населення та грабежів. З'явилася тривога і страх, люди чекали на напади весь час, кожної ночі. Спали по різних криївках, ровах, ямах, а якщо хтось спав вдома, то в одязі, щоб бути готовим до втечі. Вбивства окремих людей вже не задоволяло їх — на черзі стало тотальне знищення українських сіл з її жителями. На одній Грубешівщині було спалено 27 населених пунктів : Витків(пол. Witków), Жабче(пол. Żabcze), Козодави(пол. Kozodawy)-19-20.03.1944 замордовано 18 мешканців, Космів(пол. Kosmów), Крилів(пол. Kryłów), Ласків(пол. Łasków) в лютому 1944, замордовано 806 українців, Малків(пол. Małków)-03.02.1944, замордовано 80 українців, Масломичі(пол. Masłomęcz), Міняни(пол. Mieniany), Мірче (пол. Mircze), Модринець(пол. Modryneć), Модринь (пол. Modryń)- в лютому 1944, замордовано 386 українців, Новосілки(пол. Nowosiołki), Ощів(пол. Oszczów), Пригоріле(пол. Pryhoryłe), Сагринь(пол. Sahryń)-09.02.1944, замордовано 1896 українців, Сліпче(пол. Slipcze), Смолигів(пол. Smoligów), Телятин(пол. Telatyn), Теребінь (пол. Terebiń), Тихобір(пол. Cichobórz), Хорошиці(пол. Horoszyce), Шиховичі (пол. Szychowice) в лютому 1944, замордовано 883 українців, та інші — Черничин не було спалено польськими бандами, дякуючи близькому знаходженню Грубешева де стаціонували більші частини дивізії СС «Галичина» та «Українського Легіону Самооборони».
Під кінець травня 1944 року в Черничині стаціонували 300 німецьких фронтовиків з розбитого 5-го армійського корпусу, що врятувались з оточення разом зі штабом в Кримській операції. Військові перебували в Черничині до серпня 1944 року, коли вони були доукомплектована до ново сформованого 11-й корпус СС. Військова частина у своєму розпорядженні крім традиційної ручної стрілецької зброї мали два тяговики, легковий автомобіль та два мотоцикли. 14.06.1944 року німецькі фронтовики роззброїли в Черничині 50 особовий відділ фольксдойчів та відставили їх до Грубешева. Того ж самого дня повернулися вони разом з німецькими солдатами роззброєні, забрали свої родини та від'їхали в напрямку Грубешева.
До весни 1944 року місцеві сили українського підпілля були на Холмщині за слабі, щоб протистояти польськими бандами.
Фактично, ще за німецької окупації для підкріплення українського підпілля приходять в перших днях квітня 1944 року на Холмщину кілька куренів УПА з Волині та Львівщини: один курінь (3 сотні) із загону ім. Богуна на чолі з полк. «Остріжським» та сотня «Вовки» під командуванням Мар'я́на Лукасе́вича (Псевдо: «Ягода», «Черник», «Чайка»). Головним їх завданням був захист українського населення. Протипольську акцію на Холмщині УПА почало на початку квітня 1944 року тому, що на той час було створено перші три відділи в північній Львівщині (творилися протягом зими), раніше їх просто не було. Ще в середині червня 1944 року на Холмщину прийшов курінний «Наливайко» з однією сотнею «Конашевича» з УПА-Південь (Кременеччина).
Місцева сотня на Грубешівщині була тільки одна — «Вовки» (створювалась в березні 1944 року). Мала не менше 100 стрільців — складалася з трьох чот, а часом і більше. Під час бойових дій з Армією Крайовою сотня виросла в курінь. Курінь «Вовки» в Грубешівському повіті мав свою радіостанцію, яка весь час міняла місце свого базування, та гектограф, на яким копіювались відозви до населення та листівки.
Загалом сили УПА на 28-й Тактичний відтинок «Данилів» (Холмщина) складали 1944 року: в березні — 3 сотні, на початку квітня — 5 сотень, в середині травня — 11 сотень, в середині червня — 13 сотень (це максимум), тобто до 2 тис. стрільців. На кінець травня фронт стабілізувався на лінії Чесанів — Наріль — Лащів — Тишівці — Грубешів, і УПА вже відвели кілька відділів в глиб запілля, але після наступу поляків 2 червня повернули їх і підтягнули ще 2 сотні. Польські сили на тому ж відтинку були не менші.
Та наближення фронту змушує відділи УПА, згідно з інструкцією Головного Командування повертатись у лісові масиви Карпат та Волині.
На світанку 21.07.1944 року о сьомій годині на шляху Козодави-Грубешів з'явились перші танки Червоної армії 1-го Білоруського Фронту під командуванням маршала Рокосовського К. К.. Тепер війська Червоної армії в Черничині зустріли прохолодно, та і пройшли вони через село швидко на важкій техніці.
Радянська Армія використовували черничинських селян, які мали коней та вози, змушуючи їх підвозити тилові частини та амуніцію армії з Грубешева до лінії фронту щотижня, як правило, обоз збирався з 20—25 підвод. На зворотню дорогу інколи вдавалося випрошувати у військових охорону, а інколи й ні.
Після жнив 9 чоловіків з Черничина з конями та возами було призначено везти різні військові предмети над Віслу, де знаходився фронт. Після виконання цього наказу, ці чоловіки поверталися назад. Останній раз затрималися, щоб переночувати перед рідним селом в польському селі поблизу Звіринець (пол. Zwierzyniec). Там жила жінка, яку вони знали, яка мала поле в Метелині (кілометр від Чернічина), тож вона також знала наших людей і охоче прийняла їх на ніч. Вночі люди у військовій формі прийшли до її будинку та відвезли цих чоловіків до лісу. Два наших фурмани почали тікати в дорозі: один загинув, а другий втік. Це був Іван, зять Зайонцув. Коли почало світатися, люди у військовій формі в лісі наказали іншим чоловікам роздягнутися та стати на коліна. Коли вже чоловікі були в нижній білизні, Володимир Макарук зірвався і знову почав тікати. Стріляли до нього, а все ж таки він втік, хоча до дому добіг абсолютно без пам'яті. Нічого не міг сказати, але коли прийшов до пам'яті, розповів, що з ним сталося в лісі. Там наші фурмани були розстріляні, позтягувані на купу та накриті гіляками. Вози з кіньми бандити забрали. Один із фурманів, Іван Стасюк, був лише поранений, але втратив свідомість. Коли він прийшов у свідомість, він почав виповзати з-під трупів і гілляк, і коли йому вдалося це зробити, переконався, що нікого з вбивць там не було, він поліз на четвереньках з лісу. Він йшов корчучись від болю, потім допомогли йому люди, думаючи, що він втікач з німецького полону. Дістався якось до лікарні у Замості, звідки через 10 днів радянські солдати привезли його на машині до Черничина. Сім'ї просили солдатів привезти їм трупи, щоб поховати їх, але вони не змогли цього зробити. Залишилися в лісілежати замордонані: Роман Войтович, Йосип Лич, Федір Мазур, Павло Пилипчук, Міхайла Бахмачук і Микола Новосад.
Через кілька днів після цього випадку один з наших господарів, його звали Гриць Пилипчук, отримав наказ їхати на захід з військовою технікою. Коли він повертався і був недалеко від свого будинку, один солдат змусив його знову щось везти, а коли той відмовився, побив його по голові револьвером так сильно, що день і ніч він не прийшов у свідомість. Наступного дня він помер у віці 40 років.
Вночі з дня 28 на 29 жовтня 1944 р. к-р Мар'я́на Лукасе́вича (Псевдо: «Ягода», «Черник», «Чайка») поділив підвідділ «Вовки» на дві групи. Одну віддав під командування чотового «Карпа», а сам з чотовим «Яструбом» очолив другу групу та наказав групаму заатакувати та знищити станицю польської «Міліції Обивательської» (пол. Milicja Obywatelska) в селі Черничині та в селі Мірче (пол. Mircze). До цього вжито своєрідних торпед, якими цілковито розбито мурований будинок школи. Втрат власних не було, а ворожих невідомо. По акції підвідділ перенісся на кватирування до Вільки Потуржанської.
"Трагічної ночі міліція вийшла з будинку школи та ночувала в Сидора Хорощука, тобто будинок був порожній. Нічні вибухи торпед поставили всіх селян на ноги. На ранок з Грубешева приїхав військовий відділ, з офіцерської школи в Любліні. Зібрали всіх чоловіків з Черничина перед знищеною школою. Поклали лицем до землі на холодному морозному вітрі тримали аж до вечора. Тоді порадившись, комендант міліції Похильчук, радянський підполковник, польський підполковник, війт гміни Степан Ліборський та його заступник Павло Семенюк прочитали прізвища восьми осіб. Солдати перевели їх через шосу і застрілили в полі. Куль не шкодували, наш сусід мав в собі 36. Загинуло тоді четверо молодих хлопців по 22 років, двох чоловіків котрі мали більш ніж сорок років, одна 18-ти річна дівчина, яка 2 неділі тому вийшла заміж за радянського лейтенанта (під час екзекуції не було його вдома). Забито тоді: Петра Сивака, Петра Рабчука, родичку священика Гурка — Наталку, Миколу Пилипчука, Володимира Сивака, Спетана Козака, Йосипа Пітуса, Миколу Павонського.
Розстріляли би і Татьяну Симчук, молоду дівчину, але коли її прочитали прізвище, врятував її від кулі комендант Похильчук, а на її місце викликали родичку священика Гурка. Застрілили їх, але деякі ще рухалися, тоді поміж ними ходив їх товариш зі шкільних років, поляк Кароль Кнап і добивав пострілом в голову.
Після цього забрали 84 чоловік з під школи і повели четвірками разом з солтисом Черничина — Антоном Вашкевичем до в'язниці Грубешеві. В Грубешеві забили ще четверо молодих хлопців з Метеліна, бо мешканців Метеліна також зігнали під школу в Черничині, і старшого чоловіка з Черничина Семена Грому. Його раніше в ночі пограбували, Грома пізнав тоді одного з братів К. Після місяця знущань та браку доказів, почали відпускати з в'язниці заарештованих. Солтис «на прощання» дістав прикладом гвинтівки в плечі від міліціянта так, що перерахував всі сходинки до вихідних дверей в'язниці. Та ще в догонку, отримав напутнє слово від польського міліціянта, що вас українців варто усіх по-вистрілювати.
Тим часом в селі ховали всіх забитих, везли трумни кіньми на цвинтар (біля Масломечів). Проводжали їх диякон та мовчазні жінки. Вони не плакали навіть тоді, коли опущено до могил їх синів, братів та чоловіків. Не було вже сліз, боялись також, що прийдуть навіть на цвинтар і знову заб'ють людей. Не було кому опускати трумни до гробу, бо чоловіків забрано до Грубешева. Опускали самі жінки, а помагав їм старий Йосип Адамюк. Після того, всі пішли до дому чекали своєї черги.
Вкраденого майна українців найчастіше ніхто не шукав, але стався такий випадко, коли в одного господаря вкрали корову […], він якось дізнався, хто забрав його корову — знайшли її шкуру в Побережанах, передмісті Грубешева, і почали вимагати повернення корови. Яку ж жахливу ціну вони заплатили за це! […] Так сталося, що одного вечора підрозділ польської армії їхав з Модриня. […] [Після вбивства братів Прокопів у Масломечі] підрозділ приїхав до Черничина до тієї родини, яка шукала корову. [Солдати] вбили господаря, Павла Біда, його дружину Анну, сестру його дружини Марію Уткіну, Володьку та Євгена (13- та 15-річного), які були синами Аніної швагерки Марії Демчук, і її саму застрелили, коли вона втікала через вікно, але не добили її і вона одужала. Сусід Іван Біда, який усе це бачив, та його син, 16-річного Петро, також були вбиті. Знову було 10 трупів. […]
З того часу він більше не шукав викраденого майна, і все ж люди продовжували гинути. Це сталося з Петром Демчуком, братом вбитої Анни Біди, яку вони взимку вбили на вокзалі, коли він повертався з Грубешева; сина Теклі Яремчук, єдиний син Івана та Стефана Рибачука (19-річний як його попередник, обоє працювали на молотарці в Лотошині), котрі були забрані серед білого дня, вивозили ввечері на возі по дорозі між черничиськими колоніями і мордували так, що вони кричали "Татусю, мамусю, рятуйте! «, але як беззахисні люди могли їх врятувати? Вони залишили вбитих із зкрученими головами та повикручуваними пальцями рук та ніг у ямах біля дороги; Миколу Адамюка, 18-річного хлопця, вбитого в дорозі, коли він повертався з роботи додому (труп засипали землею в окопі і показали тільки тоді, коли батько почав цього домагатися, бо хотів його поховати; Степана Адамюка та Івана Павлюка вбили в дорозі до Грубешова (вбивцями були сини Романських, які мешкали в Михайлівці, за паровим млином); […] батька [братів Адамюків] вбили в своєму хліві на вишках; Гапка Жмурова, вбита, коли вона перевозила повний віз пшениці до млина; […].».
Що раз більше військові відділи та поодинокі солдати Армії Крайової на Грубешівщині поводяться самовільно, не до опанування, доконають грабунків на українському населенню. Наприклад, в грудні 1944 року підлеглі солдати підпоручника Чеслава Хайдука «Сліпого» були виконавцями пограбування українських селян в Хижовицях, Колонії Сташіц та Черничині..
В звітному листі секретаря ЦК КП(б)У Коротченко Д. С. про евакуацію українського населення з Польщі та про політичні настрої станом на 6.04.1945 року повідомлялось, що повітовий і гмінний апарат польської «Міліції Обивательської» (пол. Milicja Obywatelska) був засмічений кримінальними елементами, котрі перед зайняттям грубешівщини Червоною армією, воювали у відділах Батальйонів Хлопських та Армії Крайової, які під час частих виїздів на село під приводом боротьби з бандами займаються грабежами — і то виключно евакуйованого з Польщі українського населення. Так 25.03.1945 р. міліція у Грубешівському повіті поїхала ловити банду, яка пограбувала село Крилів. Однак вона заїхала до Черничина і Відловиць, пограбувала кілька господарств і вбила 8 українців.
Уночі на 20.04.1945 р. в селі Черничин у Грубешівському повіті польська банда пограбувала 19 родин, забравши 15 корів, 10 коней, багато харчів і домашнє майно. Досить часто було так, що членами банд були польські жителі сусідніх сіл, які хотіли поживитися награбованим майном своїх сусідів-українців. У той час, як чоловіки з польських банд тероризували місцеве населення, їх жінки пакували награбоване майно до возів.
Від травня 1945 року, поляки закріплюють свою владу, розташовують в Черничині сильний відділ «Міліції Обивательської» (пол. Milicja Obywatelska) з 30—50 осіб, а в Грубешеві частини Війська Польського, радянські війська обсаджують українсько-польський кордон своїми прикордонними військами та оперативними групами НКВС.
Під кінець 1944 — на початку 1945 року чоловіки поборового віку в Черничині та навколишніх сіл отримують повістки до Польської народної армії. Великого бажання в українців іти до польського війська не має і ніхто не зголошується до призовних комісій, що були В Замості та Холмі. Наслідком цього, було відкриття Військово-польовий суд 1-го бронетанкового корпусу в 1944—1945 кримінальних справ щодо призовників. Так мешканець Черничина Михайла Семенюка, сина Петра, 27-02-1921 р.н., був звинувачений у ухиленні від військової служби (неявка в комісію призову РКУ Замость і Хелм протягом 20-30-08-1944 рр.) — відповідно до ст. 117 § 2 Кримінального кодексу Війська Польського..
Наприкінці грудня 1945 року об'єднанні сотні «Вовки-1» та «Вовки-2» атакували 33-особовий табір 5 полку піхоти в Черничині. Під час короткого бою, повстанці поранивши 3 солдат, 9 інших роззброїли та відпустили.

### Список втрат українців, з Черничина в період 1941—1947рр.
| п/п | Прізвище, Ім'я, батьки, псевдо                         | Дата народження | Професія                     | Вік   | Місце проживання       | Місце події         | Дата події    | Як потерпів        | Винуватці                                             |
| --- | ------------------------------------------------------ | --------------- | ---------------------------- | ----- | ---------------------- | ------------------- | ------------- | ------------------ | ----------------------------------------------------- |
| 1.  | Адам'юк Володимир                                      |                 | хлібороб                     |       | Черничин               | Черничин            | 12.1943       | вбито              | —                                                     |
| 2.  | Адам'юк Микола                                         | 1928            | дитина                       | 18 р. | Черничин               | Черничин            | 1946          | вбито              | —                                                     |
| 3.  | Адам'юк Степан                                         |                 | хлібороб                     |       | Черничин               | Черничин            | 1943          | вбито              | сини Романських, які мешкали в Михайлівці             |
| 4.  | Адам'юк N.N.                                           |                 | хлібороб                     |       | Черничин               | Черничин            | 1946          | вбито              | —                                                     |
| 5.  | Бахмачук Михайло                                       |                 | хлібороб                     |       | Черничин               | Черничин            | 1944          | вбито              | —                                                     |
| 6.  | Біда Анна                                              |                 | хлібороб                     |       | Черничин               | Черничин            | 1946          | вбито              | ВП                                                    |
| 7.  | Біда Іван                                              |                 | хлібороб                     |       | Черничин               | Черничин            | 1946          | вбито              | ВП                                                    |
| 8.  | Біда Павло                                             |                 | хлібороб                     |       | Черничин               | Черничин            | 1946          | вбито              | ВП                                                    |
| 9.  | Біда Петро, син Івана                                  | 1930            | дитина                       | 16 р. | Черничин               | Черничин            | 1946          | вбито              | ВП                                                    |
| 10. | Войтович Роман                                         |                 | хлібороб                     |       | Черничин               | Черничин            | 1944          | вбито              | —                                                     |
| 11. | Грома Семен                                            |                 | хлібороб                     |       | Черничин               | Черничин            | 29.10.1944    | затримано          | МО, вбито у в'язниці Грубешева                        |
| 12. | Демчук Володимир, син Марії                            | 1933            | дитина                       | 13 р. | Черничин               | Черничин            | 1946          | вбито              | ВП                                                    |
| 13. | Демчук Євген, син Марії                                | 1931            | дитина                       | 15 р. | Черничин               | Черничин            | 1946          | вбито              | ВП                                                    |
| 14. | Демчук Марія                                           |                 | хлібороб                     |       | Черничин               | Черничин            | 1946          | ранено             | ВП                                                    |
| 15. | Демчук Петро                                           | 28.06.1892      | купець                       | 52 р. | Грубешів               | Черничин            | 15.02.1944    | вбито              | —                                                     |
| 16. | Жмурова Гапка                                          |                 |                              |       | Черничин               | Черничин            | 1944          | вбито              | —                                                     |
| 17. | Козак Степан                                           |                 | хлібороб                     |       | Черничин               | Черничин            | 29.10.1944    | вбито              | ВП                                                    |
| 18. | Конда Володимир                                        |                 | хлібороб                     |       | Черничин               | Черничин            | 12.1943       | вбито              | —                                                     |
| 19. | Лич Йосип                                              |                 | хлібороб                     |       | Черничин               | Черничин            | 1944          | вбито              | —                                                     |
| 20. | Лич Олександр                                          |                 |                              |       | Лотошин(кол. Черничин) | Черничин            | 18.04.1944    | вбито              | —                                                     |
| 21. | Ліборський Євген                                       | 1923(1924)      |                              |       | Черничин               | Черничин            | 1949          | арештований/пропав | УБ                                                    |
| 22. | Ліборський Іван, син Василя і Катерини, з дому Парасюк | 12.02.1916      |                              | 29 р. | Черничин               | Черничин            | 04.1945       | арештовано         | УБ, засуджено 8 років. Окружний Суд Люблін 31.05.1945 |
| 23. | Ліборський Михайло                                     | 14.09.1914      |                              | 28 р. | Черничин               | Черничин            | 15.08.1942    | арештовано         | НЖ, загинув в концтаборі Аушвіц                       |
| 24. | Ліборський Михайло                                     |                 |                              |       | Черничин               | Черничин            | 02.06.1946    | арештовано         | ВП                                                    |
| 25. | Мазур Іван                                             |                 |                              |       | Черничин               | Черничин            | 20/21.06.1947 | арештовано         | ВП, концтабір Явожно                                  |
| 26. | Мазур Федір                                            |                 |                              |       | Черничин               | Черничин            | 1944          | вбито              | —                                                     |
| 27. | Макаревич Володимир                                    |                 |                              |       | Черничин               | Черничин            | 1944          | ранено             | —                                                     |
| 28. | Невідомський Володимир, «Перемога»                     | 1926            | вояк УПА                     | 20 р. | Черничин               | Вілька Потуржинська | 07.01.1946    | вбито              | НКВС                                                  |
| 29. | Новосад Микола                                         |                 |                              |       | Черничин               | Черничин            | 1944          | вбито              | —                                                     |
| 30. | Павлюк Іван                                            |                 |                              |       | Черничин               | Черничин            | 1946          | вбито              | —                                                     |
| 31. | Павонський Микола                                      |                 |                              |       | Черничин               | Черничин            | 29.10.1944    | вбито              | —                                                     |
| 32. | Павонський Микола, «Палієнко»                          | 1919            | вояк УПА                     |       | Черничин               | Черничин            | 16.01.1954    | арештовано         | УБ, вирок суду-тюремне увязнення                      |
| 33. | Павонський Михайло, «Палій»                            | 1923            | вояк УПА                     | 23 р. | Черничин               | Ліскі               | 26.02.1946    | вбито              | НКВС                                                  |
| 34. | Пилипчук Григорій                                      | 1904            | хлібороб                     | 40 р. | Черничин               | Черничин            | 1944          | смертельно побито  | ВП                                                    |
| 35. | Пилипчук Микола                                        |                 | хлібороб                     |       | Черничин               | Черничин            | 29.10.1944    | вбито              | ВП                                                    |
| 36. | Пилипчук Павло                                         |                 |                              |       | Черничин               | Черничин            | 1944          | вбито              | —                                                     |
| 37. | Пітус Йосип                                            |                 | хлібороб                     |       | Черничин               | Черничин            | 29.10.1944    | вбито              | ВП                                                    |
| 38. | Рабчук Петро                                           |                 | хлібороб                     |       | Черничин               | Черничин            | 29.10.1944    | вбито              | ВП                                                    |
| 39. | Рабчук Степан                                          |                 |                              |       | Черничин               | Черничин            | 1943          | вбито              | —                                                     |
| 40. | Рибачук Іван                                           |                 |                              |       | Черничин               | Черничин            | 1946          | замордовано        | —                                                     |
| 41. | Рибачук Степан                                         | 1927            | дитина                       | 19 р. | Черничин               | Черничин            | 1946          | замордовано        | —                                                     |
| 42. | Семенюк Кирило                                         | 11.05.1915      |                              | 26 р. | Черничин               | Черничин            | 28.03.1941    | арештовано         | загинув в концтаборі Аушвіц                           |
| 43. | Семенюк Михайло, син Петра                             | 27.02.1921      | столяр                       | 26 р. | Черничин               | Черничин            | 17.06.1947    | арештовано         | УБ, концтабір Явожно                                  |
| 44. | Сивак Володимир                                        |                 | Українська допоміжна поліція | 20 р. | Черничин               | Грабівець           | 02.09.1943    | вбито              | —                                                     |
| 45. | Сивак Володимир «Зірка»                                | 01.09.1923      | вояк УПА                     | 25 р. | Черничин               | Масломичі           | 01.09.1949    | засуджений         | Військовий районний суд, страчений 01.09.1948 Люблін  |
| 46. | Сивак Володимир                                        |                 |                              |       | Черничин               | Черничин            | 29.10.1944    | вбито              | ВП                                                    |
| 47. | Сивак Євген, «Гайда»                                   | 16.02.1927      | вояк УПА                     | 19 р. | Черничин               | Ліскі               | 26.02.1946    | вбито              | НКВС                                                  |
| 48. | Сивак Петро                                            |                 |                              |       | Черничин               | Черничин            | 29.10.1944    | вбито              | ВП                                                    |
| 49. | Стасюк Іван                                            |                 | хлібороб                     |       | Черничин               | Черничин            | 1944          | поранено           | —                                                     |
| 50. | Уткіна Марія                                           |                 |                              |       | Черничин               | Черничин            | 1946          | вбито              | ВП                                                    |
| 51. | Филипчук Володимир                                     |                 |                              |       | Черничин               | Черничин            | 10.1944       | вбито              | —                                                     |
| 52. | Цимборский Степан                                      | 02.07.1901      | хлібороб                     | 44 р. | Черничин               | Черничин            | 1945          | арештовано         | МО, засуджено СКС Люблін 23.09.1946                   |
| 53. | Шумчук Микола, «Вільшина»                              |                 | вояк УПА                     | 20 р. | Богородиця             | Черничин            | 03.09.1944    | вбито              | МО                                                    |
| 54. | Яремчук Іван, син Теклі                                |                 |                              |       | Черничин               | Черничин            |               | вбито              | —                                                     |
| 55. | N.N. Іван                                              |                 |                              |       | Черничин               | Черничин            | 07.1944       | вбито              | —                                                     |
| 56. | N.N. Наталія                                           |                 |                              |       | Черничин               | Черничин            | 29.10.1944    | вбито              | ВП                                                    |

Пояснення до таблиці: ВП — військо польське; УБ — управління безпеки; МО — міліція обивательська; НЖ — німецька жандармерія.

### Переселення мешканців Черничина до УРСР.

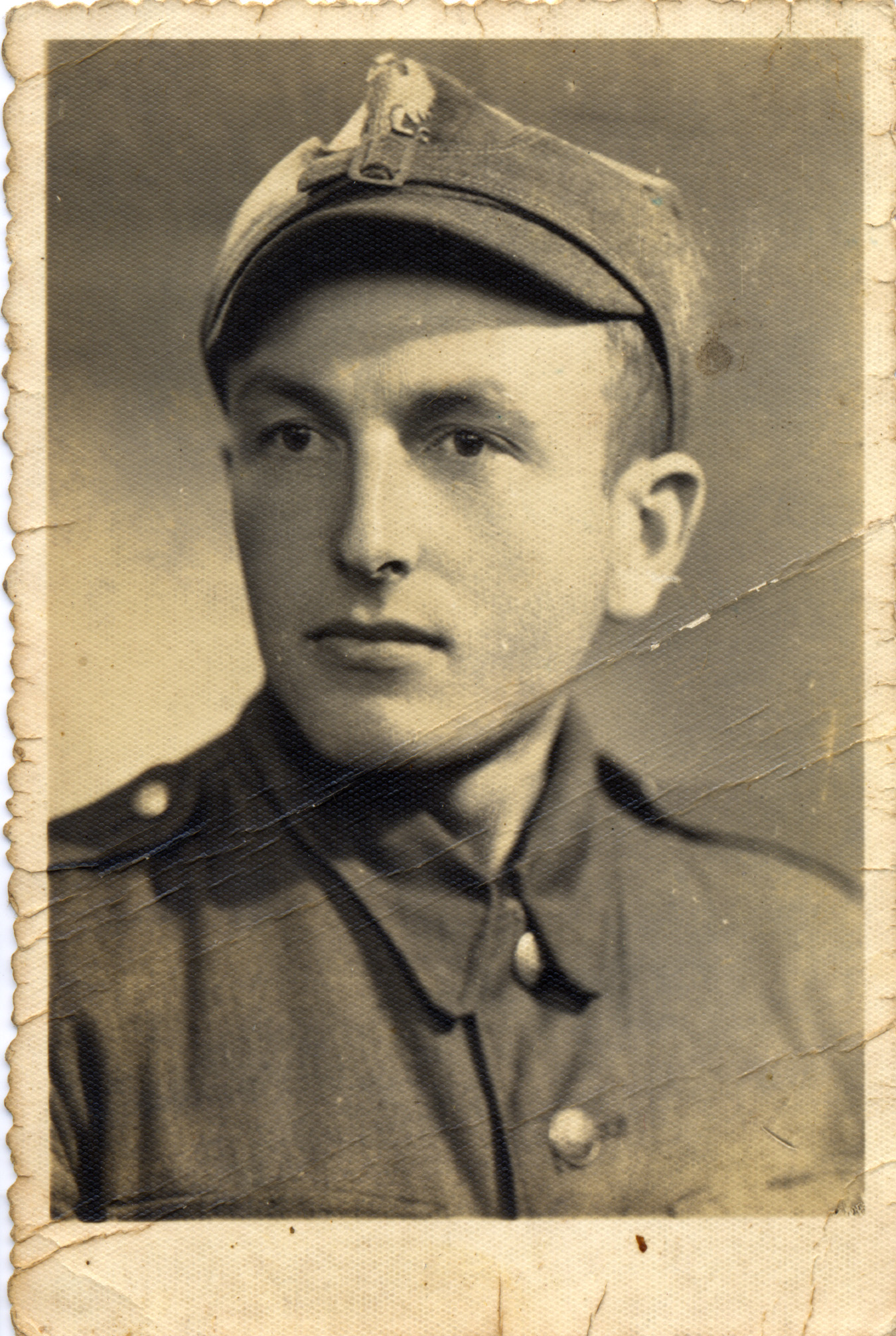
Семенюк Михайло під час навчання у Вищій Офіцерській Школі в Кракові.1946 р.

9 вересня 1944 року була укладена «Угода між Урядом Української Радянської Соціалістичної Республіки і Польським Комітетом Національного визволення про евакуацію українського населення з території Польщі і польських громадян з території УРСР». Щоправда, згідно угоді репатріація була добровільною, але в тій політичній ситуації, ця добровільність була ілюзоричною.
Заохоченнями до виїзду мало стати звільнення від всіх податків і страхових оплат і анулювання всіх прострочених платежів. Обіцяно, що за залишене майно і посіви (які були описані) в новому місці буде отримано еквівалент, а також гарантовано отримання землі (до 15 га) в новому місці.
Для впертих передбачено інші методи впливу: аграрна реформа Польського Комітету Народного Визволення не розповсюджувалася на українське населення, ліквідовано навчання в школах українською мовою, відмовлено у визнанні Української Греко-католицької Церкви, а діяльність Польської Автокефальної Православної Церкви значно обмежено.
Так восени 1944 року до Черничина приїхала радянська агітаційна група з відділом охорони НКВС, намовляти селян на переїзд до УРСР. Селян зігнали на зібрання послухати агітаторів про щасливе життя, яке на них чекає в УРСР, наслухавшись селяни почали розходитись нічого не кажучи — розлючений капітан НКВС Колесник Пантелій Андрійович (українець, член ВКПб з 1940 р), на прощання кинув до них фразу, що якщо тепер по-доброму не хочуть виїжджати, то швидко самі будуть проситися...
Жителів сіл Масломичі (пол. Masłomęcz), Черничин, Гдешин (пол. Gdeszyn), Свідники (пол. Swidniki), Жуків (пол. Żuków), які збиралися виїздити, дощенту пограбовано. 03.03.1945 року 27 українські родини вирушили на залізничну станцію в Холмі, щоб далі переселитися в Україну. Але до станції вони не доїхали. Потім знайдено тіла лише 7 повішених переселенців.
Частина українських родин з Черничина, котрі мали коней, зібравши весь доробок своєї родини та завантаживши на фіри поїхали до Володимира-Волинського на залізничний вокзал, звідки їх товарними вагонами вивозили в південні області України. Депортація в цьому напрямку тривала з березня до кінця травня 1945 року, поки приходили товарні вагони до Володимира-Волинського.
В період 16-19 травня 1945 року сотня УПА «Вовки» та відділ особливого призначення «Зірки» (Володимир Сивак) спалила залишені господарства виселених українців в селах грубешівського повіту Черничин, Богородиця, Городок, щоб на їх місця не оселилися польські репатріанти з України..
У червні 1945 р. до Черничина повернулося семеро колишніх мешканців з УРСР, Михайло Б., Михайло С., Петро С.,Петро Г., Марія Г.,Роман С. та Іван С.. Поверненці звертались до польського Державного Управління Репатріації з клопотаннями про повернення їм утрачених господарств. А їх невеселі розповіді про те, що очікує переселенців в УРСР, ще більше знеохочували українців до переселення.
У четвер 11 жовтня 1945 року в Грубешівському повіті о 0.20 год. бойова група «Дуди», протидіючи акції переселення, завчасно попередивши поляків, щоб відразу ті лишили домівки та підпалили села Черничин, Черничинок, Теребінь (пол. Terebiń), Теребінець (пол. Terebiniec), Масломичі (пол. Masłomęcz), Метелін (пол. Metelin) з хуторами..
Мешканці Черничина були депортовані у 1945 році в різні області УРСР — Одеську, Миколаївську, Херсонську, Донецьку, Дніпропетровську, Запорізьку, Рівненську, Волинську, Тернопільську, Львівську. З собою могли взяти тільки найнеобхідніше. Зерно здали за безцінь польській владі. Ті родини з Черничина, які були депортовані в південні та східні області УРСР, не могли адаптуватись до кліматичних умов і колгоспного ладу. Тому самовільно переїжджали в західні областя України (ближче додому).
На кінець березня-початок квітня 1946 р. через те, що розлився Західний Буг, мешканців навколишніх сіл везли на залізницю до Вербкович (пол. Werbkowice). Через неполадки з гужовим транспортом для перевезення виселених українців до залізниці лише через тиждень вирушив наступний транспорт з мешканцями Черничина.
03.01.1946 відділ УПА затакакував в селі Черничин оперційну групу польської «Міліції Обивательської» (пол. Milicja Obywatelska), під час атаки було підпалено 40 залишених господарств депортованими українцями.
06.05.1947 року уряди ПНР і УРСР оприлюднили спільну заяву про закінчення переселення поляків з території України до Польщі й українського населення з території Польщі до України. Під час примусового переселення українців з Черничина було виселено 174 родини на Україну.
На початку 1947 року, уряд Польщі більш послідовно зайнявся справами православної релігії в Люблінському воєводстві. На розпорядження Департаменту Визнань Міністерства Адміністрації Публічної воєводська влада звернулася до староств повітів в Грубешеві, Володаві, Білій Підляській та Холмі про надання списків православних вірників. Згідно наданих звітів 16584 осіб визнання православного проживало на цих теренах, що не виїхали на Україну під час примусового переселення. В повіті Грубешівському: Грубешів 100 чоловік;
Довгобичів 386 чоловік;
Павловичі 179 чоловік;
Голубіє 180 чоловік;
Дибенка 20 чоловік;
Матче 30 чоловік;
Черничин 375 чоловік;
Вербковичі 36 чоловік;
Підгірці 3 людини;
Теребінь 1 людина;
Гостинне 1 людина.

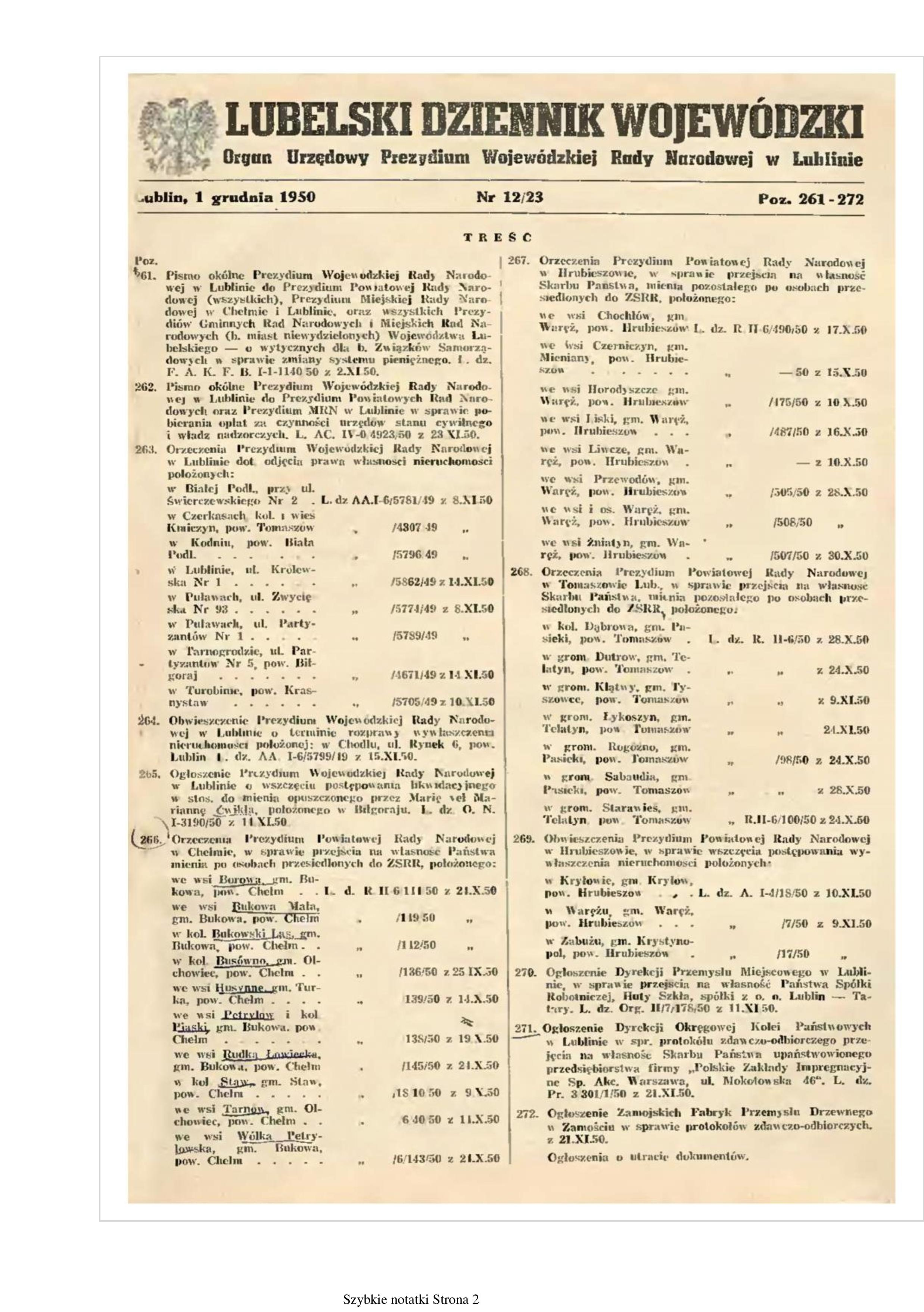
Постанова Президії Народної Повітової Ради в Грубешеві про конфіскацію майна, в Черничині, на користь ПНР, яке залишилося після виселення людей до СРСР(Люблінська державна газета II-6/490/50 від 15.10.1950).
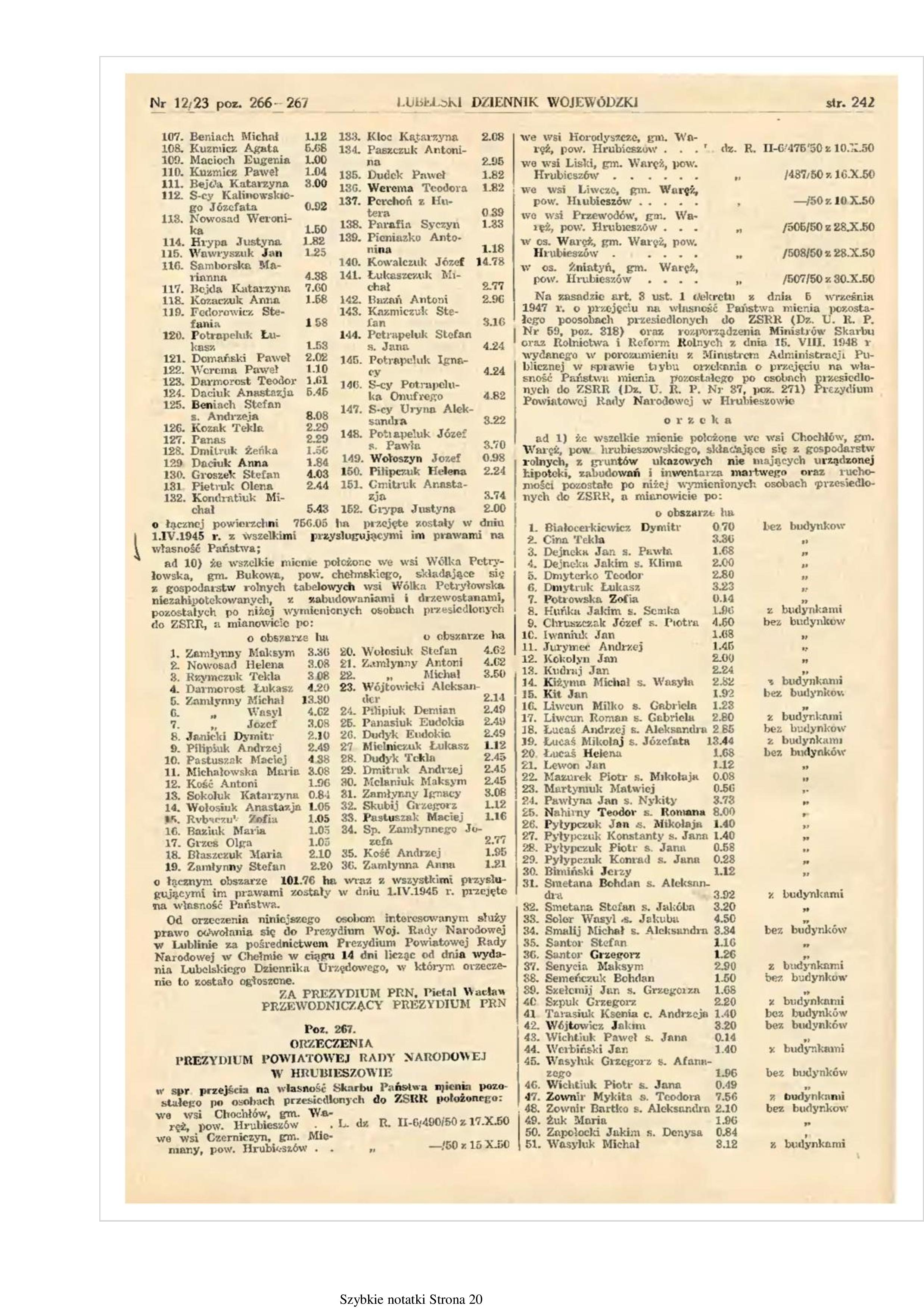
Постанова Президії Народної Повітової Ради в Грубешеві про конфіскацію майна, в Черничині, на користь ПНР, яке залишилося після виселення людей до СРСР(Люблінська державна газета II-6/490/50 від 15.10.1950).Стор.242
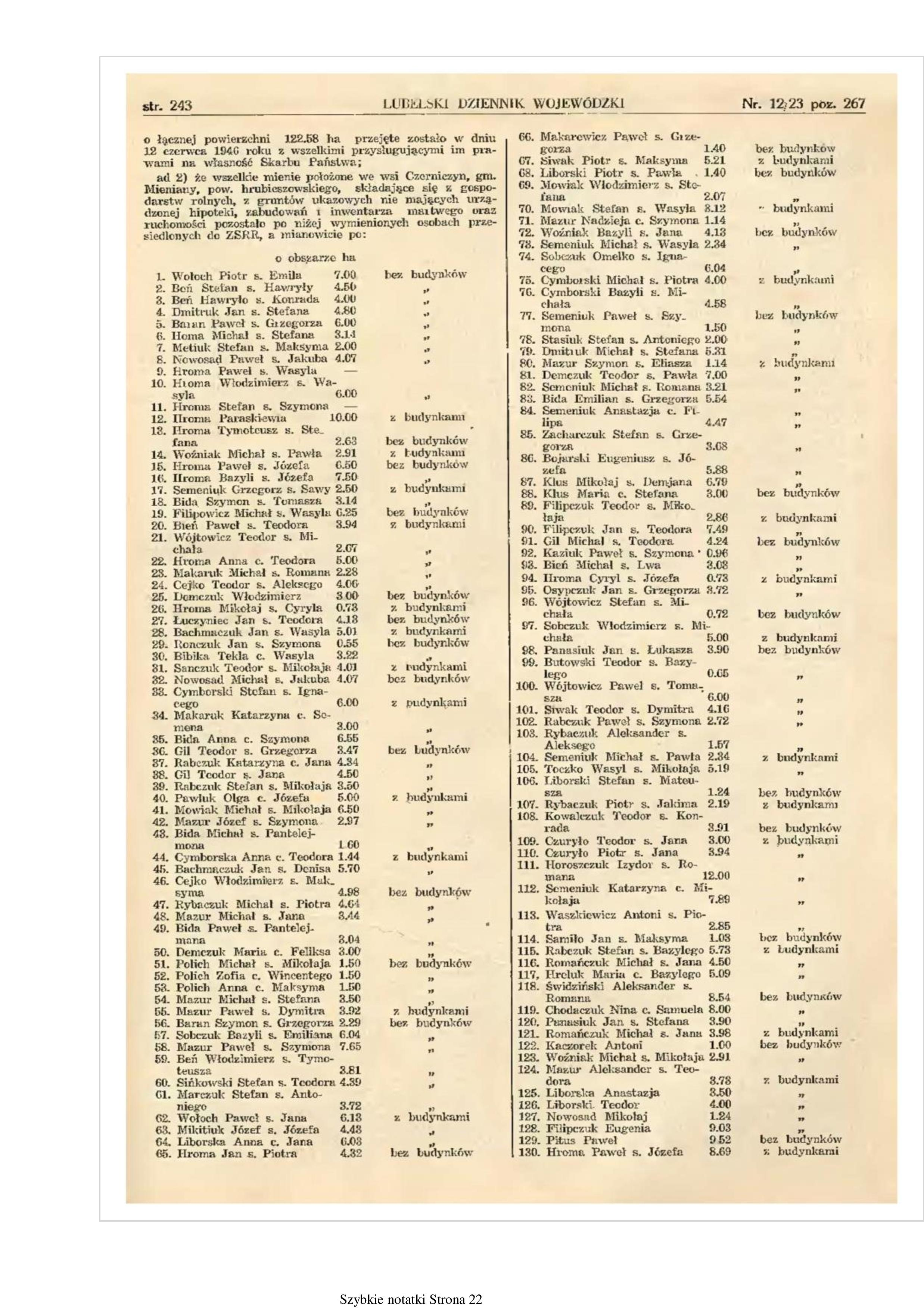
Постанова Президії Народної Повітової Ради в Грубешеві про конфіскацію майна, в Черничині, на користь ПНР, яке залишилося після виселення людей до СРСР(Люблінська державна газета II-6/490/50 від 15.10.1950).Стор.243
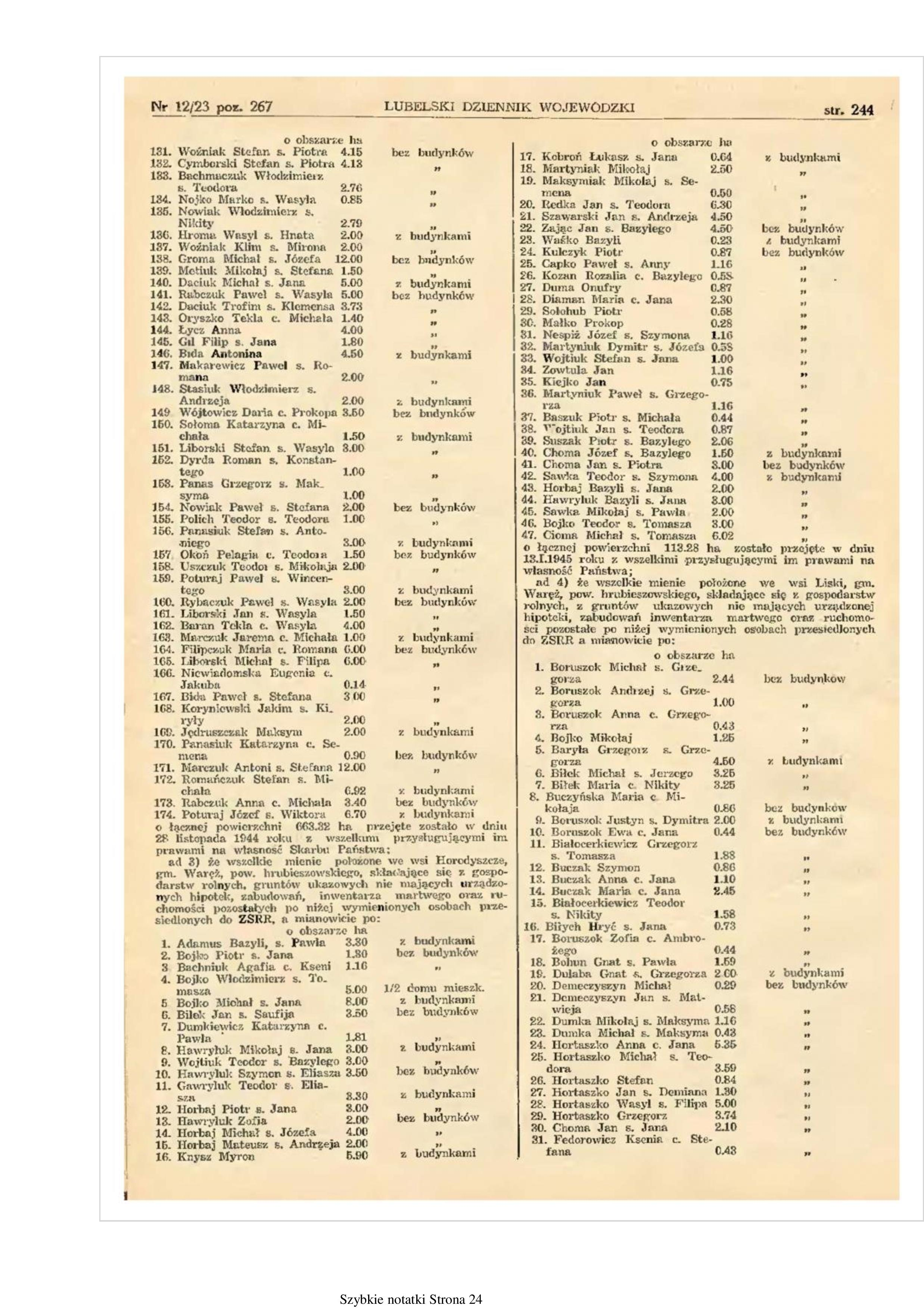
Постанова Президії Народної Повітової Ради в Грубешеві про конфіскацію майна, в Черничині, на користь ПНР, яке залишилося після виселення людей до СРСР(Люблінська державна газета II-6/490/50 від 15.10.1950).Стор.244

На основі пункту 3 § 1 декрету від 5.09.1947 року про конфіскацію майна на користь держави (ПНР), яке залишилося після виселення людей до СРСР (Dz U.R.P.Nr.59 poz.318), а також розпорядження Міністерства Фінансів та Сільського Господарства і Земельних Реформ від 15.08.1948 року, виданого в порозумінні з Міністром Адміністрації Публічної у справі порядку ухвалення рішень щодо конфіскації майна, залишеного особами переселеними до СРСР (Dz U.R.P.Nr.37 poz.271) — Президія Народної Повітової Ради в Грубешеві постановляє: що все майно, що знаходиться в селі Черничин гміни Меняни Грубешівського повіту (Люблінська державна газета II-6/490/50 від 15.10.1950), яке складається з земельних господарств, земельних ділянок на котрі не закладено іпотеки, будинки, інвентар та рухомість, що залишилась після нижче перелічених осіб, переселених до СРСР, загальною площею 663,32 га, конфісковано дня 28.11.1944 року (тобто заднім числом, коли ще не були складені евакуаційні карти переселенців) зі всіма належними їм правами на власність держави (ПНР):
| п/п | Прізвище, Ім'я, по-батькові     | земельна ділянки, га | забудова     | п/п  | Прізвище, Ім'я, по-батькові         | земельна ділянки, га | забудова     |
| --- | ------------------------------- | -------------------- | ------------ | ---- | ----------------------------------- | -------------------- | ------------ |
| 1.  | Волох Петро син Омельяна        | 7,00,                | без будинків | 88.  | Клус Марія донька Степана           | 3,00                 | без будинків |
| 2.  | Бень Степан син Гаврила         | 4,50                 | без будинків | 89.  | Філіпчук Федір син Миколи           | 2,86                 | з будинками  |
| 3.  | Бень Гаврило син Кіндрата       | 4,00                 | без будинків | 90.  | Філіпчук Іван син Федора            | 7,49                 | з будинками  |
| 4.  | Дмитрук Іван син Степана        | 4,80                 | без будинків | 91.  | Гіль Михайло син Федора,            | 4,24                 | без будинків |
| 5.  | Баран Павел син Григорія        | 6,00                 | без будинків | 92.  | Казюк Павло син Семена              | 0,96                 | без будинків |
| 6.  | Хома Михайло син Степана        | 3,14                 | без будинків | 93.  | Метюк Степан син Максима            | 2,00                 | без будинків |
| 7.  | Новосад Павло син Яківа         | 4,07                 | без будинків | 94.  | Грома Павел син Василя              | —                    | —            |
| 8.  | Грома Володимир син Василя,     | 6,00                 | без будинків | 95.  | Грома Степан син Семена             | —                    | —            |
| 9.  | Грома Параска,                  | 10,00                | з будинками  | 96.  | Грома Тимофій син Степана           | 2,63                 | без будинків |
| 10. | Возняк Михайло син Павла        | 2,91                 | з будинками  | 97.  | Грома Павел син Йосипа              | 6,50                 | без будинків |
| 11. | Грома Василь син Йосипа         | 7,50                 | без будинків | 98.  | Семенюк Григорій син Сави           | 2,50                 | з будинками  |
| 12. | Біда Семен син Хоми             | 3,14                 | з будинками  | 99.  | Філіпович Михайло син Василя        | 6,25                 | без будинків |
| 13. | Бень Павло син Федора           | 3,94                 | з будинками  | 100. | Войтович Федір син Михайла          | 2,67                 | з будинками  |
| 14. | Грома Ганна донька Федора       | 5,00                 | з будинками  | 101. | Макарук Михайло син Романа          | 2,28                 | з будинками  |
| 15. | Цейко Федір син Олексія         | 4,06                 | з будинками  | 102. | Демчук Володимир                    | 3,00                 | без будинків |
| 16. | Грома Миколай син Кирила        | 0,73                 | з будинками  | 103. | Лучинець Іван син Федора            | 4,13                 | без будинків |
| 17. | Бахмачук Іван син Василя        | 5,01                 | з будинками  | 104. | Рончук Іван син Семена              | 0,55                 | без будинків |
| 18. | Бібіка Текля донька Василя      | 3,22                 | без будинків | 105. | Санчук Федір син Миколи             | 4,01                 | з будинками  |
| 19. | Новосад Михайло син Якова       | 4,07                 | без будинків | 106. | Цимборский Степан син Гната         | 6,00                 | з будинками  |
| 20. | Макарук Катерина донька Семена  | 3,00                 | з будинками  | 107. | Біда Ганна донька Семена            | 6,55                 | з будинками  |
| 21. | Гіль Федір син Григорія         | 3,47                 | без будинків | 108. | Рабчук Катерина донька Івана        | 4,34                 | без будинків |
| 22. | Гіль Федір син Івана            | 4,50                 | без будинків | 109. | Рабчук Степан син Миколи            | 3,50                 | без будинків |
| 23. | Павлюк Ольга донька Йосипа      | 5,00                 | з будинками  | 110. | Мовяк Михайло син Миколи            | 6,50                 | з будинками  |
| 24. | Мазур Йосип син Семена          | 2,97                 | з будинками  | 111. | Біда Павел син Пантелеймона         | 1,60                 | з будинками  |
| 25. | Цимборска Ганна донька Федора   | 1,44                 | з будинками  | 112. | Бахмачук Іван син Дениса            | 5,70                 | з будинками  |
| 26. | Цейко Володимир син Максима     | 4,98                 | без будинків | 113. | Рибачук Михайло син Петра           | 4,64                 | без будинків |
| 27. | Мазур Михайло син Івана         | 3,44                 | без будинків | 114. | Біда Павел син Пантелеймона         | 3,04                 | без будинків |
| 28. | Демчук Марія донька Фелікса     | 3,00                 | без будинків | 115. | Поліх Михайло син Миколи            | 1,50                 | без будинків |
| 29. | Поліх Софія донька Вікентія     | 1,50                 | без будинків | 116. | Поліх Ганна донька Максима          | 1,50                 | без будинків |
| 30. | Мазур Михайло син Степана       | 3,50                 | без будинків | 117. | Мазур Павло син Дмитра              | 3,92                 | з будинками  |
| 31. | Баран Семен син Григорія        | 2,29                 | без будинків | 118. | Савчук Василь син Омельяна          | 6,04                 | без будинків |
| 32. | Мазур Павло син Семена          | 7,65                 | без будинків | 119. | Бень Володимир син Тимофія          | 3,81                 | без будинків |
| 33. | Сіньковський Степан син Федора  | 4,39                 | без будинків | 120. | Марчук Степан син Антона            | 3,72                 | без будинків |
| 34. | Волох Павел син Івана           | 6,13                 | з будинками  | 121. | Мікітюк Йосип син Йосипа            | 4,43                 | з будинками  |
| 35. | Ліборска Ганна донька Івана     | 6,03                 | з будинками  | 122. | Грома Іван син Петра                | 4,32                 | без будинків |
| 36. | Макаревич Павел син Григорія    | 1,40                 | без будинків | 123. | Сівак Петро син Максима             | 5,21                 | з будинками  |
| 37. | Ліборський Петро син Павла      | 1,40                 | без будинків | 124. | Мовяк Володимир син Степана         | 2,07                 | без будинків |
| 38. | Мовяк Степан син Василя         | 3,12                 | з будинками  | 125. | Мазур Надія донька Семена           | 1,14                 | з будинками  |
| 39. | Возняк Васил син Івана          | 4,13                 | без будинків | 126. | Семенюк Михайло син Василя          | 2,34                 | без будинків |
| 40. | Собчук Омелько син Гната        | 6,04                 | без будинків | 127. | Цимборский Михайло син Петра        | 4,00                 | з будинками  |
| 41. | Цимборский Василь син Михайла   | 4,58                 | з будинками  | 128. | Семенюк Павло син Семена            | 1,50                 | без будинків |
| 42. | Стасюк Степан син Антона        | 2,00                 | без будинків | 129. | Дмітрук Михайло син Степана         | 5,31                 | без будинків |
| 43. | Мазур Семен син Іллі            | 1,14                 | з будинками  | 130. | Демчук Федір син Павла              | 7,00                 | з будинками  |
| 44. | Семенюк Михайло син Романа      | 3,21                 | з будинками  | 131. | Біда Омелян син Григорія            | 5,54                 | з будинками  |
| 45. | Семенюк Анастасія донька Пилипа | 4,47                 | з будинками  | 132. | Захарчук Степан син Григорія        | 3,68                 | з будинками  |
| 46. | Боярский Євген син Йосипа       | 5,88                 | з будинками  | 133. | Клус Микола син Дем'яна             | 6,79                 | з будинками  |
| 47. | Бень Михало син Льва            | 3,03                 | без будинків | 134. | Грома Кирил син Йосипа              | 0,73                 | з будинками  |
| 48. | Осипчук Іван син Грирорія       | 3,72                 | з будинками  | 135. | Вуйтович Степан син Михайла         | 0,72                 | без будинків |
| 49. | Собчук Володимир син Михайла    | 5,00                 | з будинками  | 136. | Панасюк Іван син Лукі               | 3,90                 | без будинків |
| 50. | Бутовский Федір син Василя      | 0,65                 | без будинків | 137. | Вуйтович Павел син Хоми             | 6,00                 | без будинків |
| 51. | Сівак Федір син Дмитра          | 4,16                 | без будинків | 138. | Рабчук Павел син Семена             | 2,72                 | без будинків |
| 52. | Рибачук Олександр син Олексія   | 1,57                 | без будинків | 139. | Семенюк Михайло син Павла           | 2,34                 | з будинками  |
| 53. | Точко Василь син Миколи         | 5,19                 | з будинками  | 140. | Ліборський Степан син Матвія        | 1,24                 | без будинків |
| 54. | Рибачук Петро син Юхима         | 2,19                 | з будинками  | 141. | Ковальчук Федір син Кіндрата        | 3,91                 | без будинків |
| 55. | Чурило Федір син Івана          | 3,00                 | з будинками  | 142. | Чурило Петро син Івана              | 3,94                 | з будинками  |
| 56. | Горощук Сидір син Романа        | 12,00                | з будинками  | 143. | Семенюк Катерина донька Миколи      | 7,89                 | з будинками  |
| 57. | Вашкевич Антін син Пилипа       | 2,85                 | з будинками  | 144. | Самило Іван син Максима             | 1,03                 | без будинків |
| 58. | Рабчук Степан син Василя        | 5,73                 | з будинками  | 145. | Романьчук Михайло син Івана         | 4,50                 | з будинками  |
| 59. | Грелюк Марія донька Василя      | 5,09                 | з будинками  | 146. | Сьвідзіньський Олександр син Романа | 8,54                 | без будинків |
| 60. | Ходачук Ніна донька Самійла     | 8,00                 | без будинків | 147. | Панасюк Іван син Степана            | 3,90                 | без будинків |
| 61. | Романьчук Михайло син Івана     | 3,98                 | з будинками  | 148. | Качорек Антіт                       | 1,00                 | без будинків |
| 62. | Возняк Михайло син Миколи       | 2,91                 | без будинків | 149. | Мазур Олександр син Федора          | 3,73                 | з будинками  |
| 63. | Ліборска Анастасія              | 3,50                 | з будинками  | 150. | Ліборський Федір                    | 4,00                 | з будинками  |
| 64. | Новосад Микола                  | 1,24                 | з будинками  | 151. | Філіпчук Євген                      | 9,03                 | з будинками  |
| 65. | Пітус Павло                     | 9,52                 | без будинків | 152. | Грома Павло син Йосипа              | 8,69                 | з будинками  |
| 66. | Возняк Степан син Петра         | 4,15                 | без будинків | 153. | Цимборский Степан син Перта         | 4,13                 | без будинків |
| 67. | Бахмачук Володимир син Федора   | 2,76                 | без будинків | 154. | Нойко Марко син Василя              | 0,85                 | без будинків |
| 68. | Новяк Володимир син Микити      | 2,79                 | без будинків | 155. | Грома Василь син Гната              | 2,00                 | з будинками  |
| 69. | Возняк Клим син Мирона          | 2,00                 | з будинками  | 156. | Грома Михайло син Йосипа            | 12,00                | без будинків |
| 70. | Метюк Микола син Степана        | 1,50                 | без будинків | 157. | Дацюк Михайло син Івана             | 5,00                 | з будинками  |
| 71. | Рабчук Павло син Василя         | 5,00                 | без будинків | 158. | Дацюк Трофим син Климента           | 3,73                 | без будинків |
| 72. | Оришко Текля донька Михайла     | 1,40                 | без будинків | 159. | Лич Ганна                           | 4,00                 | без будинків |
| 73. | Гіль Пилип син Івана            | 1,80                 | без будинків | 160. | Біда Антоніна                       | 4,50                 | з будинками  |
| 74. | Макаревич Павел син Романа      | 2,00                 | з будинками  | 161. | Стасюк Володимир син Андрія         | 2,00                 | з будинками  |
| 75. | Вуйтович Дарья донька Прокопа   | 3,50                 | без будинків | 162. | Солома Катерина донька Михайла      | 1,50                 | з будинками  |
| 76. | Ліборський Степан син Василя    | 3,00                 | з будинками  | 163. | Дирда Роман син Констатина          | 1,00                 | з будинками  |
| 77. | Панас Григорій син Максима      | 1,00                 | з будинками  | 164. | Новяк Павел син Степана             | 2,00                 | без будинків |
| 78. | Поліх Федір син Федора          | 1,00                 | без будинків | 165. | Панасюк Степан син Антона           | 3,00                 | з будинками  |
| 79. | Окунь Пелагія донька Федора     | 1,50                 | без будинків | 166. | Ущук Федір син Миколи               | 2,00                 | без будинків |
| 80. | Потурай Павло син Вікентія      | 3,00                 | з будинками  | 167. | Рибачук Павло син Василя            | 2,00                 | без будинків |
| 81. | Ліборський Іван син Василя      | 1,50                 | без будинків | 168. | Баран Текля донька Василя           | 4,00                 | без будинків |
| 82. | Марчук Ярема син Михайла        | 1,00                 | з будинками  | 169. | Філіпчук Марія донька Романа        | 6,00                 | без будинків |
| 83. | Ліборський Михайло син Пилипа   | 6,00                 | без будинків | 170. | Нєвядомска Євгенія донька Яківа     | 0,14                 | без будинків |
| 84. | Біда Павел син Степана          | 3,00                 | без будинків | 171. | Кориневский Юхим син Кирила         | 2,00                 | без будинків |
| 85. | Єндрущак Максим                 | 2,00                 | з будинками  | 172. | Панасюк Катерина донька Семена      | 0,94                 | без будинків |
| 86. | Марчук Антін син Степана        | 12,00                | без будинків | 173. | Романьчук Степан син Михайла        | 6,92                 | з будинками  |
| 87. | Рабчук Ганна донька Михайла     | 3,40                 | без будинків | 174. | Потурай Йосип син Віктора           | 6,70                 | з будинками  |

### Мешканці Черничина в'язні табору в Явожні
В період 16-21 червня 1947 року відділом Групи Операційної 3 Дивізії Піхоти, після проведення облав на людей в Черничені, Гребенному, Крилові, Сєдліска, Вербове, до яких були підозри, що до вспівпраці з українським підпіллям, було заарештовано 45 осіб.. Серед заарештованих були мешканці Черничина: церковний староста Мазур Іван та Семенюк Михайло.
У табір для українців в Явожні перебували мешканці Черничина :
- Євгенія Дацюк;
- церковний староста Мазур Іван;
- Михайло Семенюк син Петра та Катерини з дому Єремчук (27.02.1921-02.11.2008), за професіює селянин-столяр.

Мобілізований в 1944 році до 1 Армії Війська Польського. Брав участь у визволенні Польщі від німецьких загарбників. Після повернення з фронту в 1945 році був направлений до Вищої Піхотної Офіцерської Школи №1 імені Тадеуша Костюшко в Кракові. Демобілізований в 1946 році повернувся до Черничина. Під час операції «Вісла» був арештований в пересилочному пункті в Вербковичах і запроторений до вязниці в Повітовому Управління Громадської Безпеки в Грубешеві. Там йому відібрали військове документи посвідчуючі військову службу під час війни. 
Михайло Семенюк був конвойований до в'язниці в Томашові звідки після слідства, від 01.07.1947 відбував покарання до 31.01.1948 року у таборі для українців в Явожні з табірним номером 7/2418. 
Після звільнення з табору, був висланий під конвоєм до Любліна. Повертатися до Черничина не було до кого. Рідну сестру Марію Семенюк та двоюрідного брата Семена Возняка депортували на Волинь, а рідного брата Івана Семенюка в рамах операції «Вісла» виселили на «землі відзискані» до Нижньосілезького воєводства де він осів в Щавно-Здруй разом зі своєю дружиною з Черничина Надія С. В родинній хаті, що чудом вціліла в Черничині, була зайнята поляками, що переселилась до Черничина. Михайло Семенюк змушений був оселитися в Грубешеві, а пізніше перенісся до Валбжиху поближще до брата та піти працювати на вугільну шахту й укладати собі власне життя.

### Операція «Вісла» в Черничині.
Відділи Групи Операційної 3 Дивізії Піхоти Війська Польського липневим ранком 1947 року оточило Черничин та зігнало селян перед церквою і оголосило про початок акції виселеня українців — початок операції «Вісла». На зібрання селянам було дано 5 годин, все майно повинно було зміститися на двох возах, залишене майно військо переймало на власні потреби. Нерухоме майно, після забезпечення військом, повинно було переходити до місцевої адміністрації. В дійсності, більшість господарств залишилося без забезпечення та було розкрадане польськими жителями. Як згадує Текля Ліборска з Черничина:
«З села вирушили під вечір. По небі пливли сірі хмари, починав накрапати дощ. Людям тяжко було на душі. Виганяють нас з нашої землі, під конвоєм, в далеку невідому дорогу. Босо, в дощ, ідемо по бруківці, женемо нещасні кози і бідну ялівку. Глибокою ніччю дістались збірного пункту в Вербковичах. Біля станції було обгороджено пів морга поля колючим дротом — де всіх депортованих українців з навколишніх сіл зганяло військо. Кілька страшних днів проводимо за колючим дротом. Багаж скинутий на землю, а ми біля нього безбронні, перестрашені, безчинні, в очікуванні на найгірше. День — як рік. До табору весь час прибувають нові люди. Серед нас ходять солдати і якісь чоловіки вдягнуті по-цивільному, контролюють, заберають молодих, б'ють, арештовують, крадуть. Атмосфера є гнітюча. Від людей з Гонятина дізнаємось, що наш брат Євген (Ліборський) потрапив до рук безпеки. Мама дуже переживає. Рвемо та кидаємо в річки українські документи, свідоцтва та знимкі. Солдати забирають мене і сестру — нас арештовують. Тримають нас в окремих наметах, допитують. Розпачена мама хоче втопитись в річці. Її світ зненацька завалився — троє дітей арештовано, а доля чоловіка — невідома. Довезли нас поїздом (з Вербковиць) до Любліна. Тут розділили мешканців Черничина та інших сіл, перевантажили в різні ешелони. Перед цим було нас 49 родин, таке невеличке село… А після поділу село перестало існувати. Не могли ми зоріюнтуватися, які минаємо станції, бо везли нас в закритих вагонах, переважно вночі. Протягом дня поїзд затримувався в чистому полі. Жінки часом діставали від машиніста трохи вугілля та кипятили воду. Ніхто не цікавився станом нашого здоров'я, а чи мами щось поїсти. Не було де вмитися, а про прання не було і мови. Тітка Ольга мала п'ятимісячну дитину, яку годувала грудьми. Протягом усієї дороги, ні разу не випрала пелюх. Лежали брудні і жахливо смерділи. Витягувала зі скрині вбрання, рвала їх на пелюхи та перепелинала дитину. Коли в Ольштині хотіла піти за водою, солдат її не дозволив, сказав, що застрілить.».
Під час проведення операції «Вісла» в період 16-20.07.1947 року з Черничина було вивезено на «землі відзискані» (Вармінсько-Мазурське воєводство, Західнопоморське воєводство) 201 людину, залишилося 360 людей національності польської, залишилося 9 осіб української національності зі змішаних родин. Після закінчення операції «Вісла» практично не залишилося українців у Черничині.
На знак протесту проведення операції «Вісла» українські боївки УПА провели акцію допалення українських господарств, що залишилися після вивезення українців с села. Так 8-9 серпня 1947 року підпалено колонію Черничин, Масломечі, Вербове в повіті грубешівським. Було знищенно 88 житлових та господарчих будинків..
Під час польсько-українського конфлікту та під час виселення українців з Черничина багато господарств колись багатолюдного села перестало існувати і до сьогодні де-не-де видніють залишені після них тільки зарослі елементи фундаментів та старі дерева.

## Повоєнне життя села
Після «остаточного розв'язання» українського питання в Черничині на землі вигнаних українців почали напливати польські репатріанти з УРСР та польське населення з теренів білгорайщини, яке поласилося на вцілілі залишені господарства українців та родючі поля чорнозему, що втратили назавше своїх споконвічних господарів.
1964 року в Черничині проведено електрифікацію.
В 1970 році покладено асфальт на дорозі воєводського значення № 844, яка з'єднує Черничин з Грубешевом та Холмом.
В 1994 році було повністю проведено телефонізацію села.
В 1997 році в Черничині закінчено будову водопроводу.
На сьогодні в Черничині існує :
- Добровільна Пожежна охорона;
- Бібліотека та світлиця ґмінного осередку культури;
- Сільськогосподарський гурток;
- Магазин споживчо-промисловий.

Згідно з переписом у 2004 році, в Черничині проживало 797 жителів.
За національним переписом населення (III 2011 р.) Черничин налічують 692 мешканців і є найбільшою місцевістю в гміні.

## Повоєнна доля мешканців Черничина
Сьогодні нікого вже не зустріните в Черничині, хто би міг пам'ятати про корінних православних жителів Черничина.
Повоєнна завія, переселення Українців, операція Вісла — привели до остаточного розв'язання українського питання в Черничині та по всій Холмщині. Одиниці з тих кому вдалося вижити та залишитися в Черничині — одружились, поміняли прізвища, поміняли віру. Їх могили загубились серед інших могил на католицькому цвинтарі в селі.
Якщо почуєте в селі українську мову та побачите людей у вишиванках — це приїхали з України нащадки депортованих українців відвідати могили своїх предків і запалити свічку пам'яті та скорботи.
Сьогодні нащадків з Черничина ви зустрінете в : Київ, Луцьк, Шептицький, Рівне, Тернопіль, Білосток, Ківерці, Ярославичі, Березовичі, Валбжих, Вроцлав.

## Черничани у Армії УНР
- Макарук Петро Павлович — сотник Армії УНР.

## Черничин на мапах

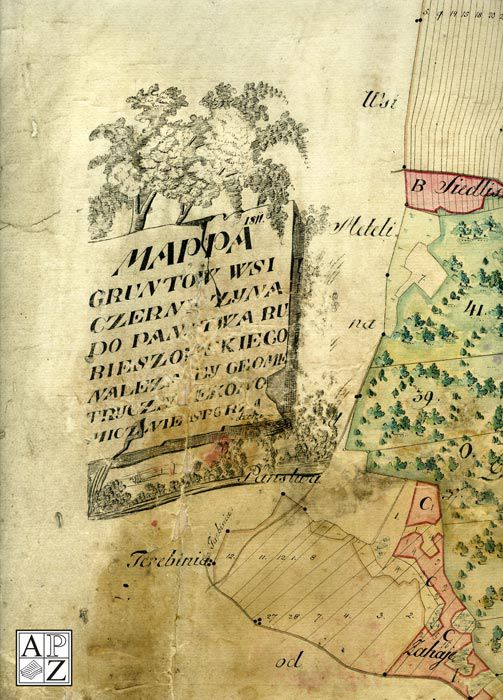
Найстарша мапа с.Черничин.1811р.
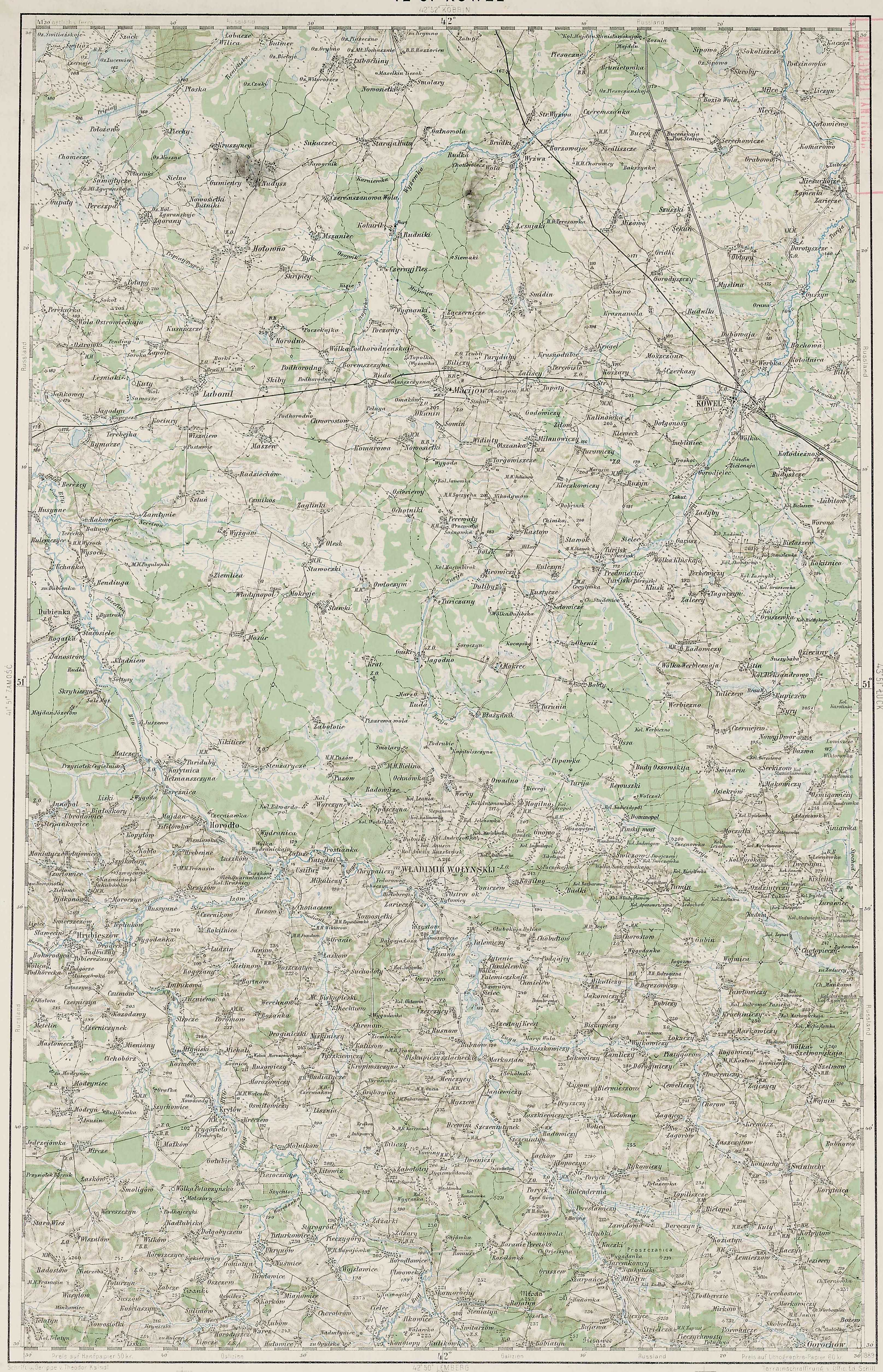
с.Черничин на військовій мапі Австро-Угорської імперії з 1889р.
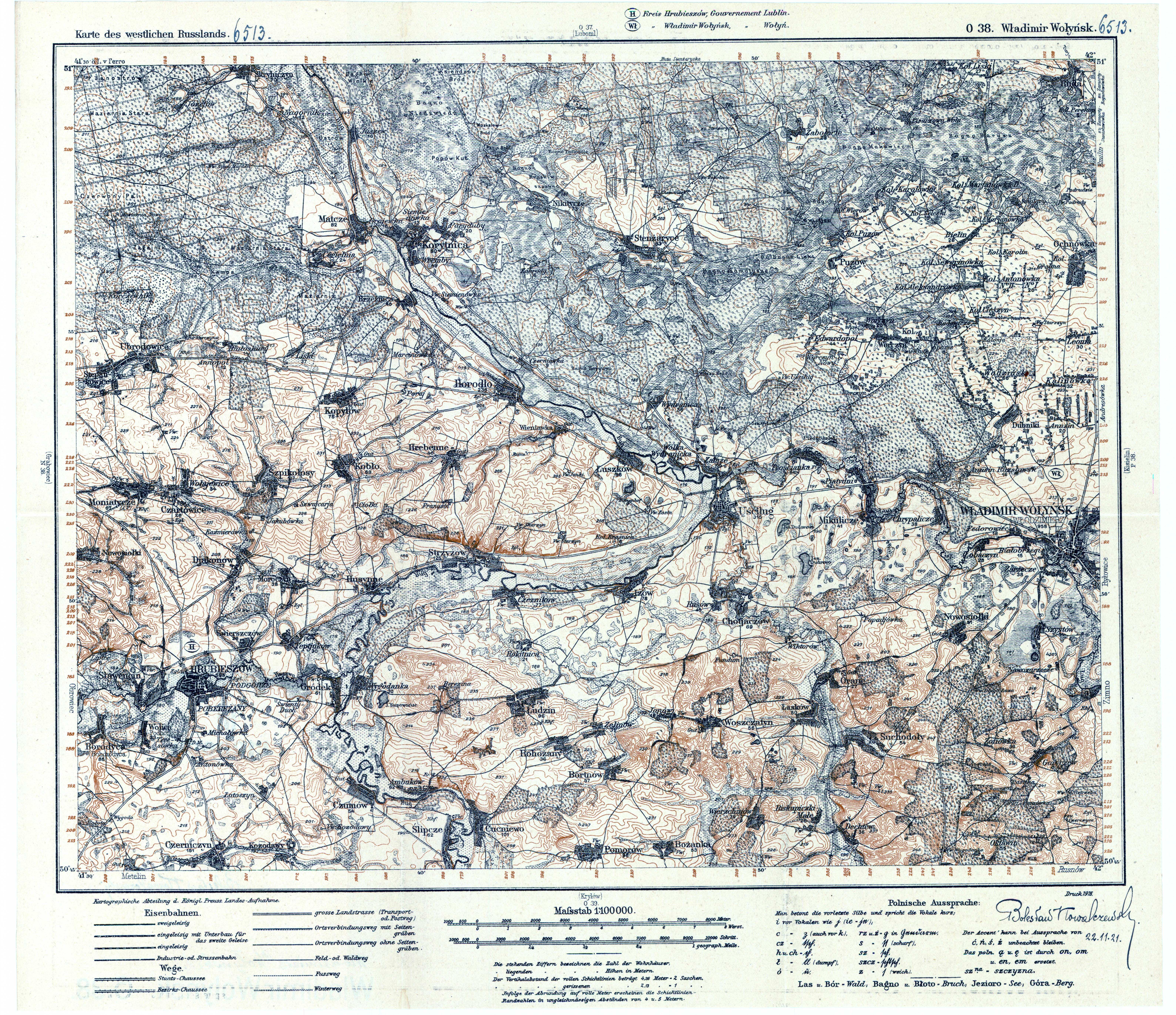
с.Черничин на німецькій військовій мапі з 1915 року
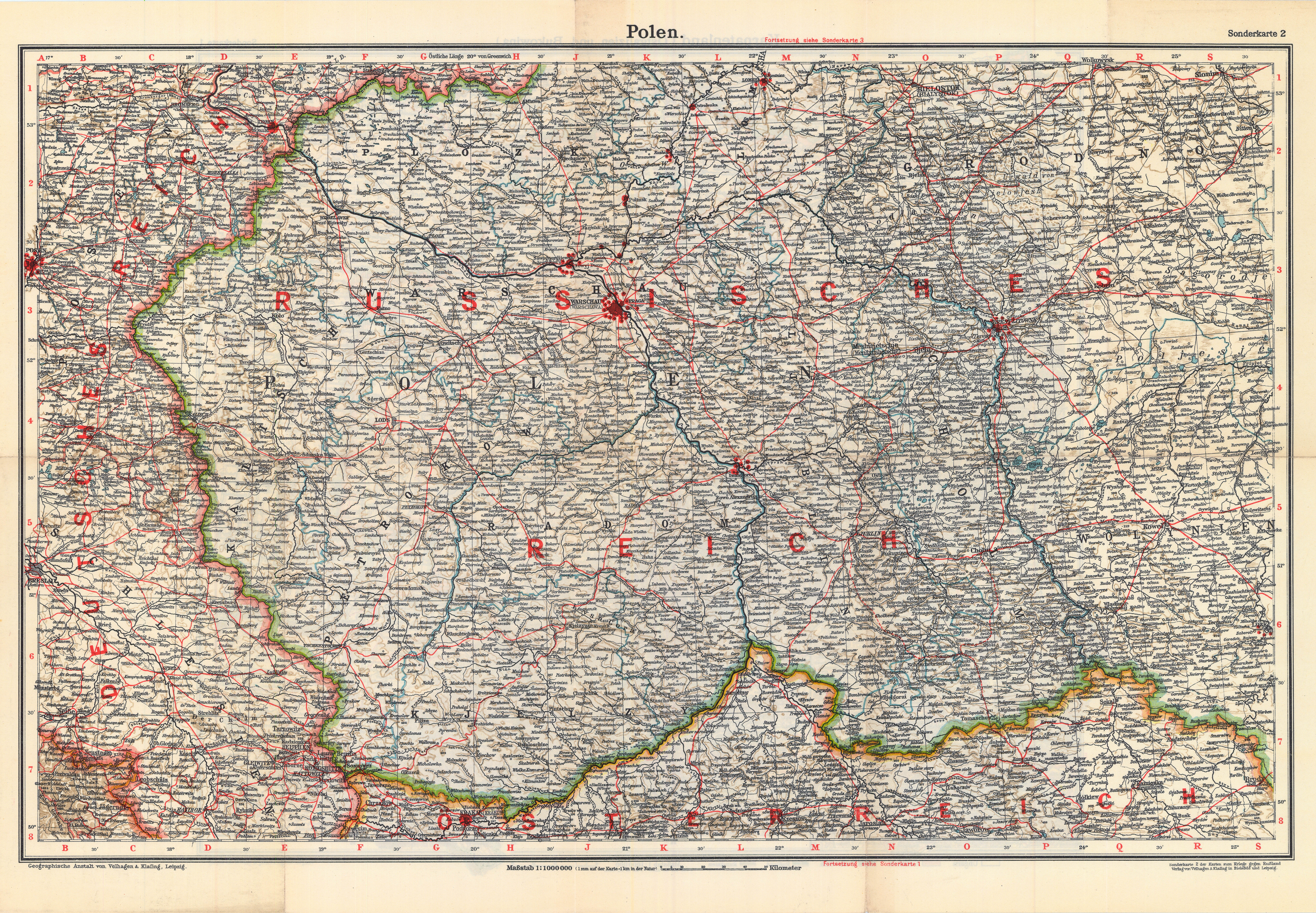
с.Черничин на військовій німецькій мапі з 1916р
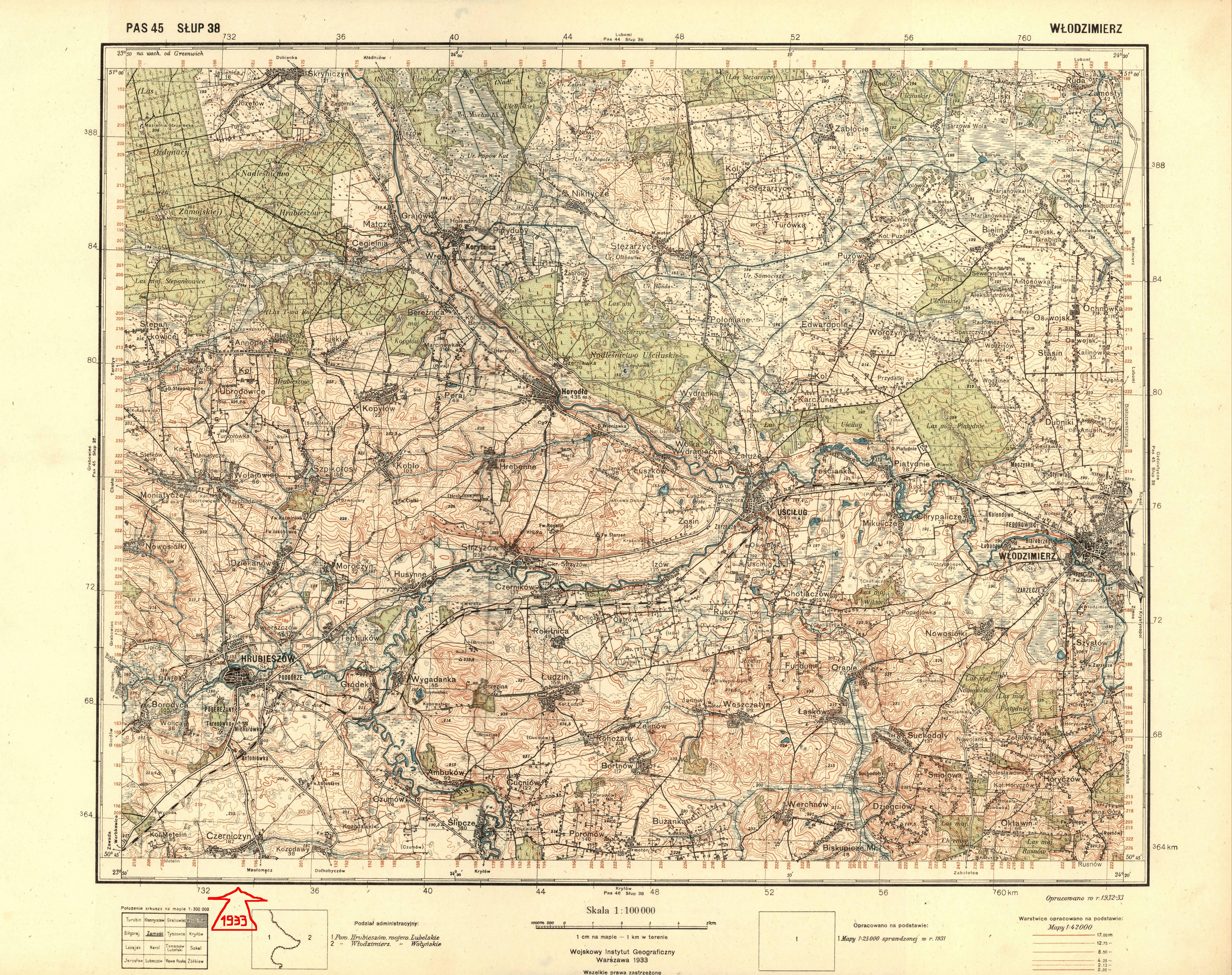
с.Черничин на мапі польського військового географічного інституту 1933р.
с.Черничин на окупаційній німецькій мапі з 1940 р.
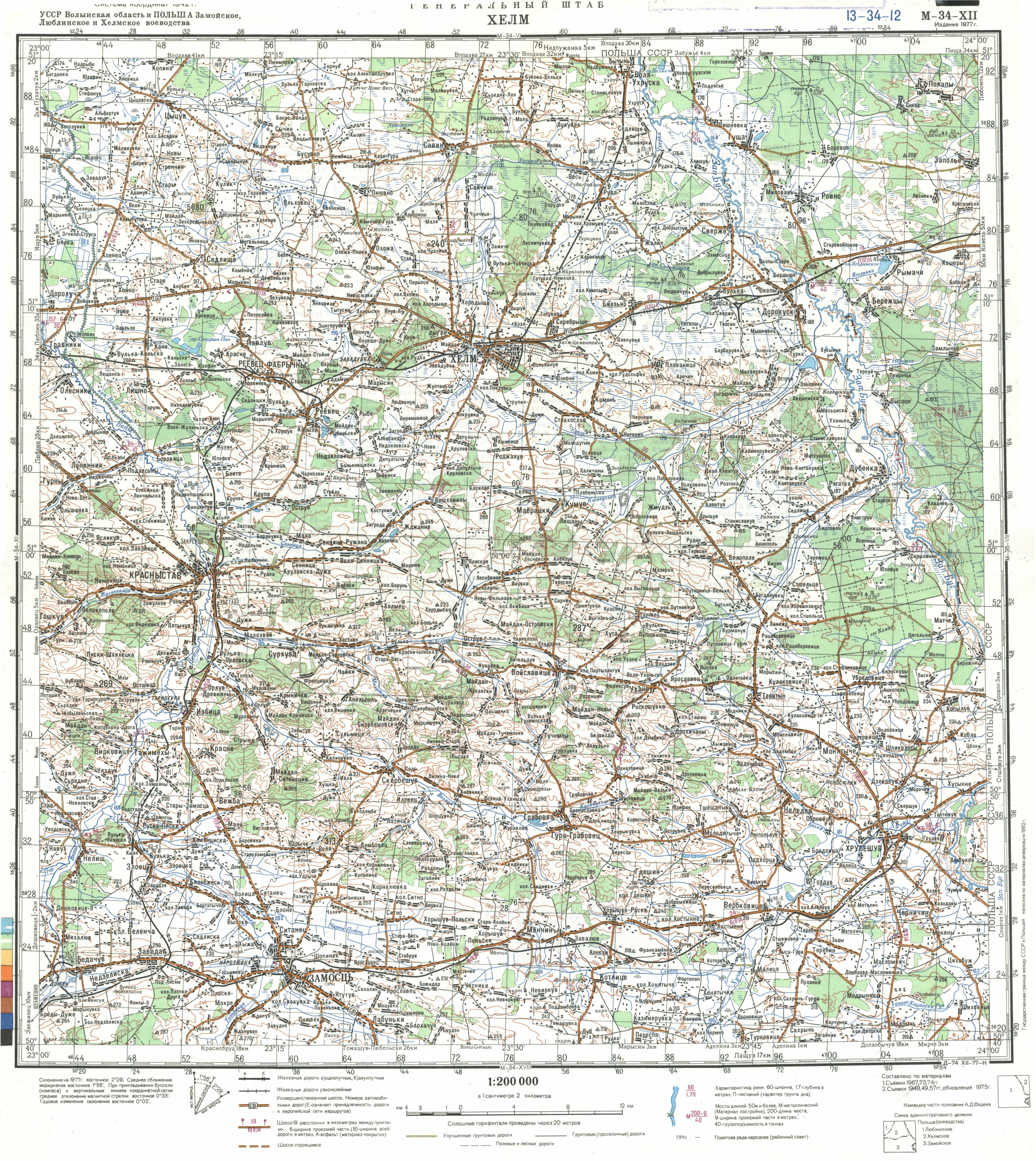
с.Черничин на мапі Генерального Штабу СРСР з 1977р.

## Мешканці Черничина
- БАХМАЧУК Василь (1930 р.н.,с. Черничин — 2016 р. м. Київ, Україна) — кандидат технічних наук, автор 65-ти публікаціи, 8 авторських свідоцтв і патентів на винаходи, відзначений нагрудним Знаком «Винахідник СРСР».
- БЕНЬ Степан (1940 р.н. в Черничині). У 1944 році він втратив матір, а батько, з трьома дітьми, погодився, щоб Степан буде під опікою дядька по материній лінії, який, в обаві за своє життя, переїхав до Володимира-Волинського. Незабаром батько і діти були переміщені в рамках акції «Вісла» до Венгожево на Вармії і Мазурах. У 1957 р. Повернувся до батька, навчався в педагогічній вищій школі з українською мовою викладання в Бартошицях, закінчив середню школу в Легниці та українську філологію у Варшавському університеті (1966). Майже 40 років разом з дружиною Ольгою був викладачем початкової школи з українською мовою в Банях Мазурських. Освітньо-культурний діяч, нагороджений Міністром освіти і відзначений Золотим Хрестом За заслуги.
- БОЙКО (прізвище по чоловіку) Ніна Іванівна (23.02.1944,р.н., в с. Черничин) — професор кафедри факультетської хірургії (від 1992). Закінчила медичний факультет Львівського медичного інституту (1971). Працювала: інтерн із хірургії Луцької обласної лікарні (1971—1972); хірург Рожищенської центральної районної лікарні Волинської обл. (1972-75); клінічний ординатор (1975-77), асистент (1977-89), доцент (1989-92), професор (від 1992) кафедри факультетської хірургії/хірургії № 1 Львівського медичного університету. Кандидат медичних наук (1979), доцент (1991), доктор медичних наук (1991), професор (1996).[117]
- ВАШКЕВИЧ Антін син Пилипа (14.08.1915 р.н., в с. Черничин — 14.08.2002 р., м. Ківерці, Волинська обл., Україна) до 1938 року був членом КПЗУ, брав учась в польський оборонній війні 1939 р. як канонір в 2 полку важкої артилерії Холмщини, ім.великого гетьмана коронного Яна Замойського, 3 батарея, взятий в полон 18.09.1939 р. біля Ілова, пройшов 3 німецькі військові концентраційні табори: пересильний табір в Westwalenhof, Шталаг II-B Hammerstein-Schlochau до 24.05.1940, № полоненого 13764, потім був перенесений до Шталаг VIII-B в Ламбіновіцах. Був вибраний солтисом в Черничені 1940—1945 р. В 1945 році виселений з родиною до Миколаєвської області в Україні.
- ГІЛЬ Василь - солтис в Черничині 1939 року.
- ГРОМА Володимир, син Гната та Феклі з дому Рабчук, нар. 2.03.1900 р. в Черничині, сержант Державної Поліції. В 1933 р., ніс службу на постерунку в Єнджейові, звідки 1.09.1934 р., був перенесений до Козеницького повіту за розподілом на постерунок в Гловачові, як комендант. Ступінь сержанта отримав 1.01.1938. Нагороджений пам'ятною медаллю за Війну 1918—1921 р. Від 6.06.1939р і до початку війни в вересні 1939 р., комендат постерунку в Гарбатці. Потрапив до радянського полону після 17.09.1939 і був в'язнем Осташківського табору НКВС, розстріляний ??.??.1940 р., в Мєдноє (Росія, Тверської обл.)[118].
- ГРОМА Володимир, син Йосафата (1890 р.н., с. Черничин) мешканець Харкова, за освітою інженер-технолог, українець, був арештований 12.08.1937 року та осуджений 28.10.1937 р., двійкою за звинувачення 54-6-9 (антрирадянські настрої, проведення контрреволюційної агітації, проведення шпигунської та розвідувальної роботи для німецької розвідки і організацію диверсійних груп на підприємстві). Розстріляний в Харкові 08.11.1937 р. Реабілітований 08.08.1956 р[119].
- ЛІБОРСЬКИЙ Євген (06.01.1923 р.н., с. Черничин — пропав безвісти, жовтень 1949 р.), командир СБ 3 району, псевдо «Роман», зраджений Леоном Лапінським «Зеноном», пропав безвісти в жовтні 1949 р., в Олесниці Вроцлавського воєводства, Польща.
- ЛІБОРСЬКИЙ Михайло (14.09.1914 р.н.,с. Черничин — 15.08.1942 р. Аушвіц), до 1938 року член КПЗУ, арештований німецькою жандармерією та відправлений до в'язниці на замок в Любліні, а після завершення допитів та слідства, був висланий 21.06.1942 до концентраційного табору Аушвіц де і загинув, № в'язня 40472.
- НЕВІДОМСЬКИЙ Володимир (1926-07.01.1946), нар. в с. Черничин, Грубешівського повіту, в родині селянина, незакінчена школа, Старший брат був в УПА і в лютому 1945 року він також пішов в УПА, псевдо «Перемога». Ст. стрілець, кулеметник. Загинув 07.01.1946 р., попавши в засідку НКВС під лісом біля с. Вілька Потуржинська. Місце поховання невідоме, тіло забрав ворог.
- ПАВОНСЬКИЙ Михайло (1923 р.н., с. Черничин — † 26.02.1946, с. Ліскі), нар. 1923 р. в с. Черничин Грубешівського повіту у селянській родині. Бунчужний у сотні «Вовки-3» ст.,віст., псевдо «Палій». Загинув 26.02.1946 р., в бою з військами НКВС. Похований в урочищі Білосток біля села Ліскі, Грубешівського повіту на Холмщині разом з 41 побратимами, що загинули в цьому бою.
- ПАВОНСЬКИЙ Микола «Палієнко» (1919 р.н., с. Черничин пов. Грубешів), член ОУН, в УПА від 10.1946 р., де був членом сотні Євгена Янчука «Дуди», від осені 1947 р. член групи «Юрка», від лютого 1949 р. член фіктивної сітки «Зенона», арештований 16.І.1954 р., засуджений на тюрму.
- САБАРНА Михайло (приблизно 1920 р.н. , с. Черничин) — член УПА, політичний в'язень таборів в Норільську та Красноярську. Учасник Норільського повстання. Після звільнення в 1956 році оселився на Волині.[120]
- СИВАК Володимир син Петра і Анни (*01.09.1923 — † 01.09.1948), народився у селі Черничин Грубешівського повіту, в селянській родині, освіта — 2 класи гімназії. Рідний брат Сивака Євгена. Незакінчена школа. Після виселення українців з підгрубешівських сіл до України, він зорганізував невеликий відділ УПА, біля 25 осіб, що оперував у цій околиці. Сотенний, псевдо «Зірка», ст. бул., у сотні «Вовки-3». 18.01.1946 року потрапив у засідку НКВС в селі Масломичі. Засуджений Військовим судом і розстріляний в Любліні 01.09.1948. Похований ймовірно на комунальному цвинтарі при вул. Уніцка в Любліні.
- СИВАК Євген (*16.02.1927 — † 26.02.1946, Ліскі), нар. 16 лютого 1927 р. в с. Черничин Грубешівського повіту у селянській родині. Рідний брат Сивака Володимира. Закінчив 7 класів гімназії в Сокалі, підстаршинську школу УПА на Волині у 1943 р. і старшинську школу УПА «Олені» в Карпатах у 1944 р., ст. віст. Повернувши в рідні сторони був призначений ройовим сотні «Вовки», псевдо «Гайда», у 1945 р. — інструктором у новій сотні «Вовки II». Двічі поранений — легко і тяжко, в засідці на «Юрченка». 2 лютого 1946 р. був назначений командиром пвд. «Вовки III». Загинув 26.02.1946 р., в бою з військами НКВС. Похований в урочищі Білосток біля села Ліскі, Грубешівського повіту на Холмщині разом з 41 побратимами, що загинули в цьому бою.

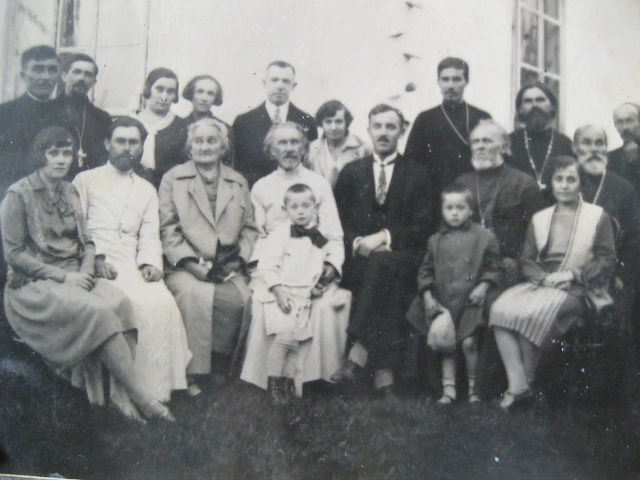
Черничин плебаня. По середині сидить о. П.Куркевич. Крайній зліва о. І.Сегеда. 20-ті р. XX ст.
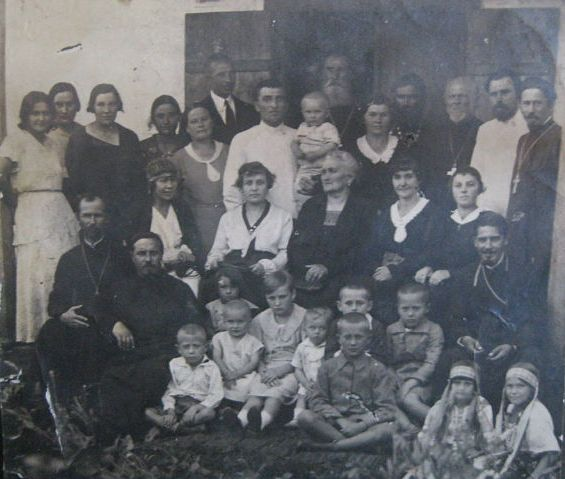
Поч. 30-х ХХ ст. Черничин, плебаня о. І.Сегеда (біла сорочка), за ним А.Денисевич, другий праворуч о. О.Денисевич (у білому), ліворуч сидить з борідкою о. І.Денисевич.
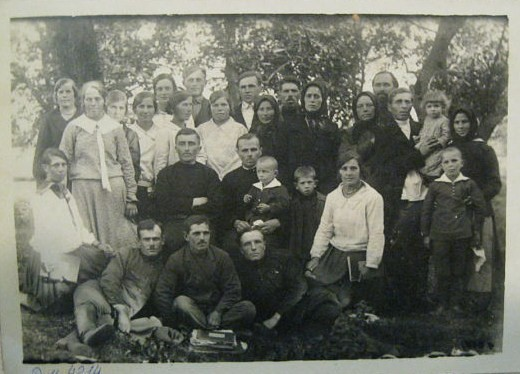
Жителі Черничина з о. І.Сегеда. 30-ті р. XX ст.
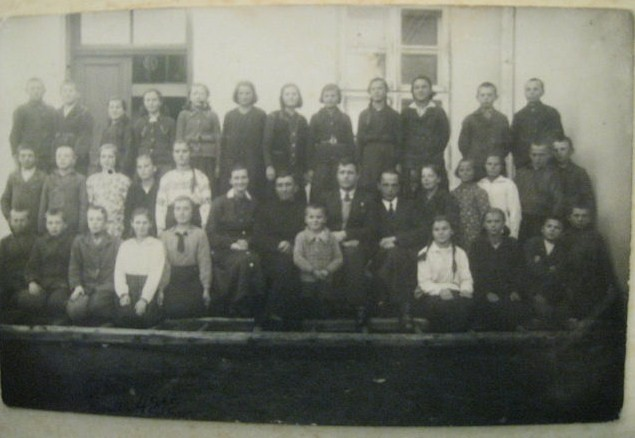
Черничин. Учні старших клас та учителі, священник І.Сегеда. 30-ті р. XX ст.
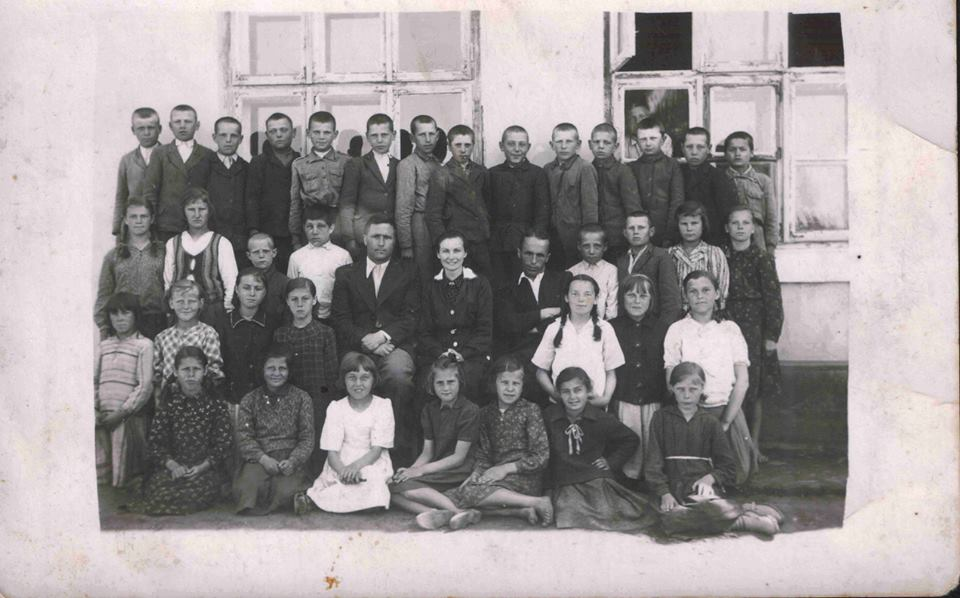
Черничин 1930-1938 рр. Вчителі, священник о. Ілля Сегеда, учні.
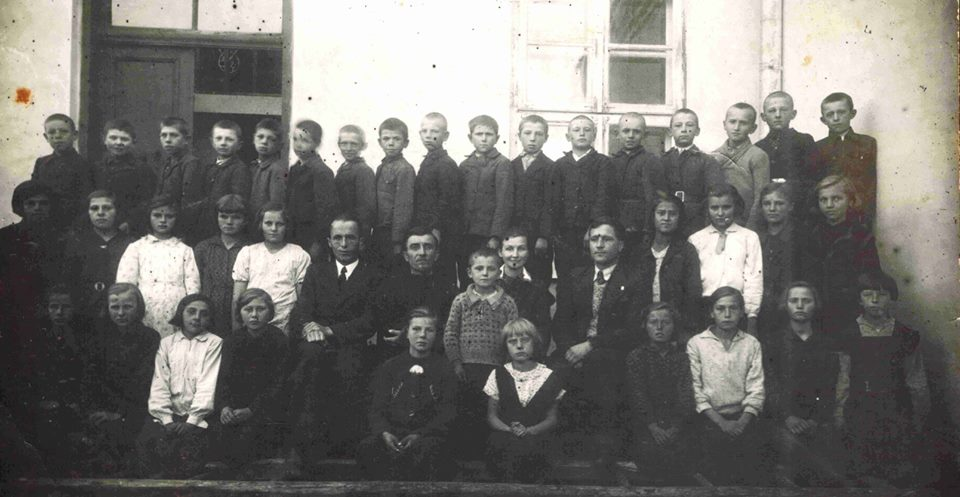
Черничин, 1930-1938р.р.5 клас учня Возняк Павел.
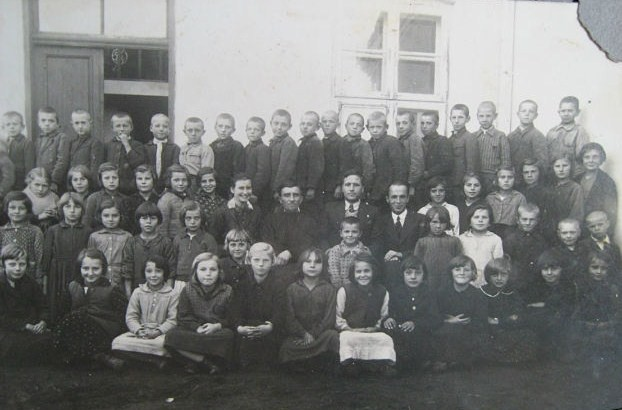
Школа початкова в Черничині. Учні, вчителі, о. І. Сегеда. 30-ті р. XX ст.
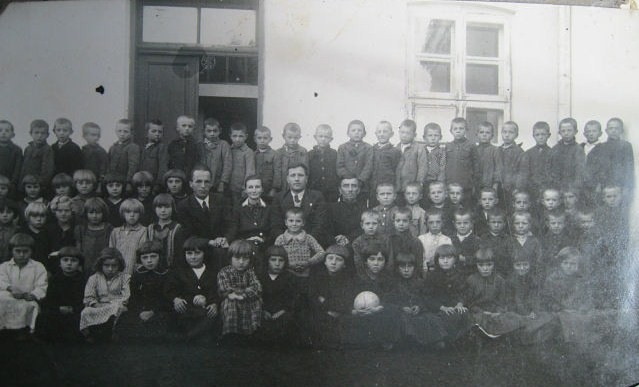
Черничин. Учні, вчителі, о. І.Сегеда біля школи. 30-ті р. XX ст.
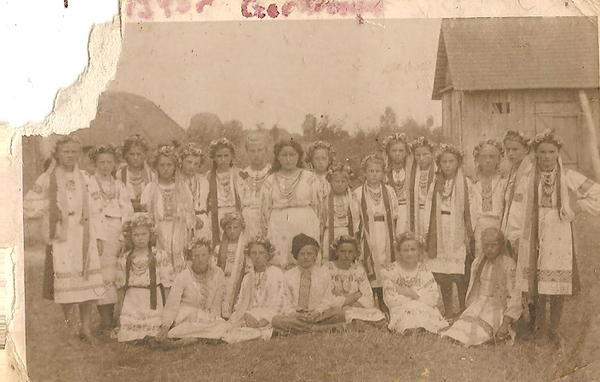
Діти в національному одязі. Черничин. 1940
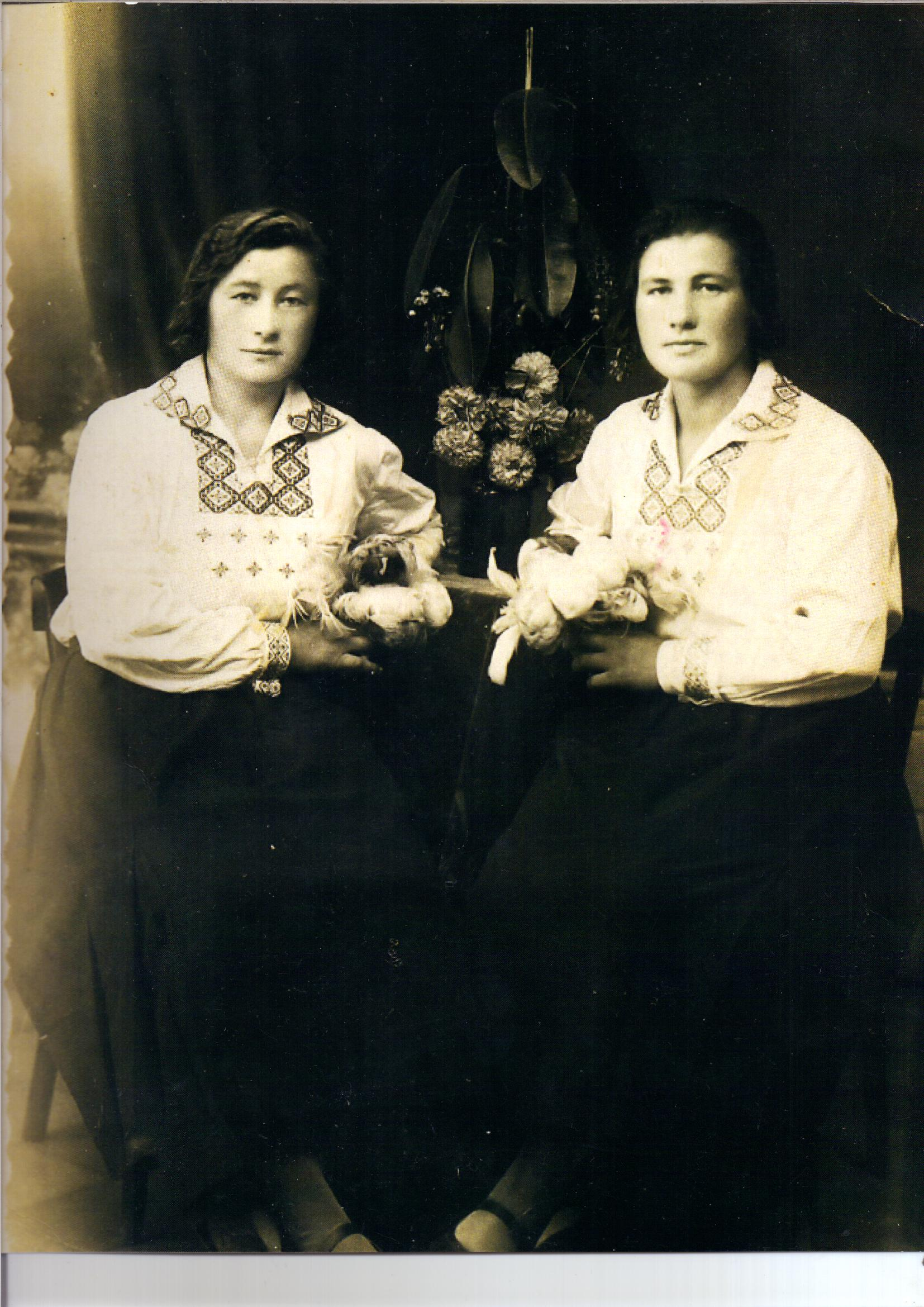
Дівчата з Черничина в національних вишитих сорочках Холмщини. Зліва М.Ліборска. 30-ті р. XX ст.
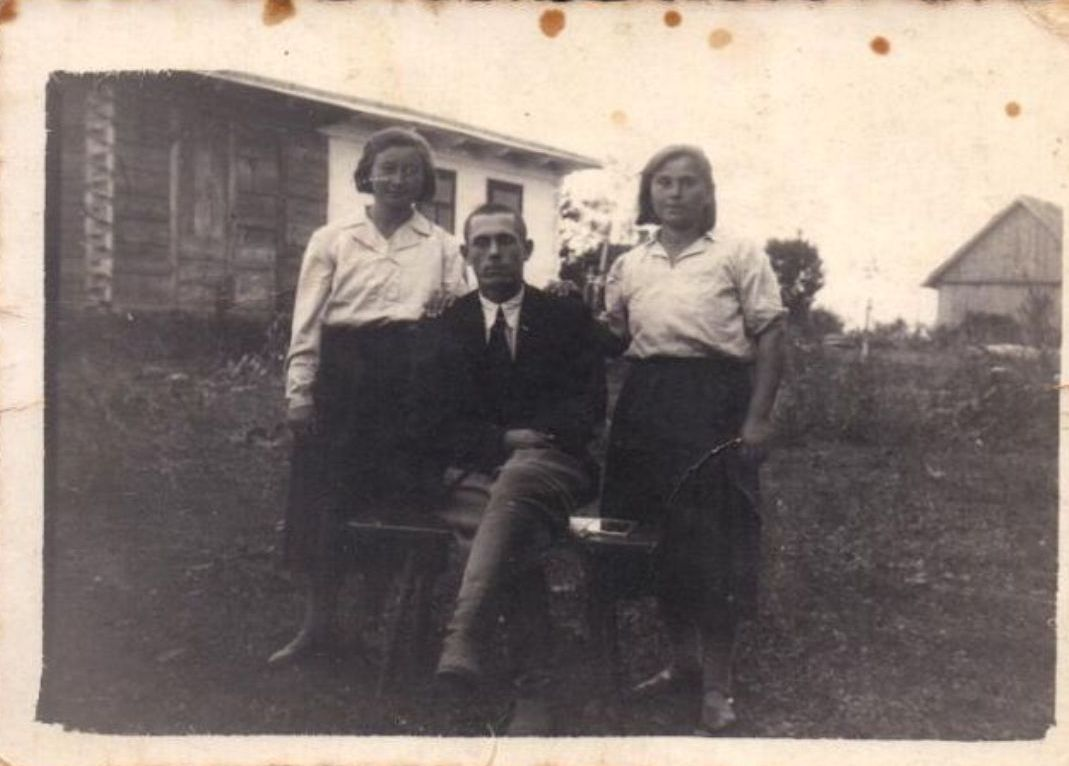
с.Черничин, Ліборскі сестра Марія і брат Михайло, Агріпіна Волох. Кін. 30-х XX ст.
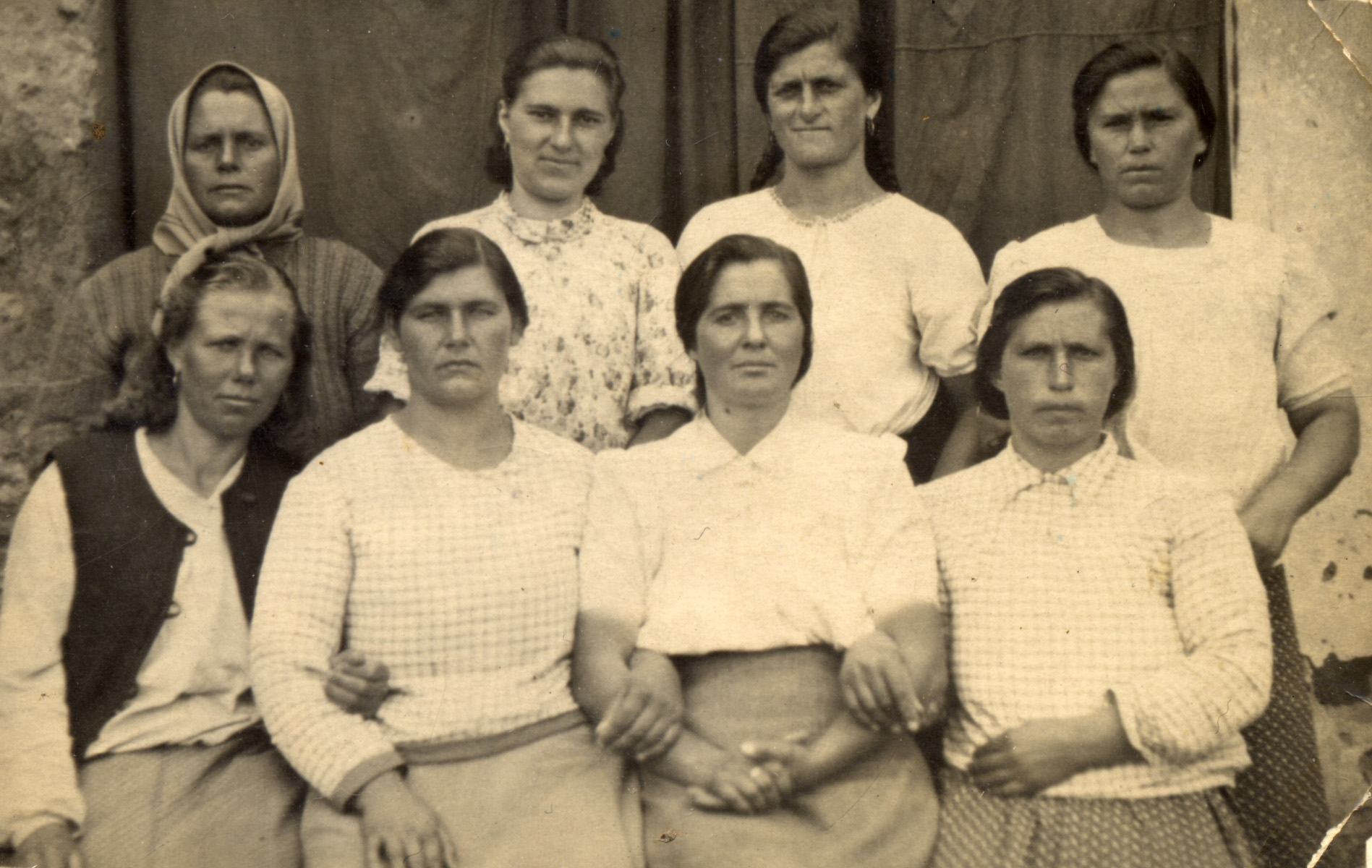
с.Черничин. Кін. 30-х XX ст. Стоять: Марія Казюк (блюзка в квітки), крайня без хустки — Агріпіна Волох. Сидять Павлюк Ольга, Ганна Боярска.
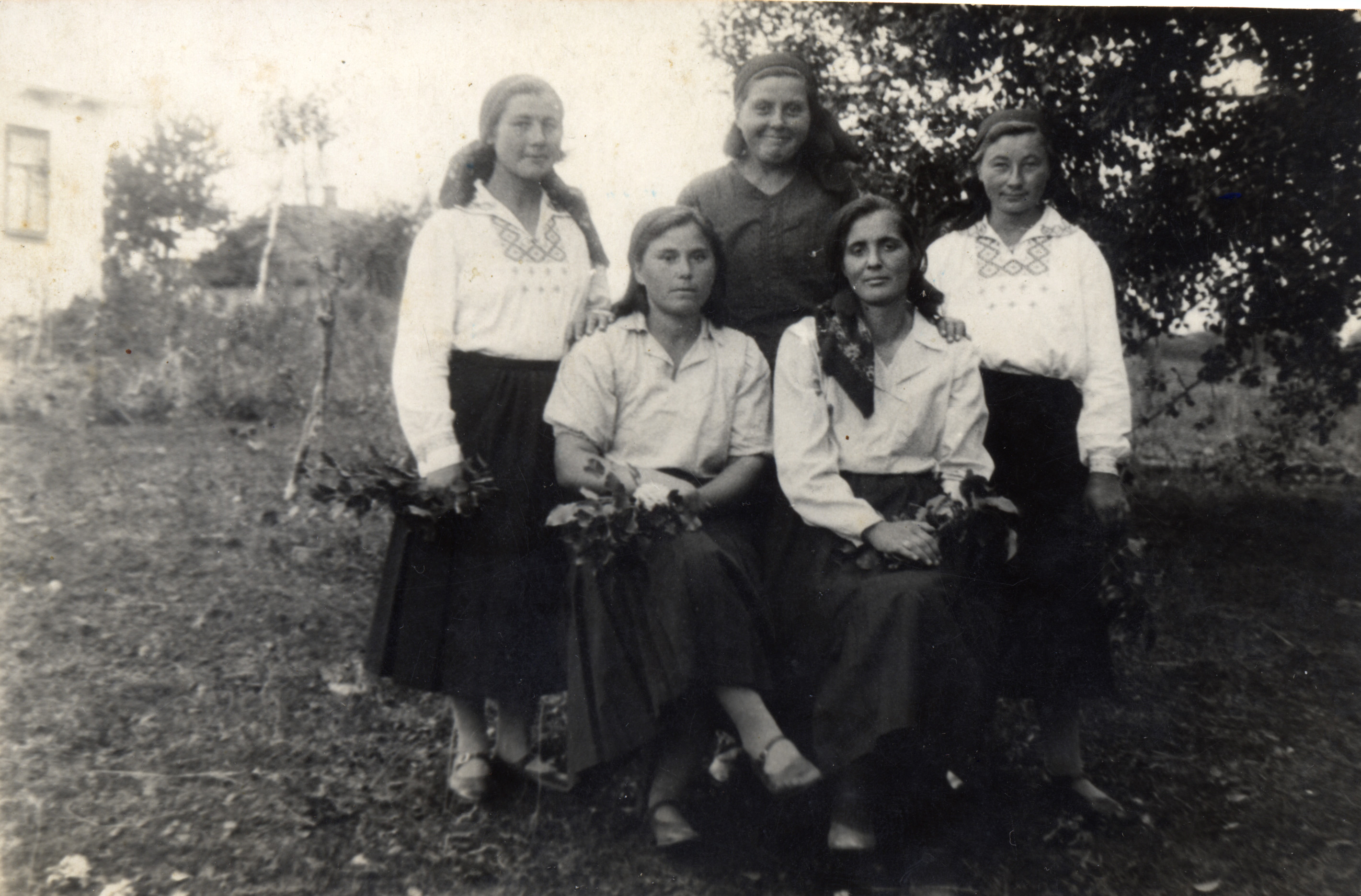
с.Черничин. 30-ті р. XX ст. Дівчини в саді. З права стоїть Марія Ліборска, сидить Ганна Боярска
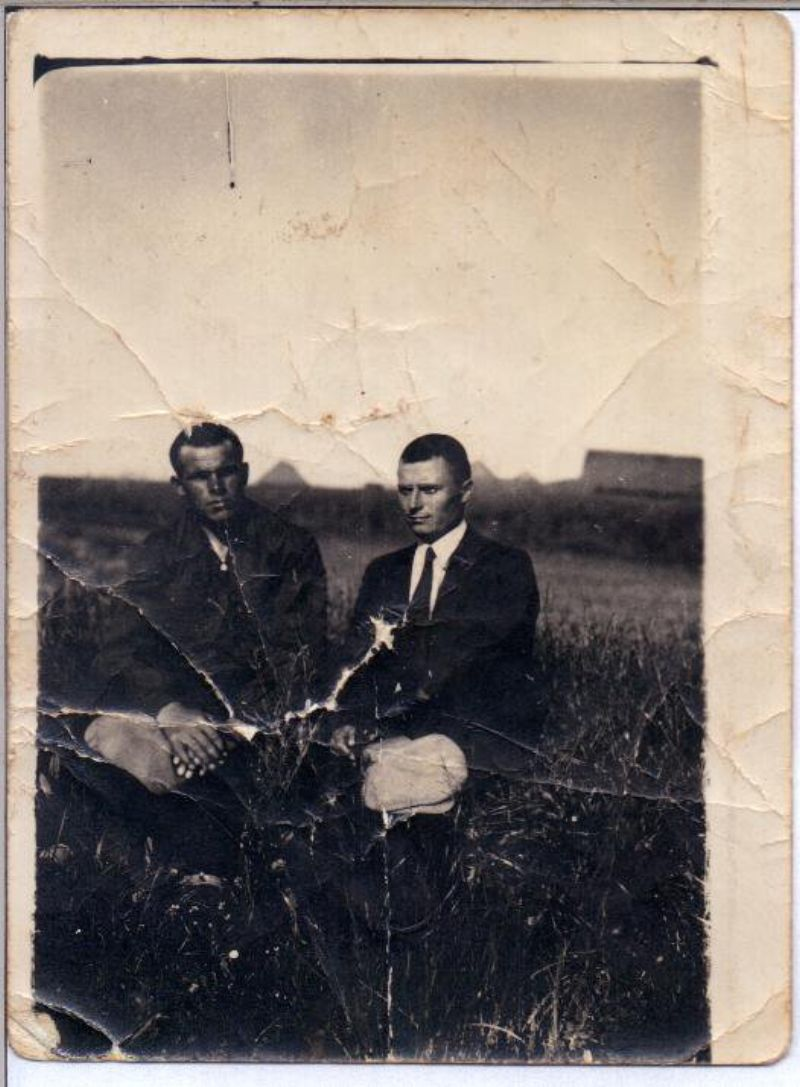
с.Черничин. 1940 р. Повернення з німецького полону Вашкевич А., Боярский Л.
Хлопці з Черничина. Кін. 20-х XX ст. По правій М.Ліборський, Бень, Цимборский.

## Галерея

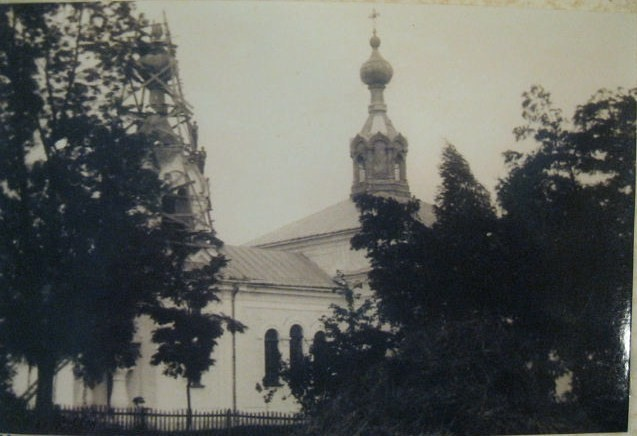
с.Черничин. Церква Всіх Св'ятих з 1870р. 30-ті р. ХХ ст.
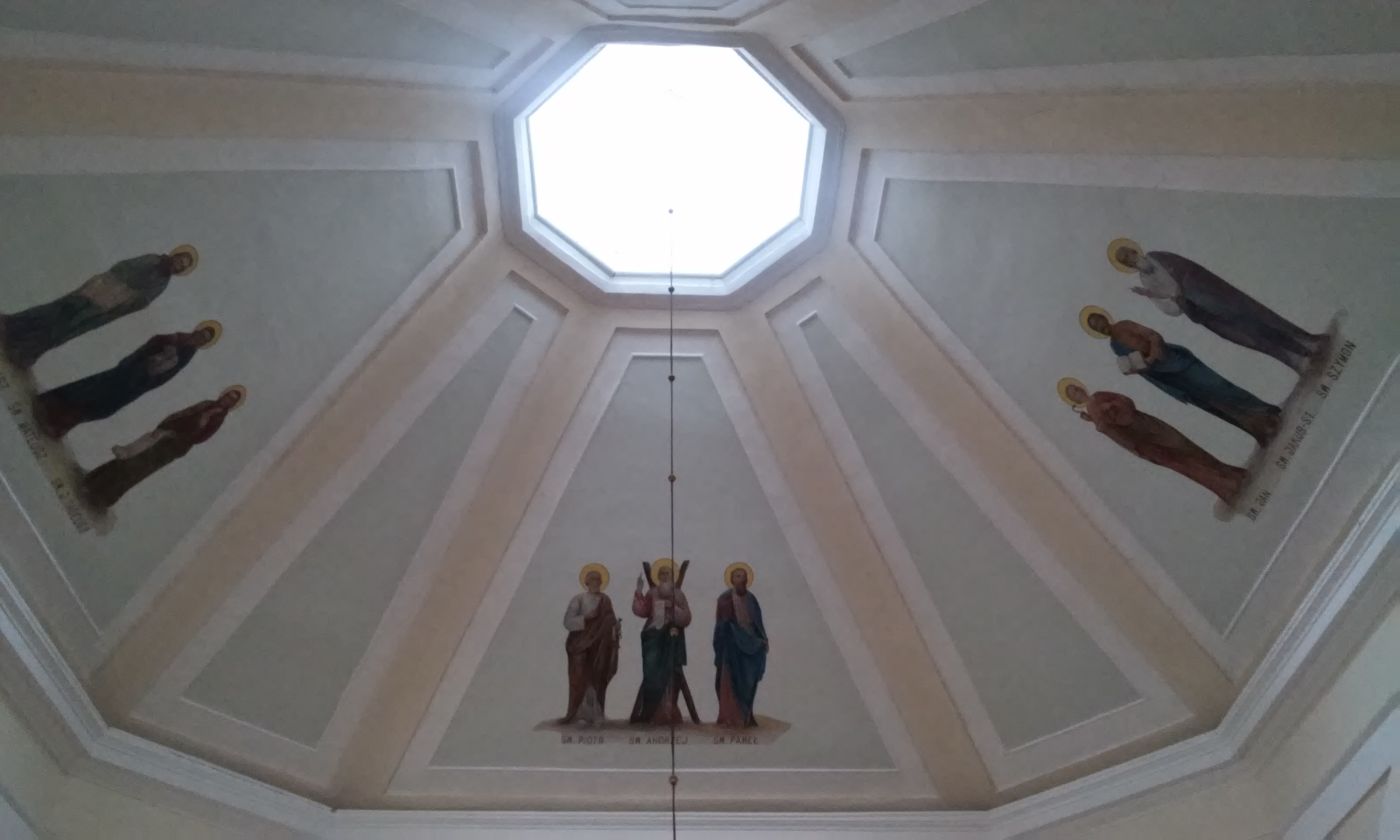
Відслонені апостоли Черничина. Святиня після ремонту 2007р.
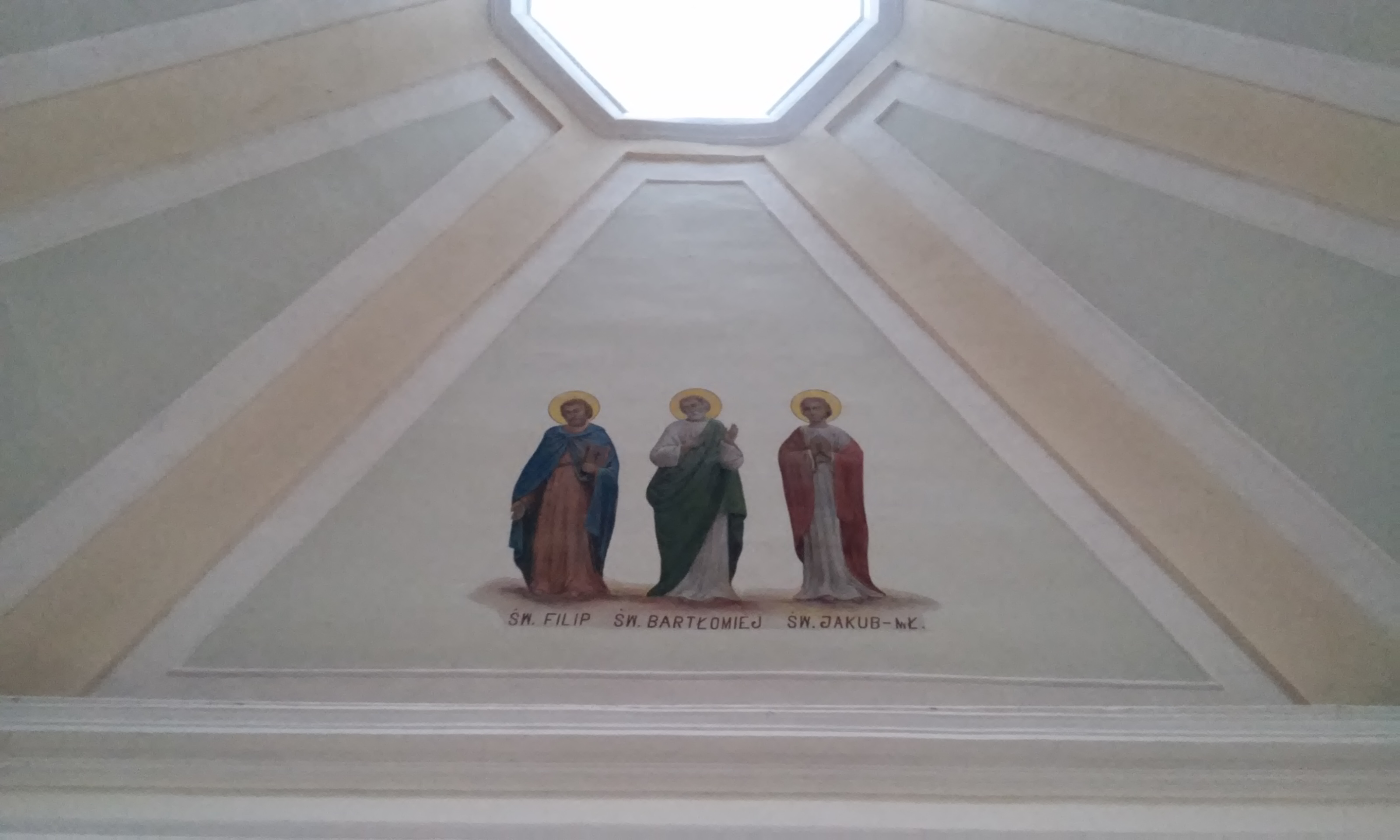
Відслонені апостоли Черничина.2007р.
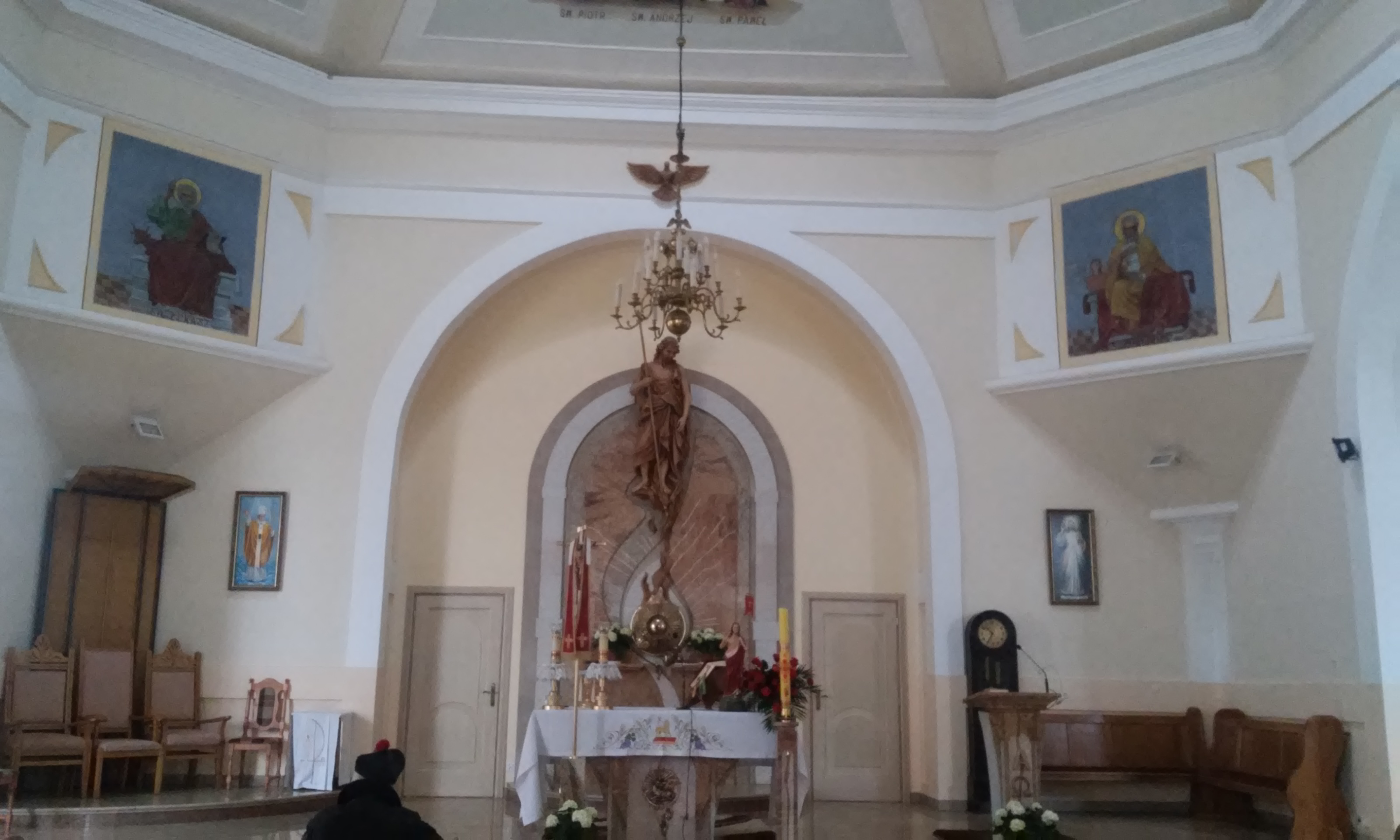
Колись була церква, а тепер костел.Черничин.2007р.
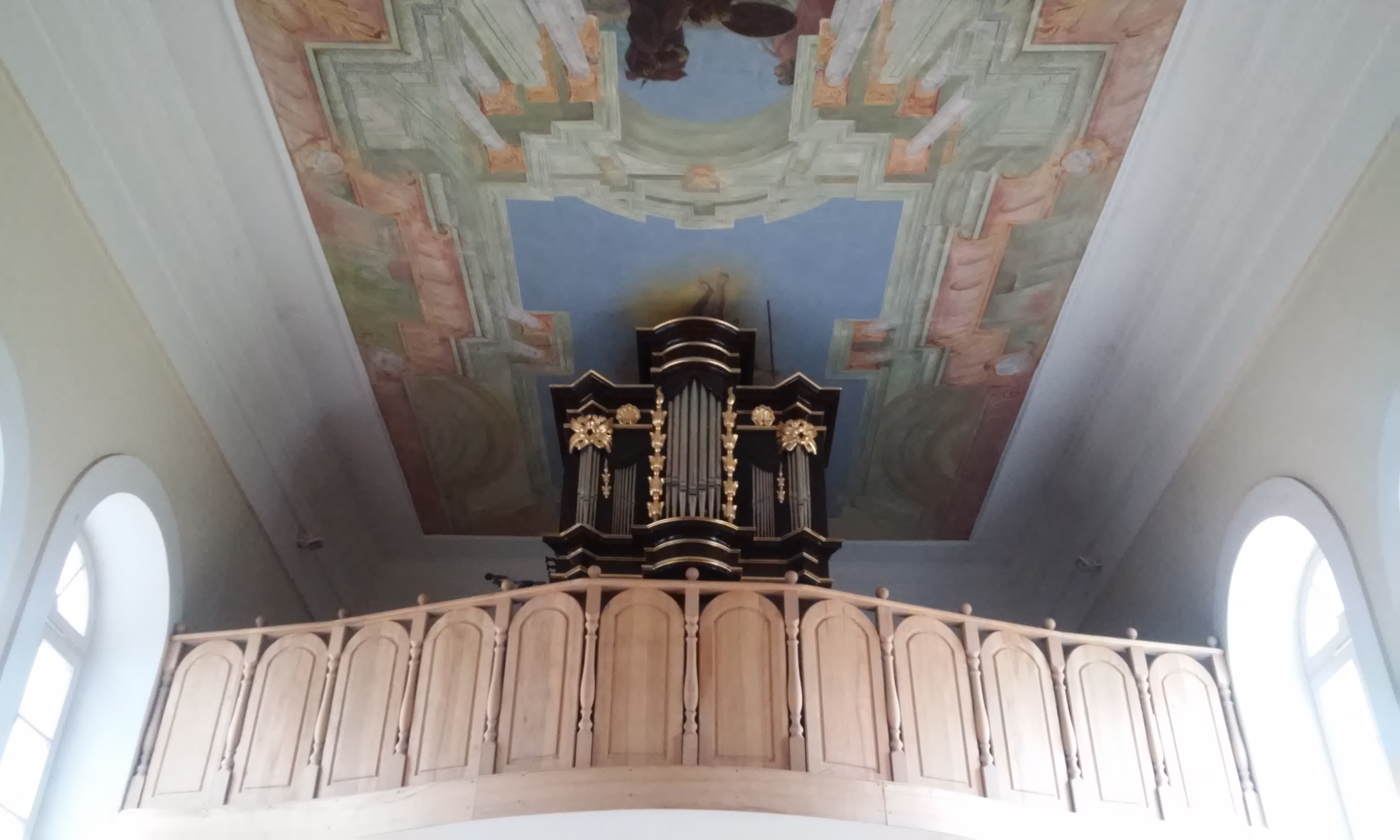
Органи в святині.Черничин.2007р.
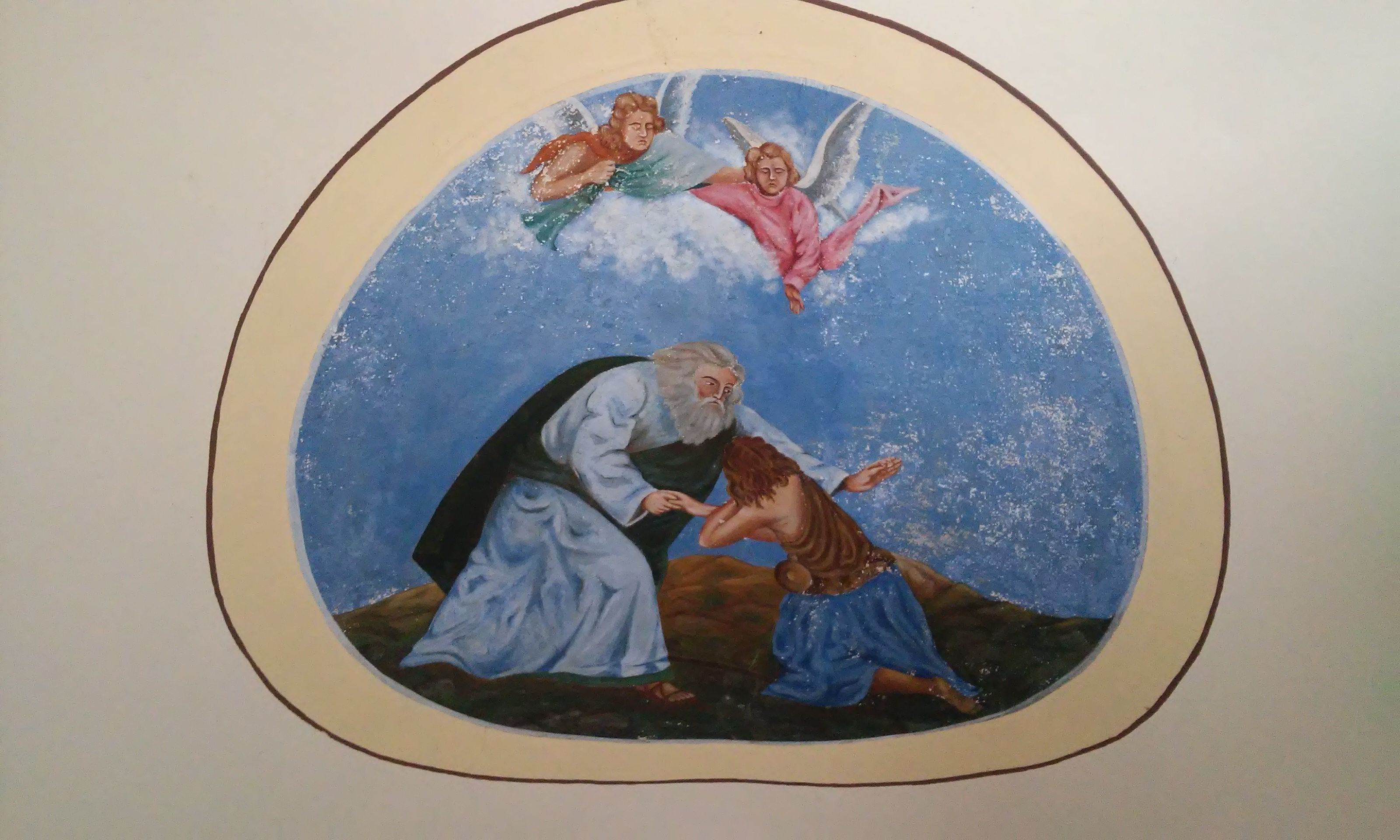
Черничин. Фреск Син марнотравний.2207 р.
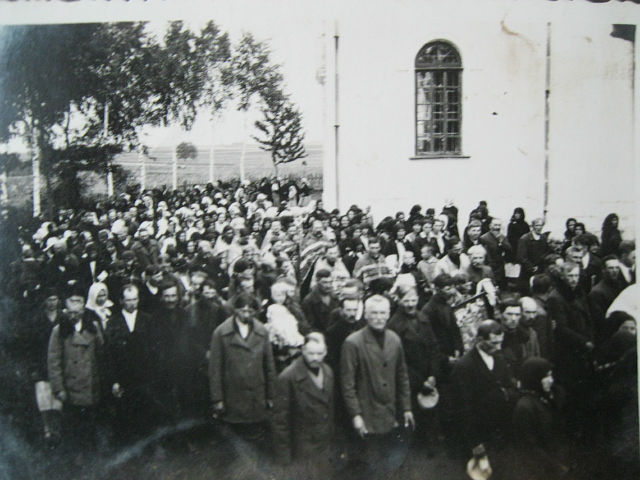
Черничин. Друга пол. 30-х ХХ ст. Хресна хода навколо церкви.
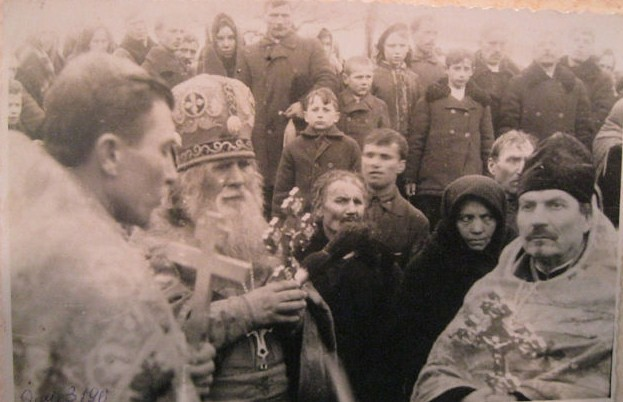
Черничин. Священник І. Сегеда на церковному святі. Друга пол. 30-х XX ст.
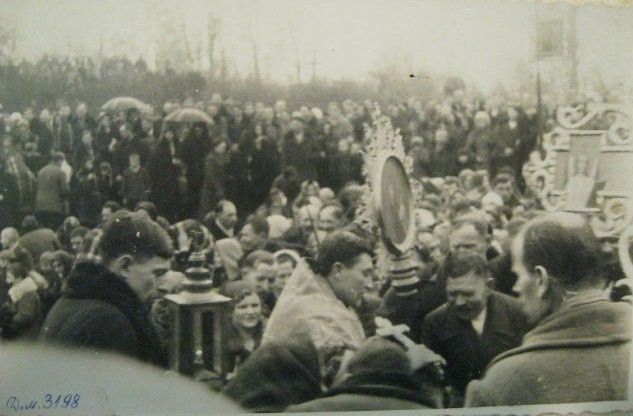
Черничин. Священник І. Сегеда. Процесія з дарами. Друга пол. 30-х XX ст.
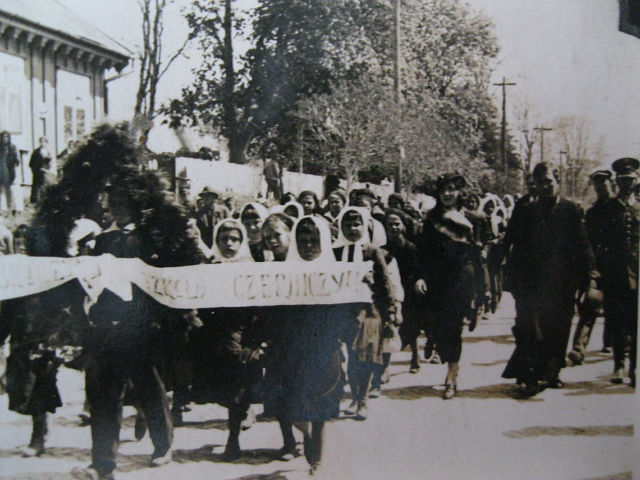
Учні школи, вчителі, о. І.Сегеда з Черничина на параді 3 травня — дня Коституції в Грубешеві. 30-ті р. XX ст.
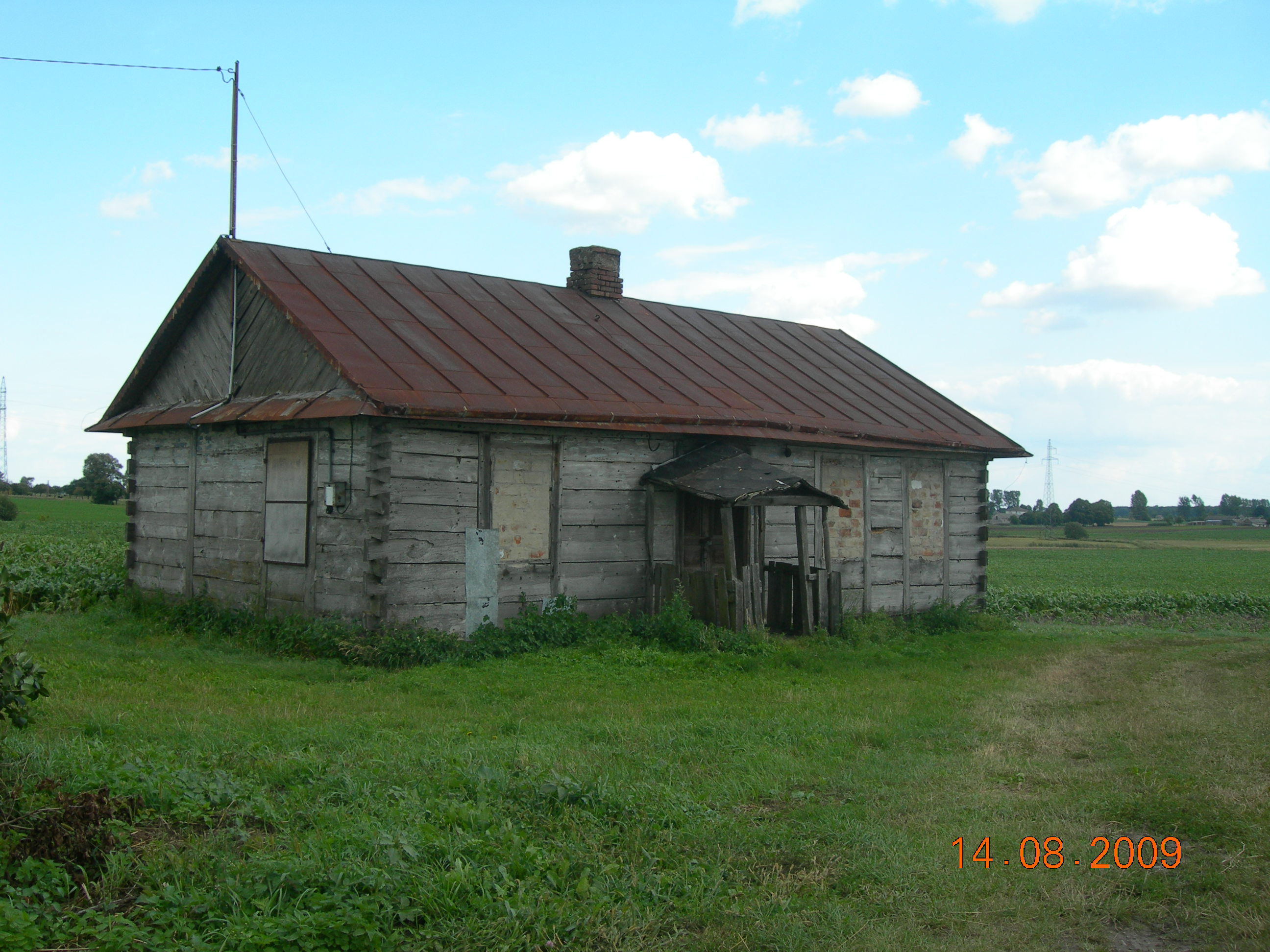
Черничин. Передвоєнна хата
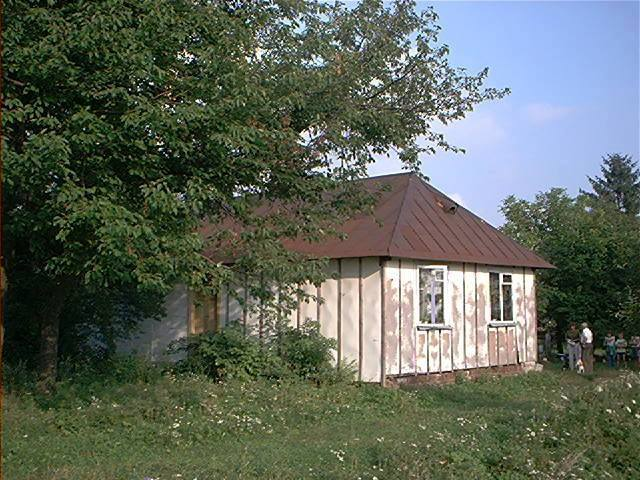
Черничин, передвоєнна хата родини Семенюків
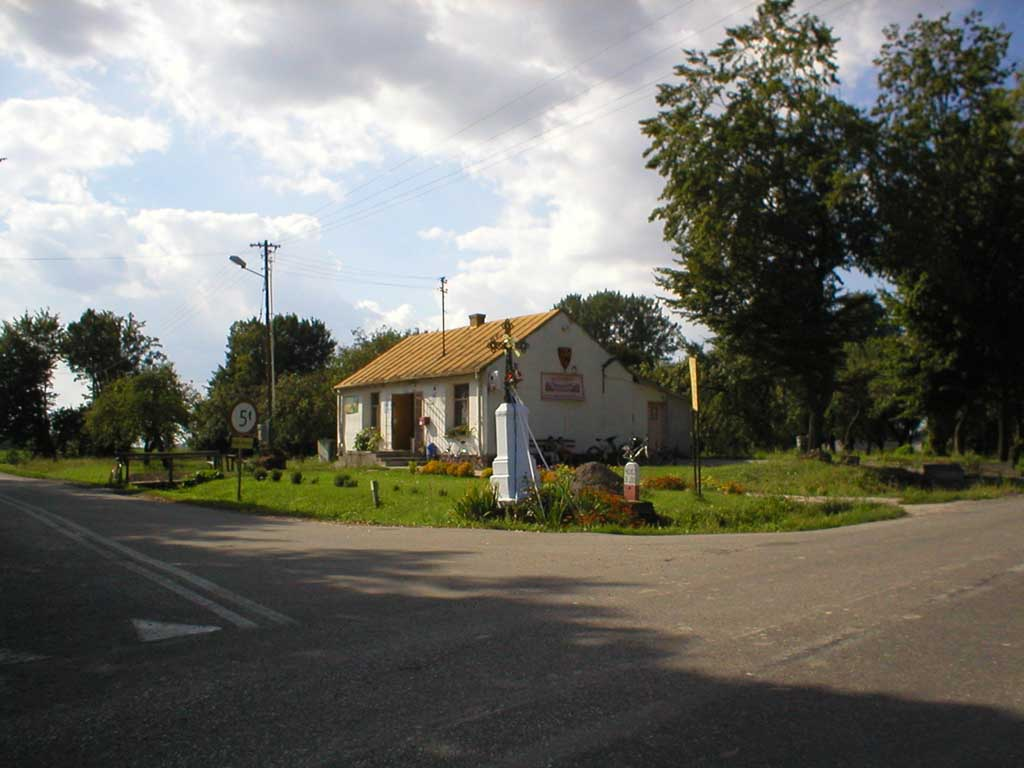
Перехрестя в Черничині зі сторони церкви
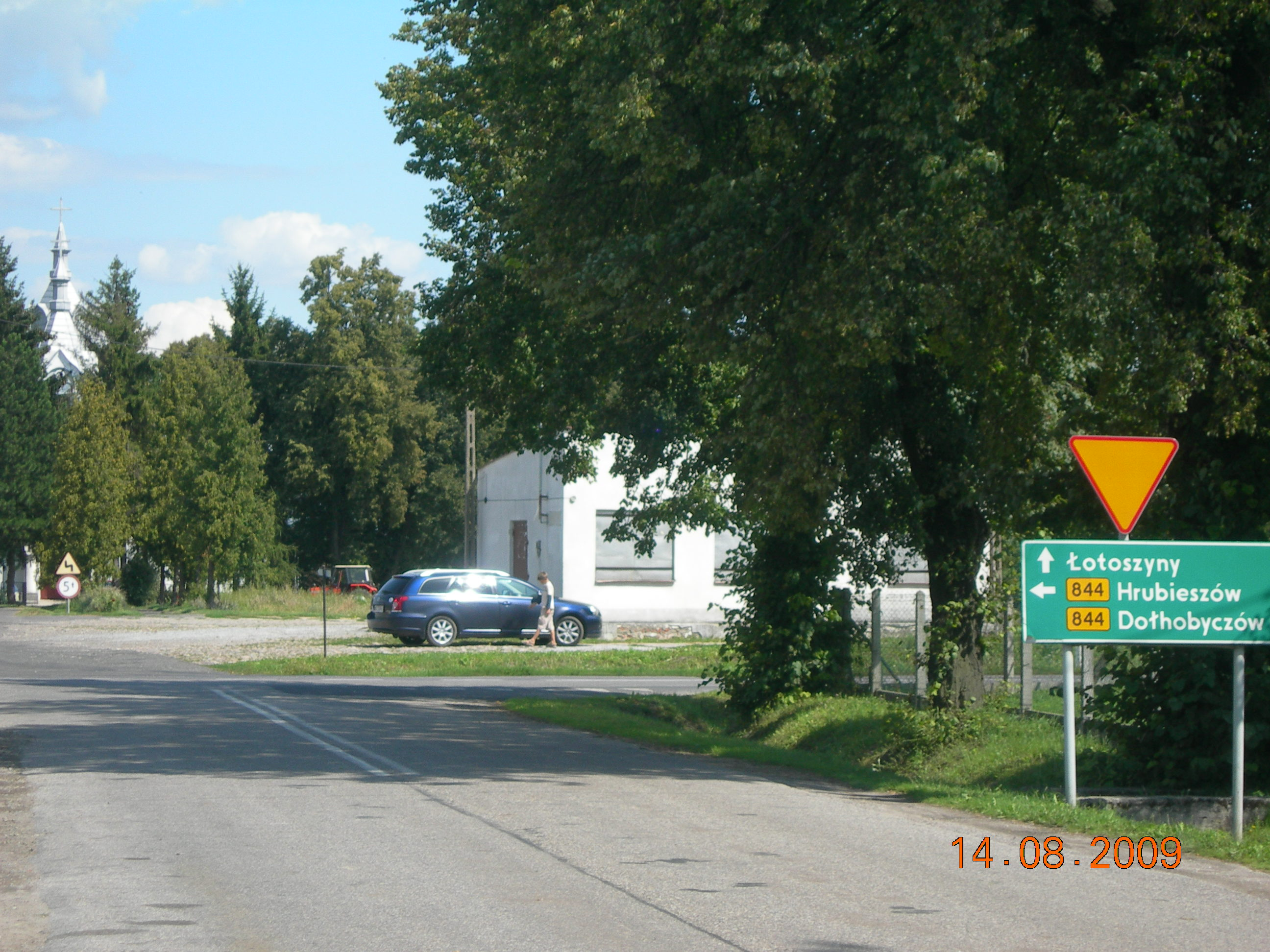
Перехрестя в Черничині від Метеліна
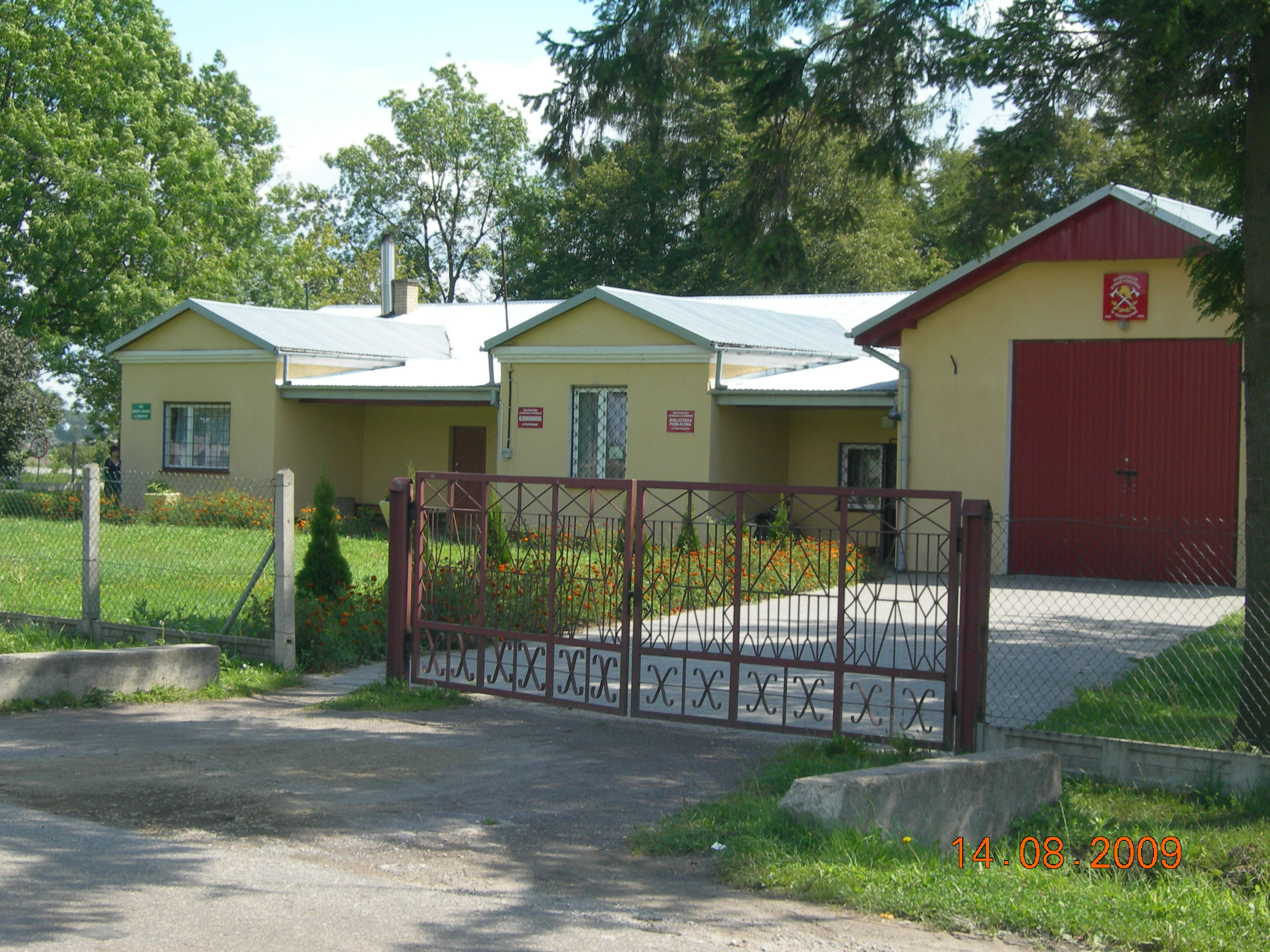
Черничин. Пожежна частина.

## Покинутий цвинтар православний

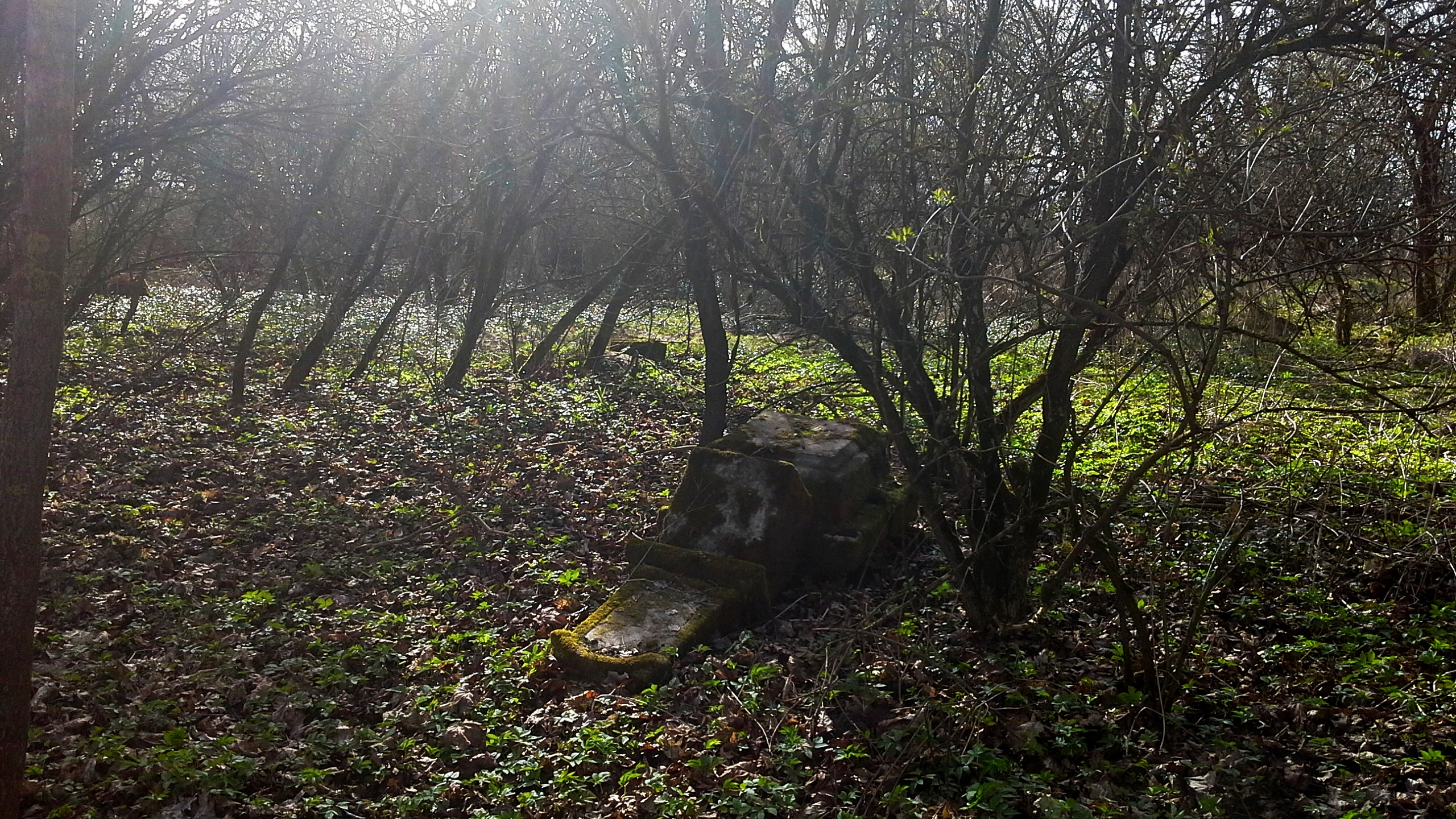
Цвинтар православний в Черничині
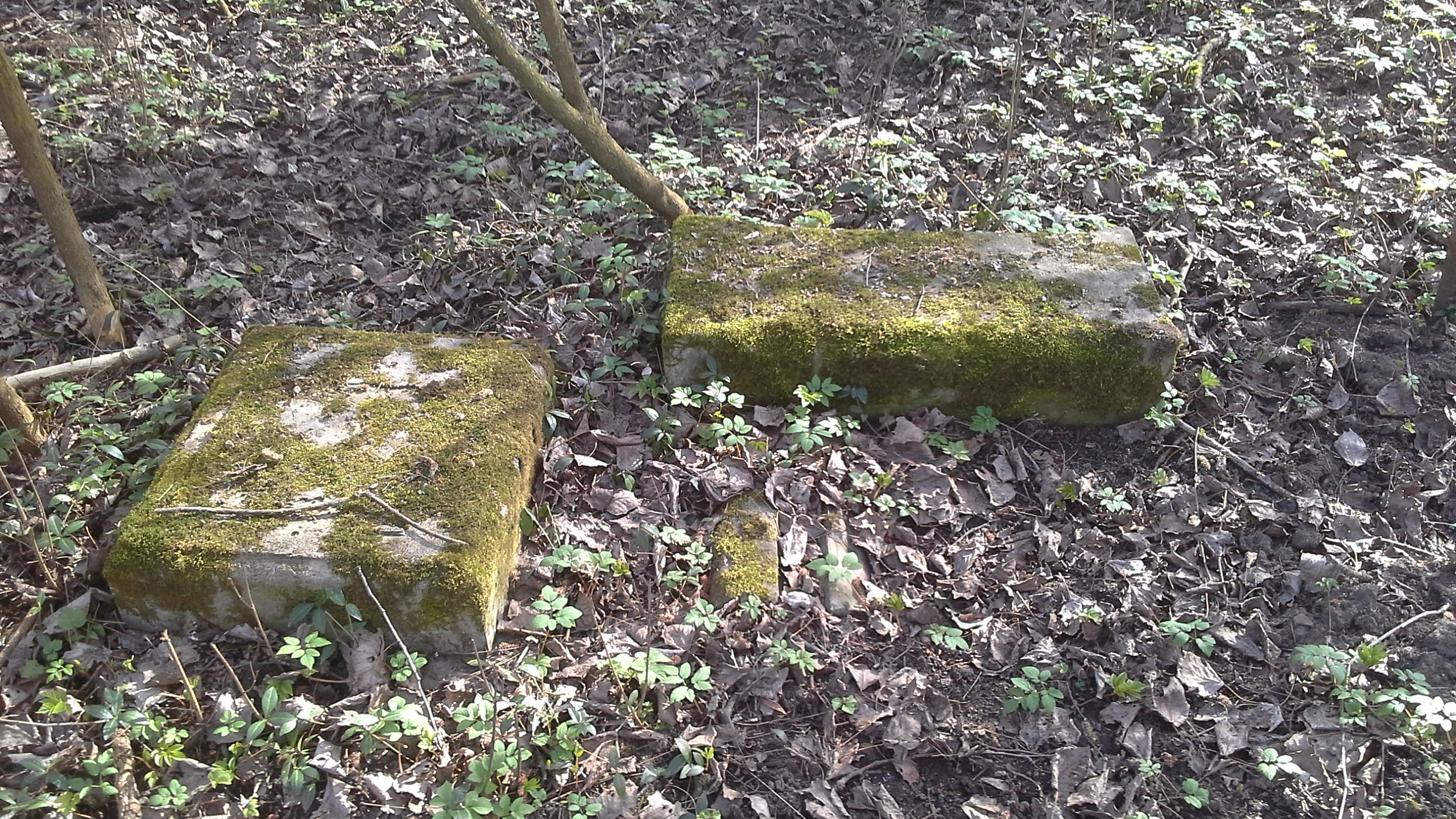
Цвинтар православний в Черничині
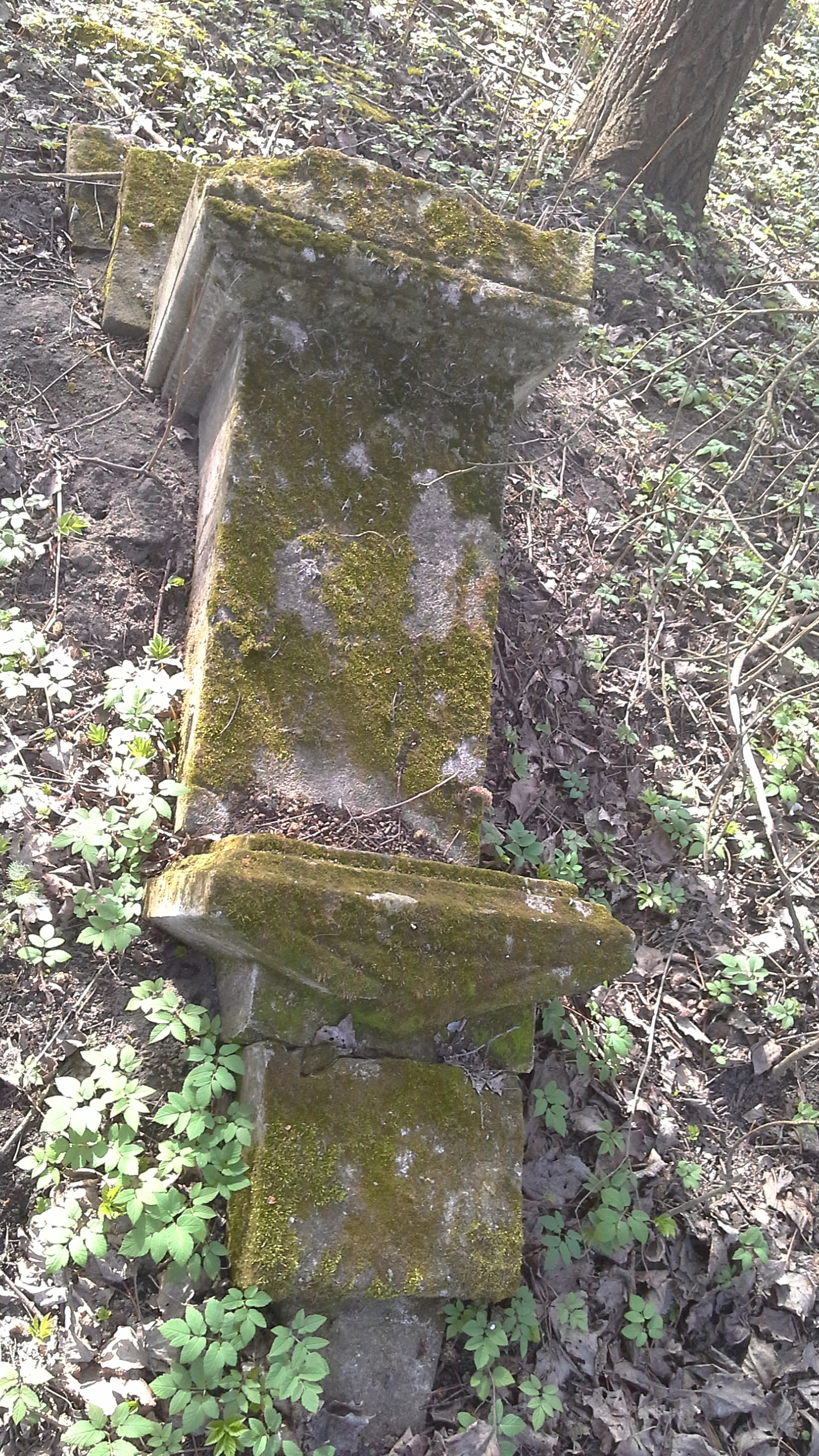
Цвинтар православний в Черничині
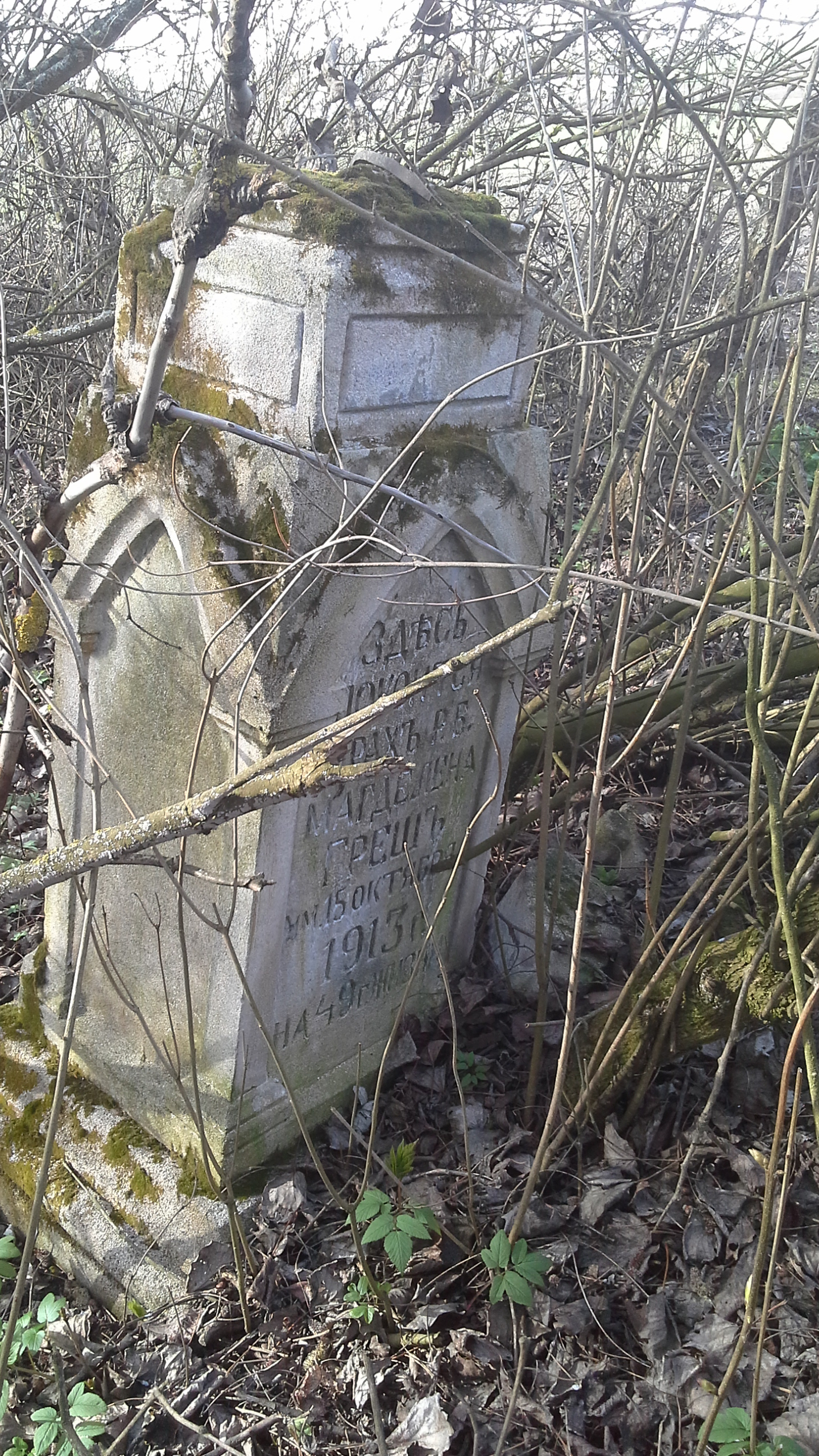
Цвинтар православний в Черничині
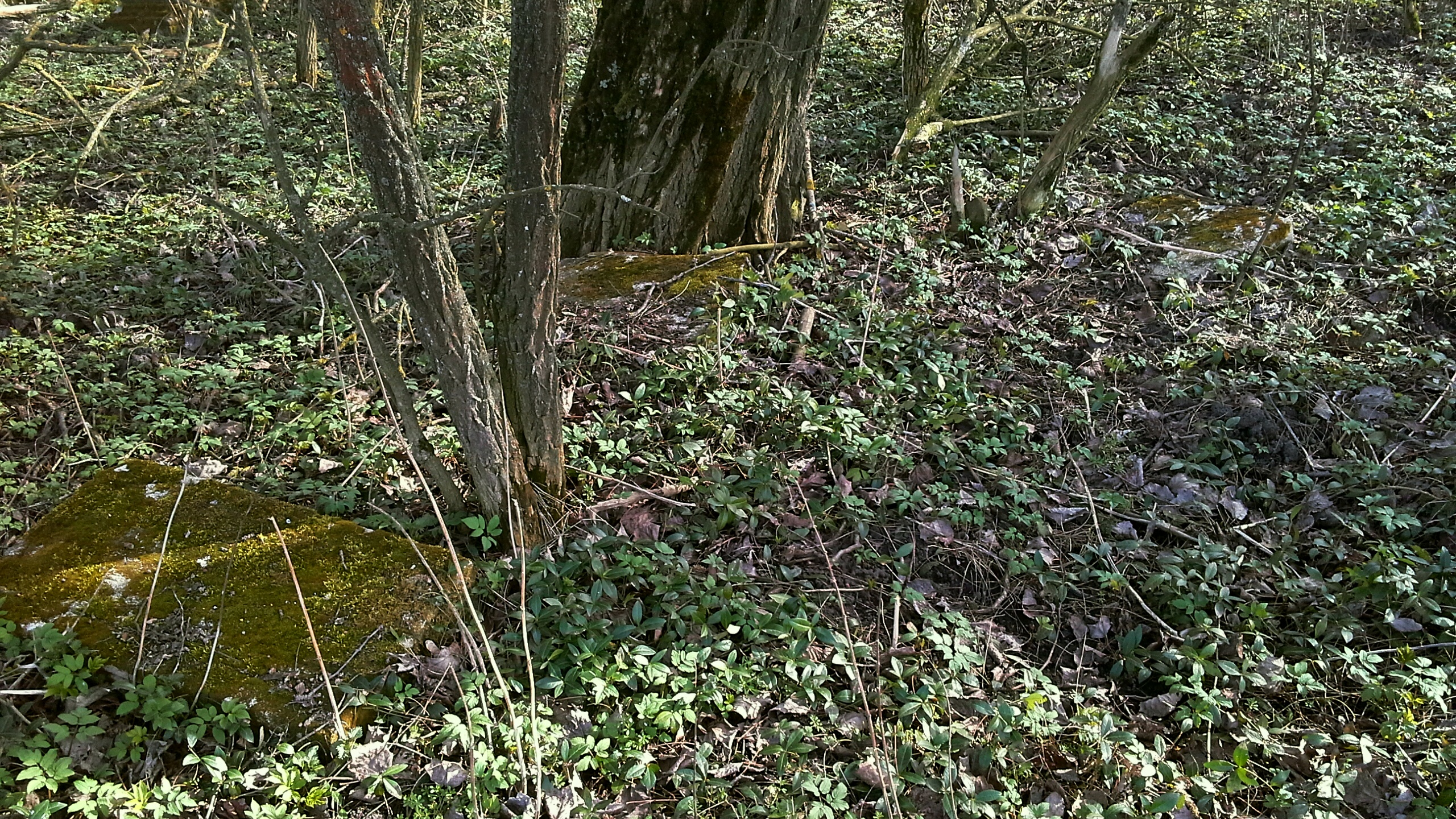
Цвинтар православний в Черничині
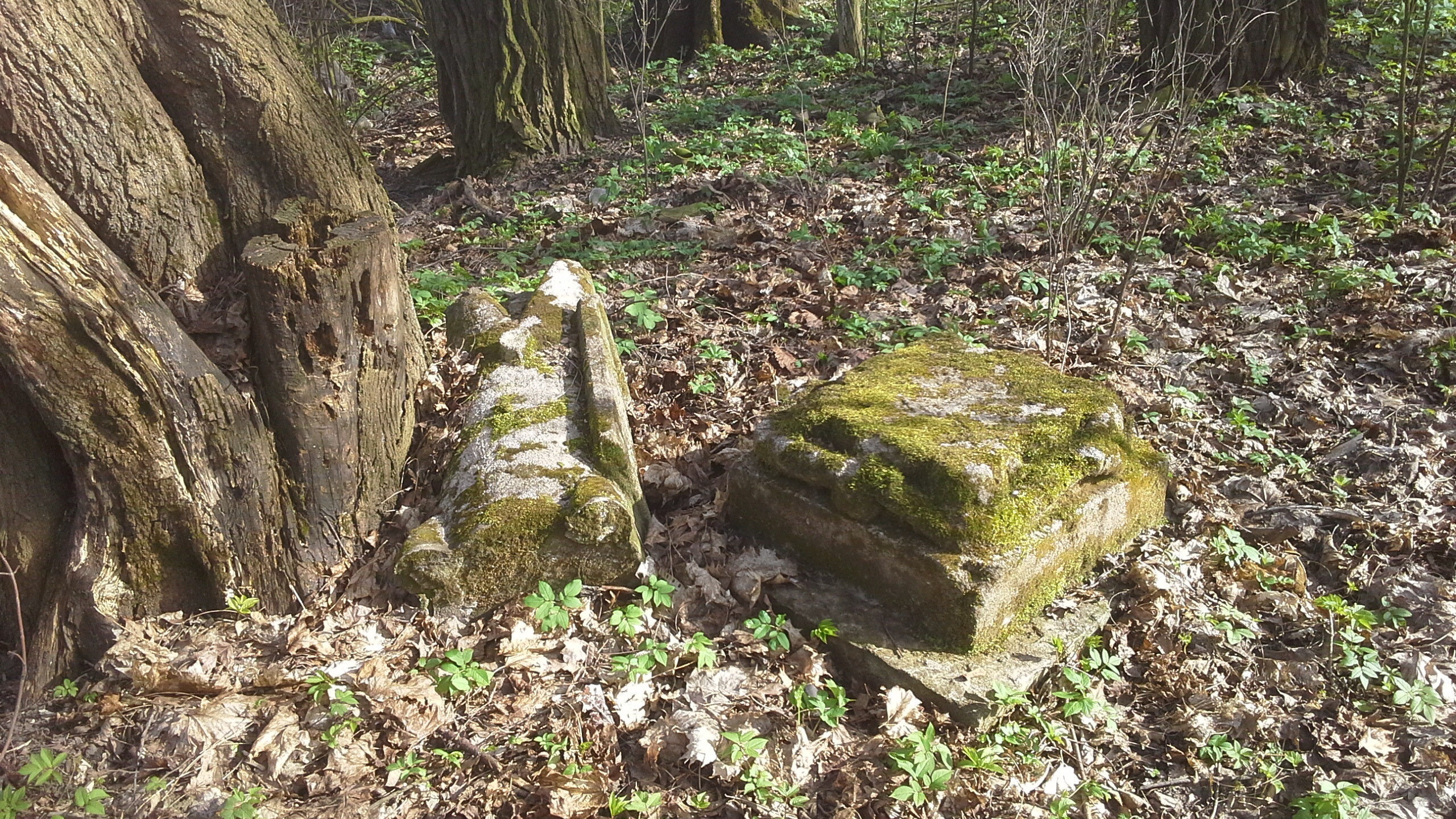
Цвинтар православний в Черничині
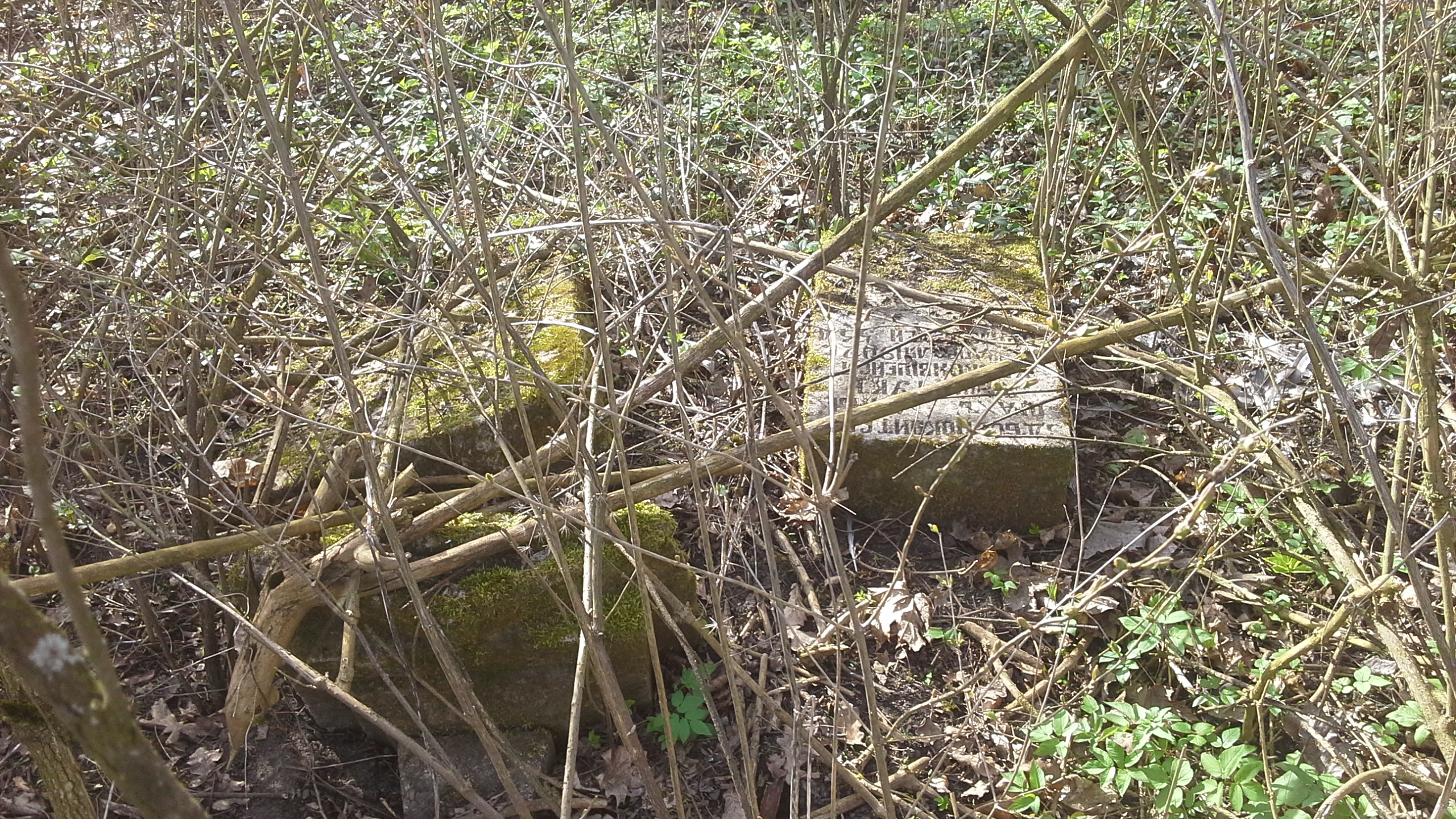
Цвинтар православний в Черничині
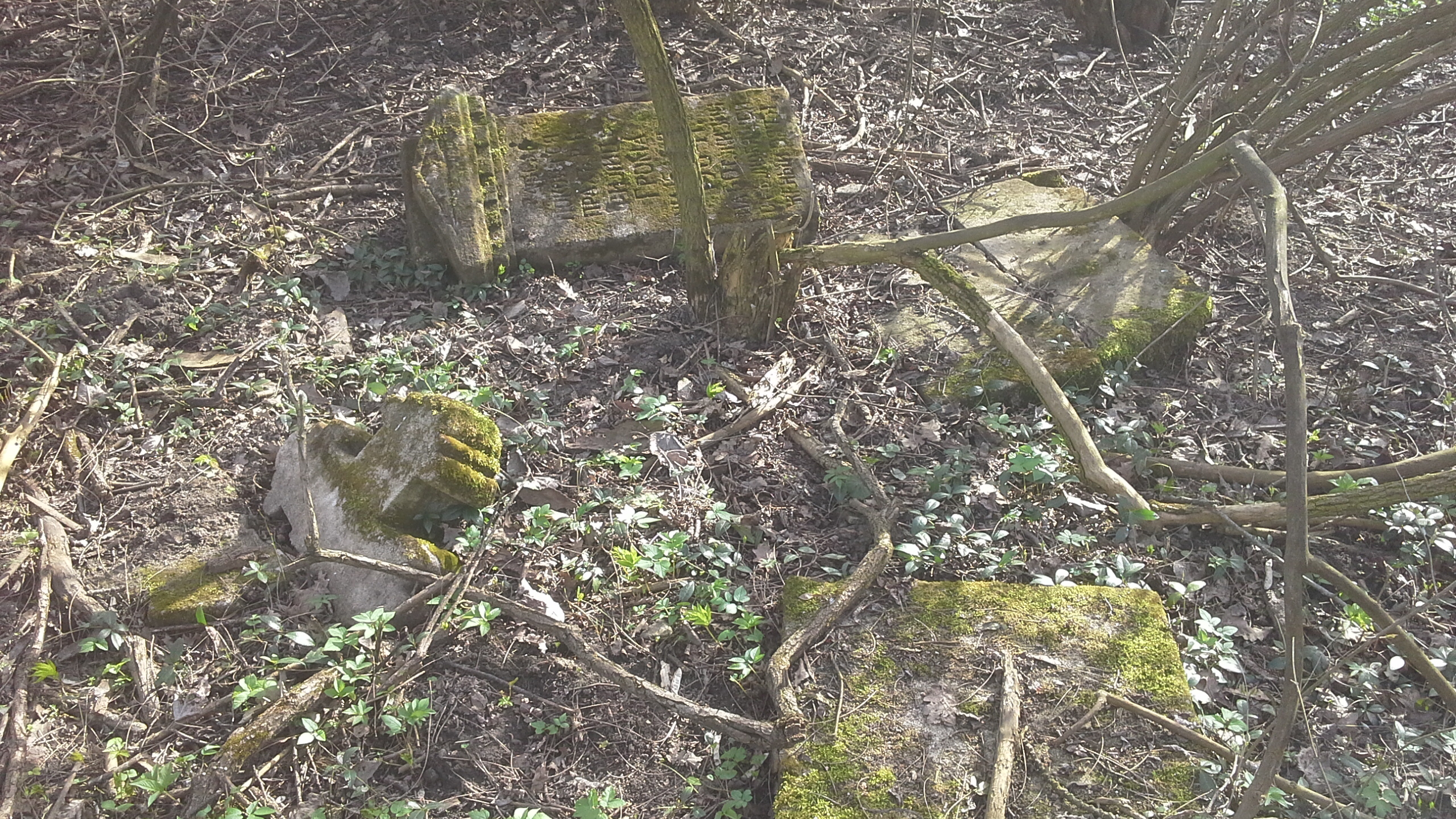
Цвинтар православний в Черничині
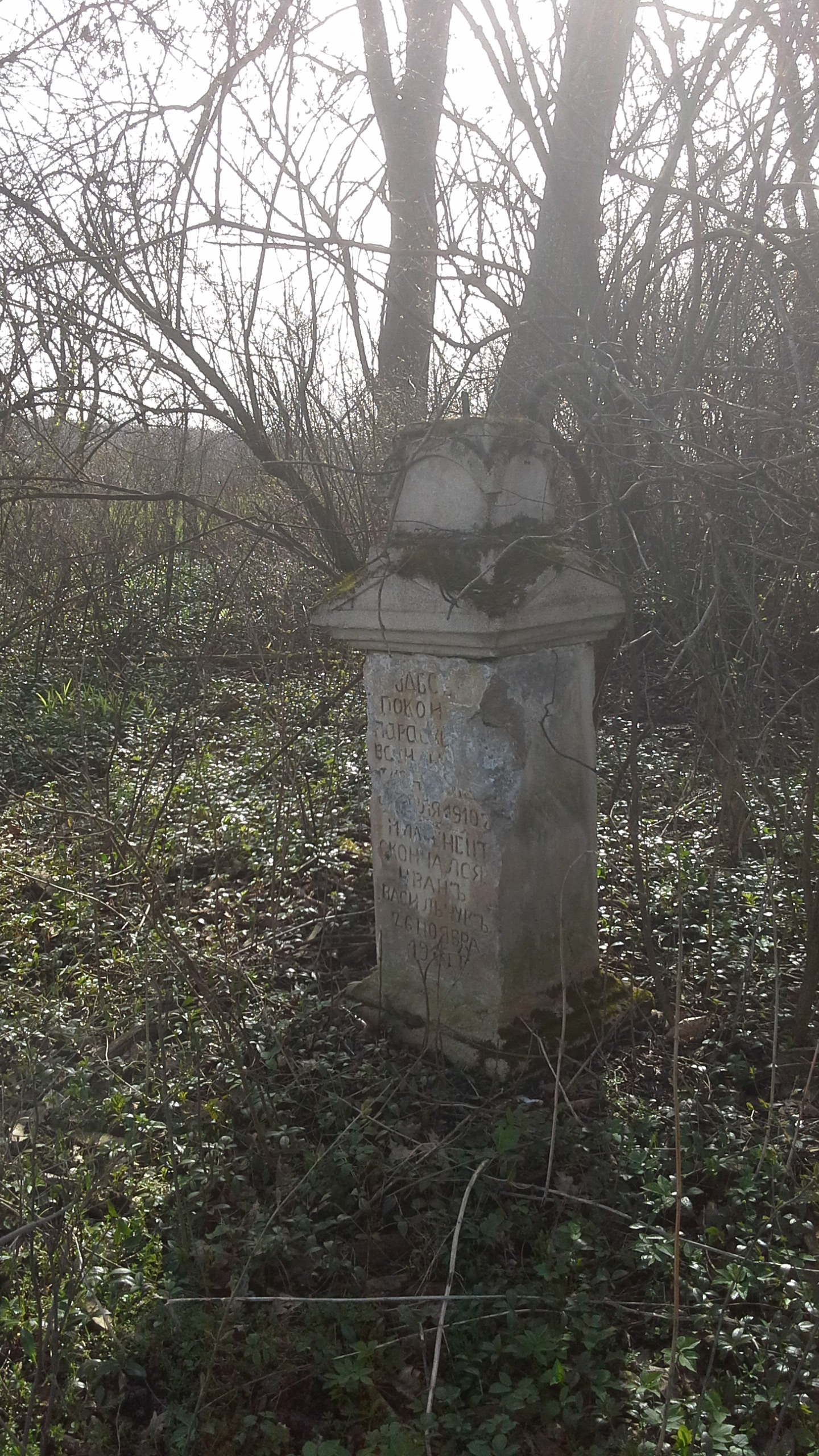
Цвинтар православний в Черничині
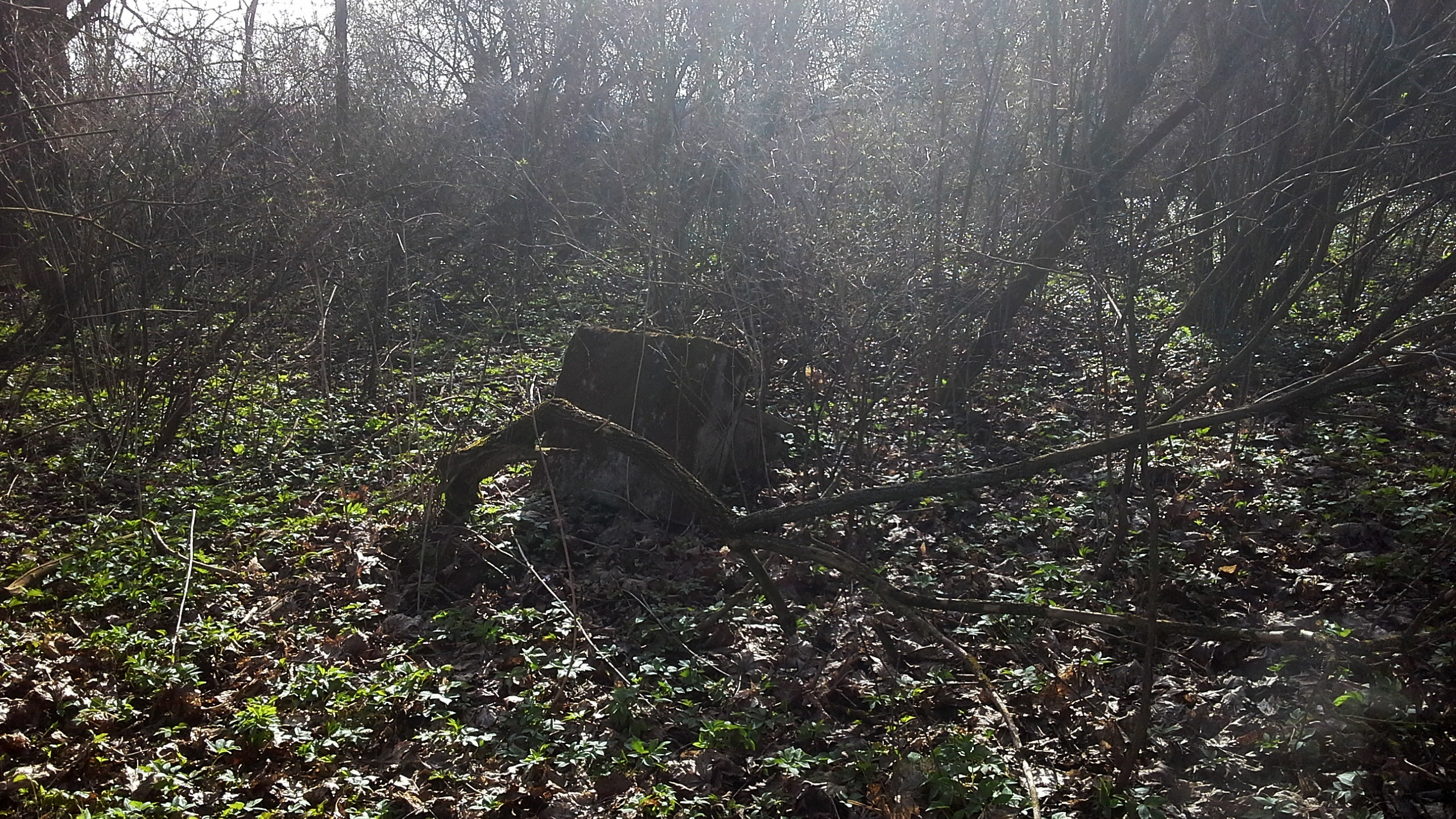
Цвинтар православний в Черничині
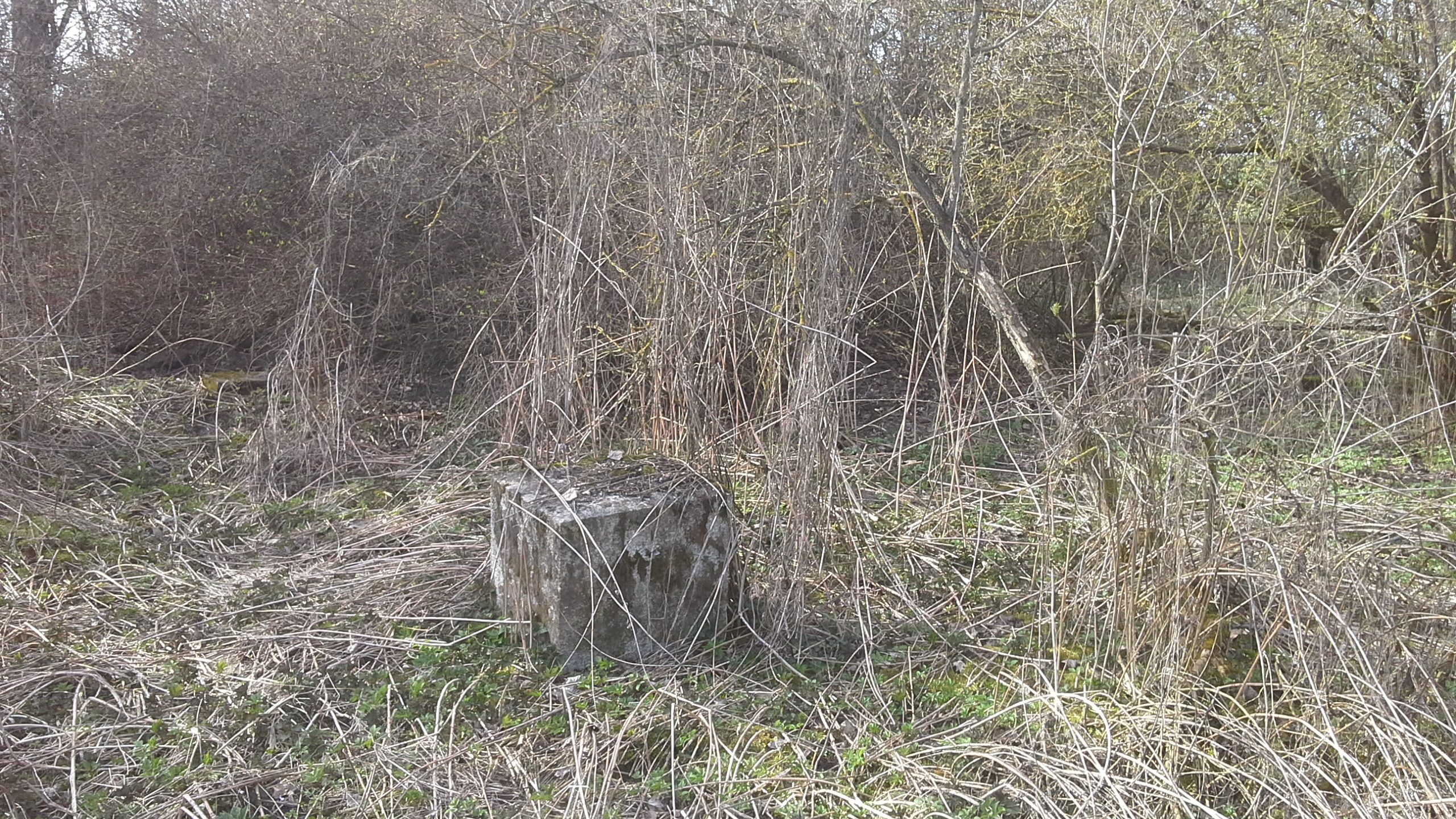
Цвинтар православний в Черничині>
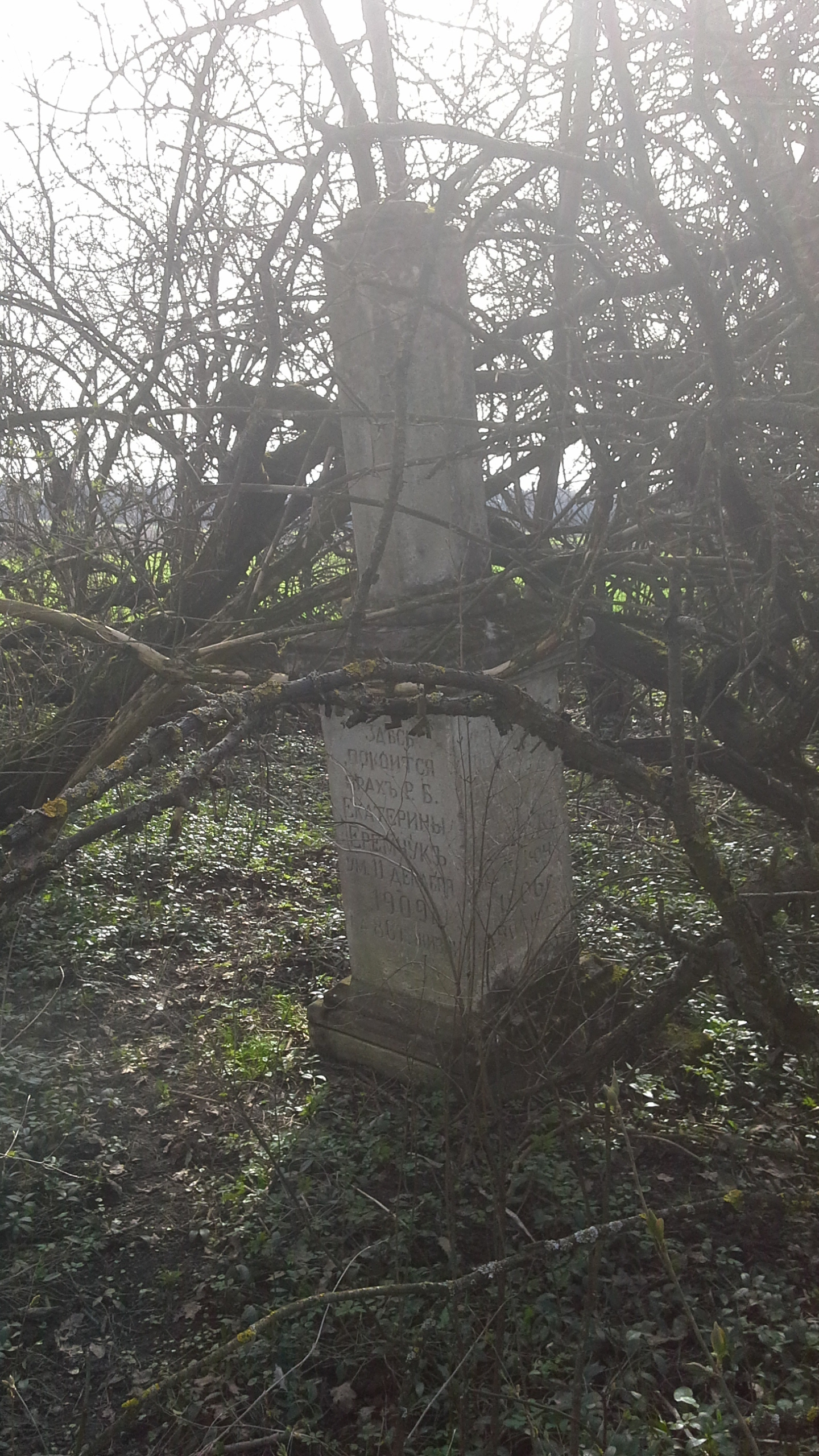
Цвинтар православний в Черничині
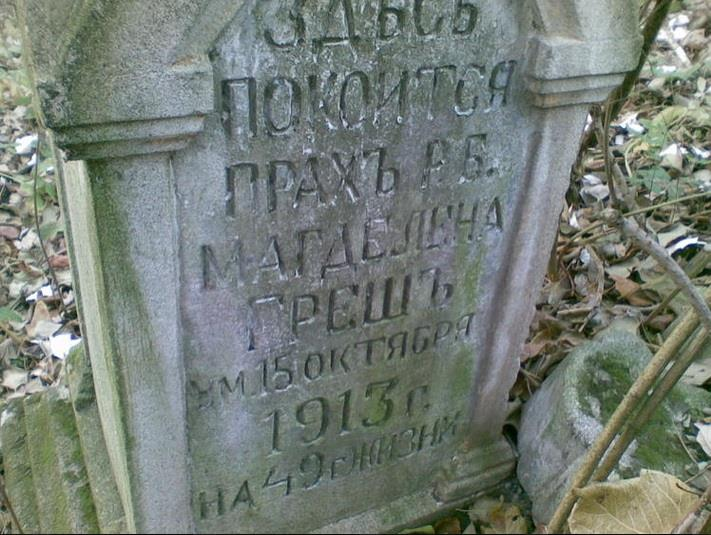
православний цвинтар в Черничині
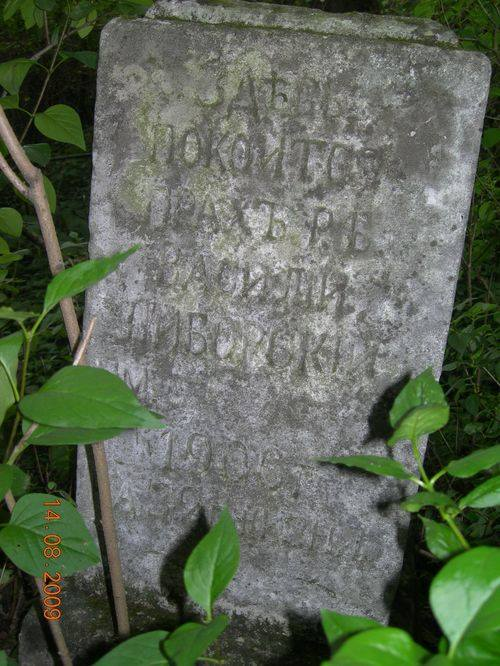
православний цвинтар в Черничині
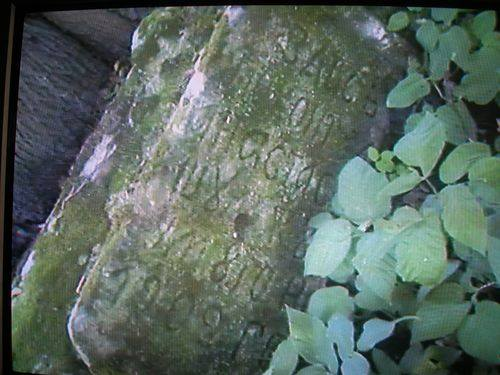
православний цвинтар в Черничині
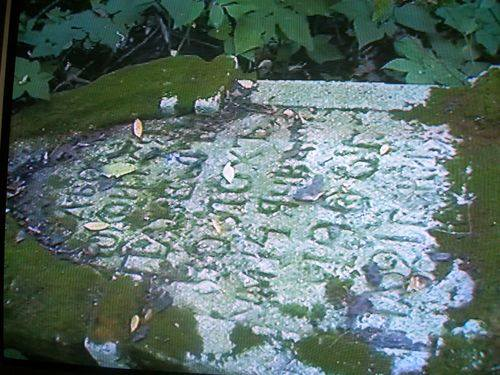
православний цвинтар в Черничині
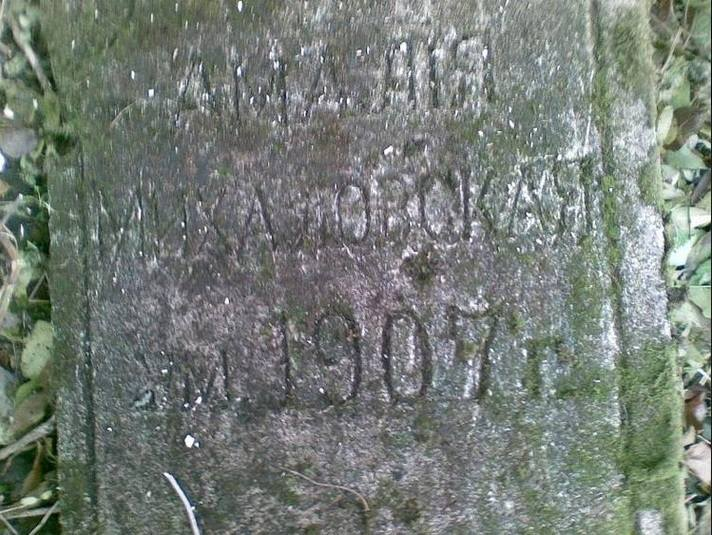
православний цвинтар в Черничині
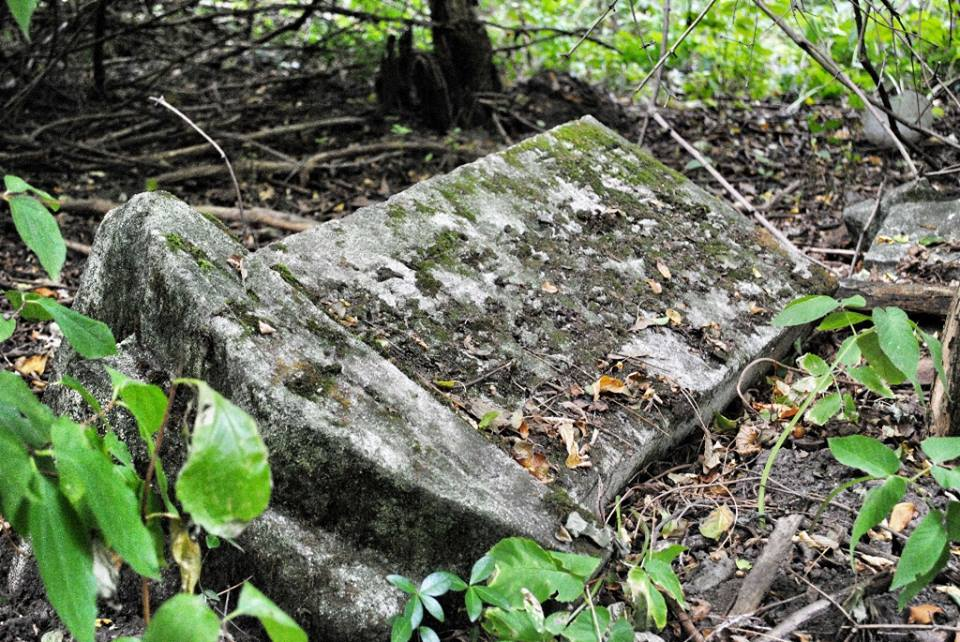
Цвинтар православний в Черничині
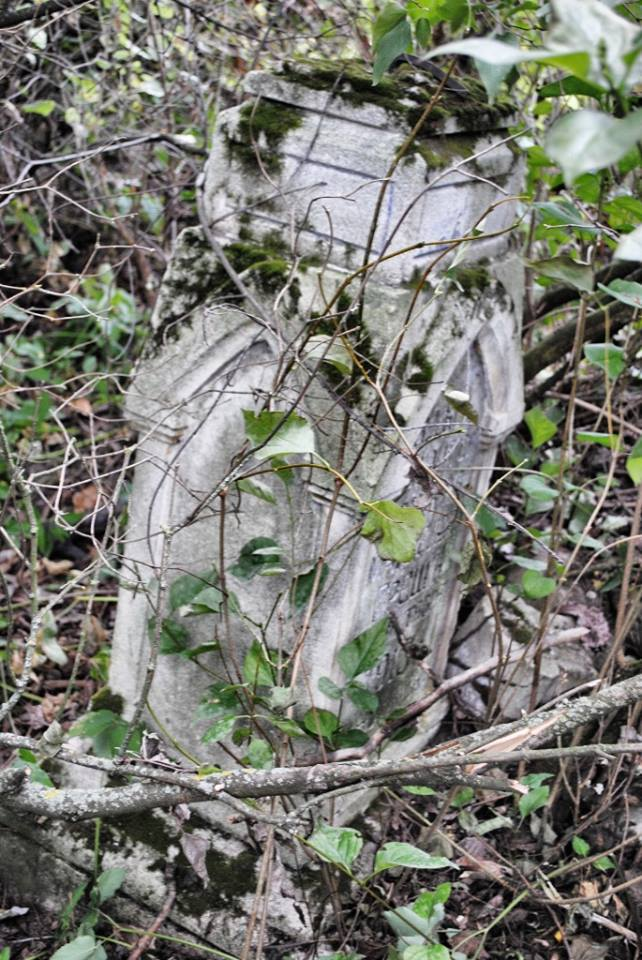
Цвинтар православний в Черничині
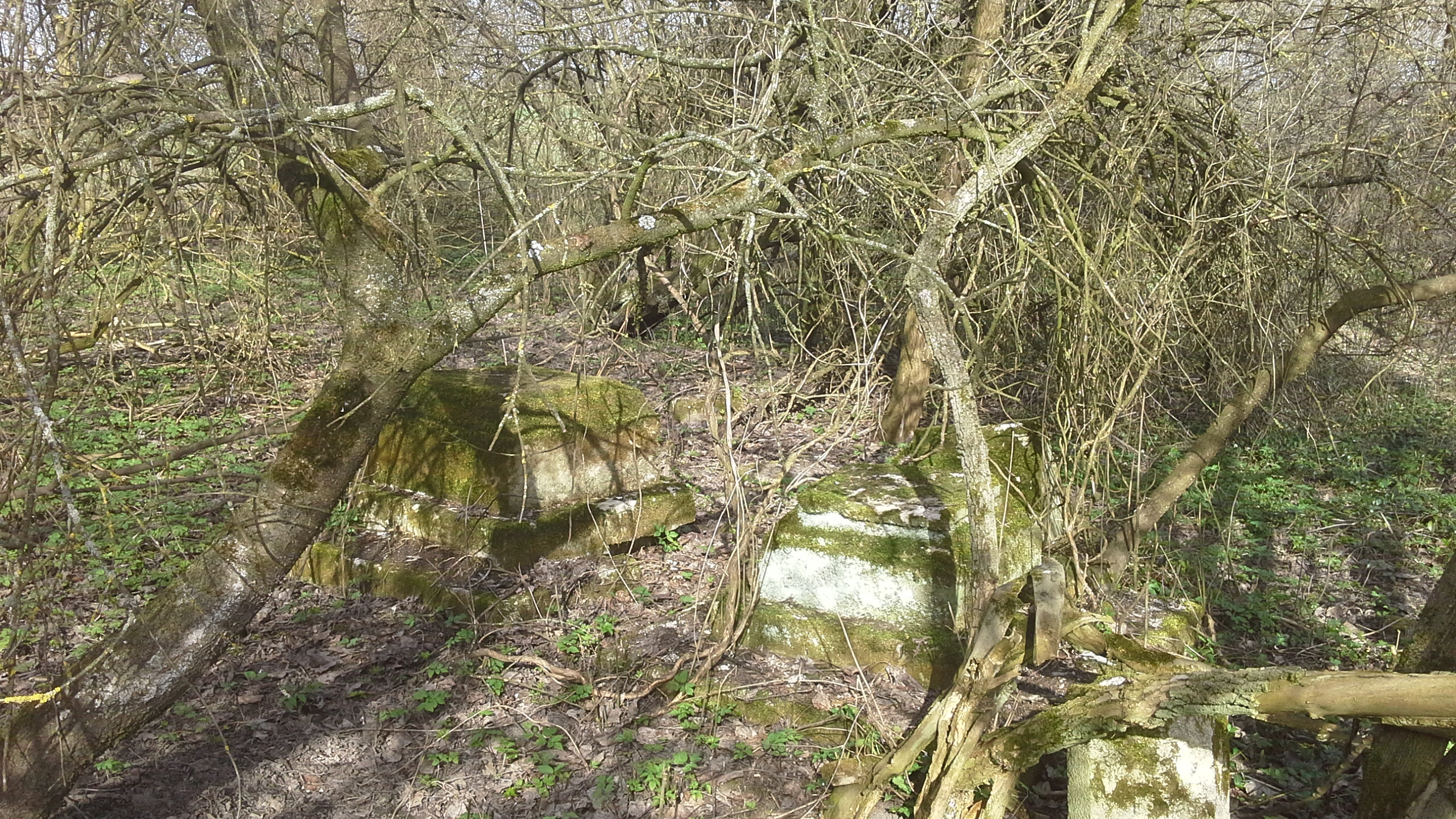
Цвинтар православний в Черничині